# Liste der Mitglieder der Naismith Memorial Basketball Hall of Fame
Diese Liste der Mitglieder der Naismith Memorial Basketball Hall of Fame umfasst alle jemals in die Naismith Memorial Basketball Hall of Fame aufgenommenen Spieler, Coaches, Schiedsrichter, Teams und Förderer (contributors).
Den Jahrgang von 2025 eingeschlossen, hat die Hall of Fame 482 Mitglieder. Davon wurden 242 als Spieler, 124 als Trainer, 18 als Schiedsrichter und 84 als Förderer des Sports aufgenommen. 14 Mitglieder der Hall of Fame sind Mannschaften. Tom Heinsohn, Bill Russell, Bill Sharman, Lenny Wilkens und John Wooden sind sowohl als Spieler wie als Coach vertreten, Jerry West sowohl als Spieler wie als Förderer, John McLendon als Coach und als Förderer. McLendon, West und Wilkens sind als Head Coach der Tennessee State Tigers von 1957 bis 1959, als Spieler des Olympiateams von 1960 und als Assistenzcoach des olympischen Dream Teams von 1992 insgesamt sogar dreifache Mitglieder der Hall of Fame. Unter den 242 Spielern sind 35 Frauen. Vier der Teams sind Damenteams und insgesamt 15 der Trainer und vier der Förderer sind weiblich.

## Spieler
| Name     | Name des Spielers. Die Sortierung erfolgt anhand des Familiennamens. |
| Jahr     | Jahr der Aufnahme in die Naismith Memorial Basketball Hall of Fame (erfolgt frühestens im vierten Jahr nach Beendigung der aktiven Karriere oder nach Tod des Spielers). |
| Nat.     | Die Nationalität des Spielers. |
| *        | Das Geburtsjahr des Spielers. |
| †        | Das Todesjahr bereits verstorbener Spieler. |
| Karriere | Zusammenfassung der Leistungen, die zur Aufnahme in die Hall of Fame führten.                                                                                            |

000Weibliche Spieler sind farblich hervorgehoben.
| Name                    | Jahr | Nat.                                            | *    | †    | Karriere | Quelle  |
| ----------------------- | ---- | ----------------------------------------------- | ---- | ---- | --- | ------- |
| Kareem Abdul-Jabbar     | 1995 | Vereinigte Staaten                              | 1947 |      | In seiner 20-jährigen Karriere gewann Abdul-Jabbar sechs NBA-Meisterschaften und sechs MVP-Auszeichnungen. Mit 38.387 Punkten war er fast 39 Jahre der erfolgreichste Punktesammler der Ligageschichte. Er wurde 15-mal ins All-NBA Team und sowohl unter die 50 Greatest Players in NBA History als auch ins NBA 75th Anniversary Team gewählt. Dreimaliger NCAA-Champion, College Player of the Year und All-American mit der UCLA. Auch Mitglied der National Collegiate Basketball Hall of Fame seit ihrer Gründung 2006. Seine Rückennummer 33 wurde sowohl von den Bruins, den Milwaukee Bucks und den Los Angeles Lakers in den Ruhestand versetzt. | [ 1 ]   |
| Ray Allen               | 2018 | Vereinigte Staaten                              | 1975 |      | All-American mit den U-Conn Huskies. Allen, Olympiasieger 2000 in Sydney, war zehnmaliger NBA All-Star und wurde zweimal ins All-NBA Team berufen. Er wurde 2008 mit den Boston Celtics und 2013 mit der Miami Heat NBA-Meister. Allen wurde für seine Fairness mit dem NBA Sportsmanship Award ausgezeichnet und spielte neben Denzel Washington im Spike-Lee-Film „He Got Game“. Allen belegt mit der überragenden Freiwurfquote von 89,39 % den siebten Platz der Liga und hat die nach Stephen Curry meisten Drei-Punktwürfe aller Zeiten erzielt (Stand: 2021). Mitglied des NBA 75th Anniversary Teams. | [ 2 ]   |
| Carmelo Anthony         | 2025 | Vereinigte Staaten                              | 1984 |      | All-American Carmelo Kyam Anthony gewann mit der Syracuse University, die auch seine Rückennummer 15 in den Ruhestand versetzen sollte, die NCAA Division I Basketball Championship als Most Outstanding Player in seinem Freshman-Jahr und meldete sich im selben Jahr zur NBA-Draft an. Er erreichte mit der Basketballnationalmannschaft der Vereinigten Staaten 2004 und 2006 Bronze bei Weltmeisterschaft und olympischen Spielen. Zwischen 2008 und 2016 gewann er dreimal die Goldmedaille. In der NBA wurde Anthony sechsmal in die Auswahl berufen und zehnmal All-Star. 2013 war er Scoring Champion. Anlässlich des 75-jährigen Bestehens der Liga wurde „Melo“ in das NBA 75th Anniversary Team gewählt. | [ 3 ]   |
| Nate „Tiny“ Archibald   | 1991 | Vereinigte Staaten                              | 1948 |      | 1972 führte Archibald als bis heute einziger Spieler die NBA gleichzeitig in Punkten pro Spiel sowie Assists an. 1981 gewann er mit den Boston Celtics die NBA-Meisterschaft. Archibald wurde insgesamt sechsmal zum All-Star berufen und 1996 unter die 50 Greatest Players in NBA History gewählt. | [ 4 ]   |
| Paul Arizin             | 1978 | Vereinigte Staaten                              | 1928 | 2006 | Arizin gewann mit den Philadelphia Warriors 1956 die NBA-Meisterschaft. Arizin spielte auf der Forward-Position, führte die NBA zweimal in Punkten pro Spiel an und wurde von 1951 bis 1961 zum All-Star und viermal ins All-NBA Team berufen. 1996 wurde er unter die 50 Greatest Players in NBA History gewählt. | [ 5 ]   |
| Seimone Augustus        | 2024 | Vereinigte Staaten                              | 1984 |      | Seimone Delicia Augustus wurde in ihrer 15-jährigen WNBA-Karriere viermal Meister und 2011 WNBA Finals MVP. Die Weltmeisterin von 2014 wurde 2008, 2012 und 2016 Olympiasiegerin mit der Damen-Basketballnationalmannschaft der Vereinigten Staaten. Augustus ist neben Bob Pettit, Pete Maravich und Shaquille O'Neal die erste Athletin, die von der Louisiana State University mit einer Statue auf dem Campus geehrt wurde. Ihre Rückennummer 33 wurde sowohl von den Minnesota Lynx als auch den LSU Lady Tigers, die sie viermal ins Final Four der NCAA Division I Basketball Championship geführt hatte, in den Ruhestand versetzt. Ein Jahr nach ihrem Abschied von der aktiven Laufbahn wurde Augustus unter die 25 Greatest Players in WNBA History gewählt. Seit 2024 auch Mitglied der Women’s Basketball Hall of Fame. | [ 6 ]   |
| Charles Barkley         | 2006 | Vereinigte Staaten                              | 1963 |      | Barkley wurde 1993 zum MVP gewählt. Von 1987 bis 1997 wurde er elfmal in Folge ins All-Star Team berufen. Je fünfmal wurde Barkley ins All-NBA First und Second Team gewählt, sowie 1996 unter die 50 Greatest Players in NBA History. Er gewann bei den Olympischen Spielen 1992 mit dem Dream Team sowie erneut bei den Olympischen Spielen 1996 die Goldmedaille. College Basketball Hall of Famer. | [ 7 ]   |
| Tom Barlow              | 1981 | Vereinigte Staaten                              | 1896 | 1983 | Thomas B. Barlow besiegte 1926 mit den Philadelphia SPHAs die als nahezu unbesiegbar geltenden Teams der Original Celtics und der New York Rens. Er gilt als der erste Enforcer im Basketball. | [ 8 ]   |
| Dick Barnett            | 2024 | Vereinigte Staaten                              | 1936 | 2025 | Richard „The Skull“ Barnett ist bereits mit den Tigers der Tennessee State University Mitglied der Hall of Fame, die während der Rassentrennung zwischen 1957 und 1959 unter Coach John McLendon als erstes College dreimal in Folge das Meisterschaftsturnier der NAIA gewannen. Barnett war dreimaliger All-American und zweimal MVP des Turniers. Er wurde 1959 von den Syracuse Nationals gedraftet, schloss sich 1961 aber erneut Coach McLendon für George Steinbrenners Cleveland Pipers in der ABL an, mit denen er in derselben Saison Meister wurde. Nach dem Ende der ABL spielte Barnett für die Los Angeles Lakers und dann die New York Knicks, mit denen er All-Star und zweimal Meister wurde und die seine Rückennummer 12 in den Ruhestand versetzen sollten. Auch Mitglied der College Basketball Hall of Fame. | [ 9 ]   |
| Rick Barry              | 1987 | Vereinigte Staaten                              | 1944 |      | Richard F. Barry wechselte als erster Starspieler von der NBA in die ABA und später zurück. Von 1966 bis 1978 brachte er es auf zwölf Berufungen ins All-Star Team (8 NBA, 4 ABA) und neun Nominierungen für All-League First Teams (5 NBA, 4 ABA). Mit den Golden State Warriors gewann Barry als Finals MVP 1975 die NBA-Meisterschaft. Er ist unter den 50 Greatest Players in NBA History. | [ 10 ]  |
| Elgin Baylor            | 1977 | Vereinigte Staaten                              | 1934 | 2021 | Seit 2006 auch College Basketball Hall of Famer. Zwischen 1959 und 1970 wurde Baylor elfmal ins All-Star Team berufen und in zehn Spielzeiten ins All-NBA First Team gewählt. Mit 23.149 erzielten Punkten liegt der Forward der Los Angeles Lakers auf Platz 31 (Stand: 2021) der ewigen NBA-Scorerliste. Baylor war der erste Superstar, von dessen Verpflichtung die Lakers ihren Umzug an die Westküste abhängig machten und der erste, der Playgroundartistik mit mannschaftsdienlichem Spiel verband. Baylor ist das Vorbild all jener, die oberhalb des Korbringes spielen. Er wurde 1996 unter die 50 Greatest Players in NBA History gewählt. | [ 11 ]  |
| Zelmo Beaty             | 2016 | Vereinigte Staaten                              | 1939 | 2013 | Zweimaliger NBA-All-Star und American-Basketball-Association-Meister mit den Utah Stars. Seit 2014 auch Mitglied der College Basketball Hall of Fame. | [ 12 ]  |
| John Beckman            | 1973 | Vereinigte Staaten                              | 1895 | 1968 | Beckman spielte zwischen 1910 und 1941 für verschiedene Profiteams und war einer der bekanntesten Basketballspieler dieser Zeit. In den Reihen der Original Celtics gehörte Beckmann zu den besten Korbjägern und galt als der beste Freiwurfschütze seiner Zeit. Zeitgenossen bezeichnen ihn als einen harten Kerl, der das Geschick des Teams maßgeblich beeinflusste, als den „Quarterback“, Doktor und Trainer des Teams. | [ 13 ]  |
| Walt Bellamy            | 1993 | Vereinigte Staaten                              | 1939 | 2013 | Seit 2006 mit ihrer Gründung auch Mitglied der College Basketball Hall of Fame. In 14 Profijahren als Spieler verpasste Walt Bellamy lediglich 12 von 1055 Spielen. Er war NBA-Rookie des Jahres 1962, vierfacher All-Star und beendete seine Karriere mit 20.941 Punkten sowie 14.241 Rebounds. | [ 14 ]  |
| Sergei Below            | 1992 | Russland                                        | 1944 | 2013 | Mit Belov wurde der erste Spieler in die Hall of Fame berufen, der den Sport nicht in den USA ausübte. Als Führungsspieler der sowjetischen Nationalmannschaft gewann er 1972 die Goldmedaille bei den Olympischen Spielen sowie zwei Welt- und vier Europameisterschaften. Auch in der FIBA Hall of Fame. | [ 15 ]  |
| Chauncey Billups        | 2024 | Vereinigte Staaten                              | 1976 |      | Der Weltmeister von 2010 wurde Mr. Big Shot genannt für seine Fähigkeit, wichtige Spielzüge unter Druck ausführen zu können. Billups war in seinen 17 Jahren als NBA-Spieler ein Journeyman bei sieben Clubs. Mit den Detroit Pistons errang er 2004 die Meisterschaft und wurde zum Finals MVP gewählt. Der fünfmalige All-Star wurde außerdem dreimal in die NBA-Auswahl berufen. Die Colorado Buffs zogen seine Rückennummer 4 wie auch die Pistons seine 1 zurück. Chauncey Ray Billups ist seit 2021 Head Coach der Portland Trailblazers. | [ 16 ]  |
| Dave Bing               | 1990 | Vereinigte Staaten                              | 1943 |      | David Bing wurde 1967 zum Rookie des Jahres in der NBA gewählt. Insgesamt spielte er zwölf Spielzeiten, von denen er sieben mit einem Punkteschnitt von über 20 pro Spiel abschloss. Er war achtfacher All-Star und wurde 1996 unter die 50 besten Spieler in der Geschichte der NBA gewählt. | [ 17 ]  |
| Larry Bird              | 1998 | Vereinigte Staaten                              | 1956 |      | Larry Bird war einer der dominierenden Spieler der 1980er Jahre. In seiner 13-jährigen Karriere brachte er es auf zwölf All-Star-Nominierungen und neun Wahlen ins All-NBA First Team. In den Jahren 1984 bis 1986 wurde er dreimal in Folge zum MVP gewählt und 1996 unter die 50 Greatest Players in NBA History. Mit den Boston Celtics holte er 1981, 1984 und 1986 den NBA-Titel. Mit dem Dream Team gewann er 1992 olympisches Gold und ist mit diesem ein zweites Mal Mitglied der Hall of Fame. | [ 18 ]  |
| Sue Bird                | 2025 | Israel Vereinigte Staaten                       | 1980 |      | Suzanne Brigit Bird verbrachte sämtliche ihrer zwanzig Spielzeiten beim Seattle Storm, mit dem sie viermal WNBA-Meister wurde und der ihre Rückennummer 10 in den Ruhestand versetzte. International spielte sie zehn Jahre in der russischen Liga und wurde fünfmal Meister sowie fünfmal EuroLeague Women-Sieger. Mit den U-Conn Huskies gewann sie zweimal das Turnier der NCAA Division I Basketball Championship. Zwischen 2004 und 2021 gewann Bird mit der Damen-Basketballnationalmannschaft der Vereinigten Staaten fünf olympische Goldmedaillen und viermal Gold bei den Basketball-Weltmeisterschaften sowie einmal Bronze. Der 13-malige All-Star wurde von 2006 bis 2021 unter die 10, 15, 20 und 25 Greatest Players in WNBA History gewählt. WNBA-Rekordspielerin Bird ist auch Mitglied der Women’s Basketball Hall of Fame und der International Jewish Sports Hall of Fame und gewährte die meisten Assists der WNBA-Geschichte (Stand: 2024). | [ 19 ]  |
| Carol Blazejowski       | 1994 | Vereinigte Staaten                              | 1956 |      | Blazejowski gehört zu den erfolgreichsten Korbjägerinnen im College-Basketball. 1978 wurde sie erste Preisträgerin der Wade Trophy für die beste Spielerin der NCAA. Sie wurde 1999 in die Women’s Basketball Hall of Fame aufgenommen. Blazejowski war Mitglied des Gold-US-Teams der Damen bei den Weltmeisterschaften 1979. Sie war später Präsident und General Manager des Women’s-National-Basketball-Association-Teams der New York Liberty. | [ 20 ]  |
| Bernhard Borgmann       | 1961 | Vereinigte Staaten                              | 1899 | 1978 | In den 1920er Jahren galt Bernhard „Bennie“ Borgmann als herausragender Punktesammler auf der Position des Guards. In verschiedenen Ligen gewann er insgesamt 15 Auszeichnungen als bester Korbjäger. In seiner Karriere absolvierte er neben rund 3000 Partien im Profibasketball auch etwa 2000 Baseballspiele als Profi. | [ 21 ]  |
| Chris Bosh              | 2021 | Vereinigte Staaten                              | 1984 |      | Christopher Wesson Bosh wurde 2007 in das zweite Team der NBA-Auswahl berufen und von 2006 bis 2016 elfmal zum All-Star gewählt. Er war der erfolgreichste Spieler der Toronto Raptors seiner Zeit und wurde nach seinem Wechsel zur Miami Heat zweimal NBA-Champion als Teil der Big Three mit LeBron James und Dwyane Wade. Miami versetzte seine Jerseynummer 1 in den Ruhestand, nachdem ihn venöse Thrombosen zu einem frühen Karriereende zwangen. Bosh gewann 2008 in Peking die olympische Goldmedaille. | [ 22 ]  |
| Sonny Boswell           | 2022 | Vereinigte Staaten                              | 1919 | 1964 | Wyatt „Sonny“ Boswell spielte in herumreisenden schwarzen Herausforderungsteams wie den Chicago Monarchs, der New York Renaissance oder den Harlem Globetrotters, mit denen er 1940 das World Professional Basketball Tournament gewann und zum Turnier-MVP wurde. Boswell spielte auch für das integrierte Chicago Studebakers-Team in dessen einziger NBL-Saison. | [ 23 ]  |
| Bill Bradley            | 1983 | Vereinigte Staaten                              | 1943 |      | Bill Bradley war Mitglied der Olympiamannschaft der USA bei den Spielen 1964. Als Mannschaftsmitglied der New York Knicks holte er 1970 und 1973 den NBA-Titel. Seit 2006 College Basketball Hall of Famer. | [ 24 ]  |
| Carl Braun              | 2019 | Vereinigte Staaten                              | 1927 | 2010 | Carl August Braun spielte kurzfristig für zwei Minor-League-Teams der New York Yankees, bevor eine Verletzung seine Baseball-Karriere beendete. Seine professionelle Basketball-Karriere wurde von seinem Wehrdienst 1951 und 1952 unterbrochen. Davor und danach wurde er je einmal ins All-BAA Team und ins All-NBA Team gewählt. Mit den New York Knickerbockers, die er von 1959 bis 1961 auch als Spielertrainer coachte, wurde er fünfmal NBA All-Star, mit den Boston Celtics gewann er 1962 die NBA-Meisterschaft. | [ 25 ]  |
| Joseph R. Brennan       | 1975 | Vereinigte Staaten                              | 1900 | 1989 | In 17 Jahren als Profi gehörte Joe Brennan zu den besten Basketballspielern verschiedener früher US-amerikanischer Ligen. Er war dreifacher Meister sowohl in der American Basketball League als auch in der Metropolitan Basketball League und in Letzterer ebenfalls zweimal bester Korbjäger. | [ 26 ]  |
| Roger Brown             | 2013 | Vereinigte Staaten                              | 1942 | 1997 | Roger Brown gewann mit den Indiana Pacers 1970, 1972 und 1973 die Meisterschaft der American Basketball Association und wurde viermal zum All-Star gewählt. In der 1970er Saison führte er das Team in sechs Spielen mit durchschnittlich 28,5 Punkten pro Partie zum Titel und wurde zum wertvollsten Spieler der Finalserie gewählt. | [ 27 ]  |
| Kobe Bryant             | 2020 | Vereinigte Staaten                              | 1978 | 2020 | Im selben Jahr, in dem er erstmals berechtigt war, in die Hall of Fame aufgenommen zu werden, verstarb Bryant bei einem tragischen Helikopterunfall zusammen mit acht weiteren Insassen. Die NBA reagierte innerhalb weniger Wochen und benannte den Preis für den All-Star-Game-MVP nach dem viermaligen Rekordgewinner desselben, was neben ihm zuvor lediglich Bob Pettit ebenso oft gelungen war. Bryant wurde 18-mal zum All-Star gewählt und ist 15-faches Mitglied des All-NBA Teams. Der MVP des Jahres 2008 lief zwischen 1996 und 2016 in zwanzig Spielzeiten für die Los Angeles Lakers auf und wurde mit ihnen fünfmal Meister. Kobe Bryant machte mit 81 die nach Wilt Chamberlain zweitmeisten Punkte in einem einzelnen Spiel. Er erzielte viermal die meisten Punkte der Saison und hatte zweimal die beste Punktquote der Saison, und wurde aber zudem zwölfmal ins All-Defensive Team berufen. Er ist der einzige Spieler, dessen beide Jerseynummern von ein und demselben Franchise in den Ruhestand versetzt wurden (8 und 24). Der in Italien aufgewachsene Bryant wurde 2008 in Peking und 2012 in London Olympiasieger und wurde 2017 mit Glen Keane für Dear Basketball mit einem Academy Award ausgezeichnet und 2021 ins NBA 75th Anniversary Team gewählt. Seit 2022 ist er zusammen mit seiner ebenfalls verunglückten Tochter Gianna Namensgeber des neugegründeten Kobe & Gigi Bryant WNBA Advocacy Awards der Women’s National Basketball Association für Verdienste um die Förderung von Mädchen- und Damenbasketball sowie der Fürsprache zugunsten der WNBA. | [ 28 ]  |
| Vince Carter            | 2024 | Vereinigte Staaten                              | 1977 |      | Vincent Lamar Carter Jr., wegen seiner spektakulären Dunks auch „Air Canada“ genannt, begann seine Karriere bei den Toronto Raptors, mit denen er 1999 auch Rookie of the Year wurde. Als er seine Karriere 2020 nach 1541 Spielen – nur Robert Parish und Kareem Abdul-Jabbar standen bis 2024 häufiger auf dem Parkett – beendete, war er der erste Spieler, der jemals 22 Spielzeiten in der NBA absolviert hatte. Weil die letzten Zahlenpaare seiner Dienstjahre mit insgesamt vier unterschiedlichen Ziffern beginnen, werden ihm nach populärer Betrachtungsweise vier Dekaden in der NBA zugeschrieben, obwohl er vor dem Beginn der vierten Dekade (2021) bereits seinen Abschied genommen hatte. Vince Carter wurde zweimal in die NBA-Auswahl berufen und achtmal zum All-Star gewählt. Der Olympiasieger von 2000 widmet sich heute seinem philanthropischen Wirken und arbeitet als Analyst und Kommentator. | [ 29 ]  |
| Swin Cash               | 2022 | Vereinigte Staaten                              | 1979 |      | Cash war All-American mit den UConn Huskies, die sie 2002 zu einer perfekten Saison führte und mit denen sie zweimal das NCAA Division I Basketball Championship-Meisterschaftsturnier gewann, einmal als Most Outstanding Player. Die Weltmeisterin von 2010 gewann Gold bei den Olympischen Spielen 2004 in Athen und bei den Olympischen Spielen 2012 in London. In ihrer 15-jährigen WNBA-Karriere war sie viermal All-Star, dreimal Meister und zweimal Mitglied der WNBA-Auswahl. Die Funktionärin und Vizepräsidentin der New Orleans Pelicans wurde 2020 in die Women’s Basketball Hall of Fame aufgenommen und 2021 anlässlich des 25-jährigen Bestehens der Liga unter die 25 größten WNBA-Spielerinnen gewählt. | [ 30 ]  |
| Tamika Catchings        | 2020 | Vereinigte Staaten                              | 1979 |      | Catchings spielte nach dem Gewinn der NCAA Division I Basketball Championship mit den Tennessee Lady Vols von 1998 zwischen 2002 als Rookie of the Year und 2016 für das Indiana Fever und errang mit ihm 2012 die Meisterschaft. Die vierfache Olympiasiegerin war eine außerordentlich faire Verteidigerin und gewann den WNBA Defensive Player of the Year Award fünfmal und den WNBA Most Valuable Player Award einmal. Als Weltmeisterin von 2002 und 2010 wurde Catchings zum 20-jährigen Bestehen der Women’s National Basketball Association 2016 unter die 20 besten Spielerinnen der WNBA-Geschichte gewählt. Auch Mitglied der Women’s Basketball Hall of Fame. | [ 31 ]  |
| Al Cervi                | 1985 | Vereinigte Staaten                              | 1917 | 2009 | In seiner durch den Zweiten Weltkrieg verkürzten Karriere wurde Al Cervi 1947 bis 1949 ins All-National Basketball League First Team gewählt. 1947 wurde er zusätzlich erfolgreichster Korbjäger und MVP der Liga. Nach der Fusion von BAA und NBL zur NBA wurde er dort 1950 ins All-NBA Second Team gewählt. | [ 32 ]  |
| Wilt Chamberlain        | 1979 | Vereinigte Staaten                              | 1936 | 1999 | Auch Mitglied der College Basketball Hall of Fame seit deren Gründung 2006. Wilton Chamberlain gewann 1967 mit den Philadelphia 76ers und 1972 mit den Los Angeles Lakers den NBA-Titel. Er wurde 1960 sowie von 1966 bis 1968 zum MVP gewählt. Von 1960 bis 1966 erzielte er jedes Jahr die meisten Punkte der Liga, in insgesamt elf Spielzeiten gelangen ihm die meisten Rebounds. Wilt The Stilt gelang das erste von zwei „zweifachen“ Triple-Doubles (mit Werten über 20) der NBA-Geschichte. Er hält mit 100 Punkten am 2. März 1962 den Rekord für die meisten in einem einzelnen Spiel erzielten Punkte. Am Ende seiner Laufbahn standen sieben Nominierungen für das All-NBA First Team und 13 All-Star-Auftritte zu Buche. Bis heute (Stand: 2019) hat kein Spieler mehr Rebounds in seiner Karriere errungen als The Big Dipper und nur sechs Spielern gelang es, insgesamt mehr Punkte zu erzielen. 1996 wurde er unter die 50 Greatest Players in NBA History gewählt. | [ 33 ]  |
| Maurice Cheeks          | 2018 | Vereinigte Staaten                              | 1956 |      | Maurice Edward „Mo“ Cheeks spielte von 1978 bis 1993 in der NBA. Er wurde 1983 NBA-Meister mit den Philadelphia 76ers, die auch seine Rückennummer 10 in den Ruhestand versetzten. Cheeks war viermal NBA All-Star und wurde fünfmal ins NBA All-Defensive Team berufen. Seit dem Ende seiner aktiven Laufbahn arbeitet er als Assistenz- und Head Coach. Seit 2015 ist er Assistenzcoach beim Oklahoma City Thunder. | [ 34 ]  |
| Zack Clayton            | 2017 | Vereinigte Staaten                              | 1910 | 1997 | Zachary Clayton spielte u. a. für die Harlem Globetrotters aus Chicago und die New York Rens. Mit letzteren gewann er zweimal das World Professional Basketball Tournament 1939 und 1943, 1943 unter dem Namen Washington Bears. Er wurde in beiden Jahren ins All-Tournament-Team berufen. | [ 35 ]  |
| Tarzan Cooper           | 1977 | Vereinigte Staaten                              | 1907 | 1980 | Charles „Tarzan“ Cooper dominierte als Spieler auf der Center-Position zwischen den späten 1920er und frühen 1940er Jahren. Er führte das Team der New York Renaissance 1932–1933 zu einer bemerkenswerten Siegesserie von 88 Erfolgen hintereinander. Mit der Mannschaft gewann er 1939 das World Professional Tournament, ebenso 1943 mit den Washington Bears, die er außerdem als Spielercoach betreute. | [ 36 ]  |
| Chuck Cooper            | 2019 | Vereinigte Staaten                              | 1926 | 1984 | Charles „Chuck“ Cooper besuchte zunächst ein Historisch schwarzes College, bevor er im Zuge des Zweiten Weltkrieges zur US Marine eingezogen wurde. Nach dem Krieg besuchte er die Duquesne University, die seine Rückennummer 15 in den Ruhestand versetzen sollte und wurde dort All-American. Er war der erste afroamerikanische Spieler, der 1950 je in einer NBA Draft ausgewählt wurde. In jeder Saisonpause der NBA spielte er mit den Harlem Globetrotters die World Series of Basketball gegen eine College-Auswahl von All-American College All-Stars. | [ 37 ]  |
| Cynthia Cooper-Dyke     | 2010 | Vereinigte Staaten                              | 1963 |      | Cooper gewann mit den Houston Comets vier Meisterschaften in der Women’s National Basketball Association in Folge. Dabei wurde sie jedes Mal zur wertvollsten Spielerin gewählt. Cooper wurde zweimal als MVP der Damenliga WNBA ausgezeichnet und 2009 in die Women’s Basketball Hall of Fame aufgenommen. | [ 38 ]  |
| Michael Cooper          | 2024 | Vereinigte Staaten                              | 1956 |      | Der beste Verteidiger von 1987 verbrachte seine gesamte NBA-Karriere von 1978 bis 1990 bei den Los Angeles Lakers und wurde in der Showtime-Ära fünfmal Meister. Cooper war ein Publikumsliebling und wurde achtmal in die NBA-Defensivauswahl berufen. Nach seiner Laufbahn als Aktiver übernahm er zunächst einen Posten im Management der Lakers und dann als Assistenz-Coach. Mit den Los Angeles Sparks wurde er als Head Coach zweimal WNBA-Meister und 2000 Coach des Jahres. | [ 39 ]  |
| Krešimir Ćosić          | 1996 | Kroatien                                        | 1948 | 1995 | In seiner Collegezeit war Ćosić der erste Ausländer, der in ein All-American-Team gewählt wurde. Mit der jugoslawischen Basketballnationalmannschaft gewann er Silber bei den Olympischen Spielen 1968 sowie Gold 1980. Bei den Basketball-Weltmeisterschaften 1970 und 1978 konnte Ćosić das Team ebenfalls zu Gold führen. Mit den jeweiligen Gründungsklassen seit 2006 und 2007 auch Mitglied der College Basketball Hall of Fame und der FIBA Hall of Fame. | [ 40 ]  |
| Bob Cousy               | 1971 | Vereinigte Staaten                              | 1928 |      | Als einer der besten Point Guards der NBA-Geschichte führte Cousy die Boston Celtics zwischen 1957 und 1963 zu sechs Meistertiteln in sieben Jahren, wobei er 1957 auch zum NBA Most Valuable Player Award gewählt wurde. Zwischen 1951 und 1963 nahm er an jedem All-Star Game teil, 1952 bis 1961 wurde er ins All-NBA First Team gewählt und zwischen 1953 und 1960 gelangen ihm jedes Jahr die meisten Assists der Liga. Er wurde 1996 unter die 50 Greatest Players in NBA History gewählt. | [ 41 ]  |
| Dave Cowens             | 1991 | Vereinigte Staaten                              | 1948 |      | David William Cowens war 1971 Rookie of the Year, 1973 MVP und gewann 1974 und 1976 den NBA-Titel mit den Boston Celtics. Er war achtmal All-Star und arbeitete später als Coach. Seine Rückennummer 18 wurde von den Celtics in den Ruhestand versetzt, seine Rückennummer 13 von der Florida State University. Er wurde 1996 unter die 50 Greatest Players in NBA History gewählt. | [ 42 ]  |
| Joan Crawford           | 1997 | Vereinigte Staaten                              | 1937 |      | Joan Crawford hatte mit einem Basketball-Stipendium das Clarendon Junior College absolviert. Obwohl sie im Besitz eines Basketball-Stipendiums für eine weiterführende Ausbildung war, entschied sie sich stattdessen, ans Nashville Business College zu gehen. Die Amateur-Athletic-Union-Regeln verlangen keine Immatrikulation, was ihr erlaubte, die Ausbildung abzubrechen. Crawford gewann die AAU-Meisterschaft in den nächsten zwölf Jahren zehnmal und wurde jedes Mal zum All-American gewählt, 1963 und 1964 darüber hinaus zum MVP. Sie wurde 1957 Weltmeisterin und ist seit 1999 auch Mitglied der Women’s Basketball Hall of Fame. | [ 43 ]  |
| Billy Cunningham        | 1986 | Vereinigte Staaten                              | 1943 |      | Billy Cunningham spielte für die Philadelphia 76ers, mit einem American-Basketball-Association-Intermezzo bei den Carolina Cougars. Er war 1967 National-Basketball-Association-Meister, viermal NBA-All-Star, einmal ABA-All-Star und ABA-MVP. Später war er erfolgreich als Sixers-Coach. Er wurde 1996 unter die 50 Greatest Players in NBA History gewählt. Seit 2006 auch College Basketball Hall of Famer. | [ 44 ]  |
| Denise Curry            | 1997 | Vereinigte Staaten                              | 1959 |      | Denise Curry war Rekordhalterin in erzielten Punkten und Rebounds bei den UCLA Bruins. Sie gewann als Profispielerin zwei Meistertitel in Frankreich, olympisches Gold 1984 und weitere Titel mit der US-Nationalmannschaft. Curry ist seit 1999 auch Mitglied der Women’s Basketball Hall of Fame. | [ 45 ]  |
| Dražen Dalipagić        | 2004 | Serbien                                         | 1951 | 2025 | Serbischer Spieler (und Coach), der mit Jugoslawien bei den Olympischen Spielen zwischen 1976 und 1984 Silber, Gold und Bronze holte und bei den Weltmeisterschaften zwischen 1974 und 1986 Silber, Gold und zweimal Bronze. Dalipagić begann 1971 als Profi bei Partizan, spielte zwanzig Jahre später aber auch beim Roten Stern. Er absolvierte sieben Spielzeiten in Italien und eine bei Real Madrid und ist auch Mitglied der FIBA Hall of Fame. | [ 46 ]  |
| Louie Dampier           | 2015 | Vereinigte Staaten                              | 1944 |      | American-Basketball-Association-Champion mit den Kentucky Colonels und siebenmaliger ABA-All-Star. Dampier führt die ABA-Statistiken in den Kategorien Spiele, Minuten, Punkte, Assists, Schüsse aus dem Feld, Schussversuche aus dem Feld, 3-Punktschüsse und 3-Punktschussversuche an. | [ 47 ]  |
| Bob Dandridge           | 2021 | Vereinigte Staaten                              | 1947 |      | Robert L. Dandridge wurde 1969 von sowohl den Kentucky Colonels der ABA als auch von den Milwaukee Bucks der NBA gedraftet. Er entschied sich für die NBA und bildete zwei bemerkenswert überragende Frontcourt-Trios in NBA-Meisterschaften mit den Bucks und den Washington Bullets: Zum einen mit Kareem Abdul-Jabbar und Oscar Robertson, zum anderen mit Wes Unseld und Elvin Hayes. Der einmalige Auswahlspieler und viermalige All-Star erzielte mehr Punkte in den NBA-Finals als irgendein anderer Spieler der 1970er Jahre. Sowohl die Bucks als auch die Norfolk State University der NCAA Division II versetzten seine Rückennummer in den Ruhestand. | [ 48 ]  |
| Mel Daniels             | 2012 | Vereinigte Staaten                              | 1944 | 2015 | Melvin Joe Daniels wurde zum All-American für die University of New Mexico gewählt. Er spielte zehn Jahre in der American Basketball Association, gewann den Titel dreimal mit den Indiana Pacers, die seine Rückennummer 34 in den Ruhestand versetzten. Er war zweimal MVP und siebenmal All-Star. Ihm gelangen offensiv wie defensiv die meisten Rebounds der ABA. | [ 49 ]  |
| Adrian Dantley          | 2008 | Vereinigte Staaten                              | 1955 |      | Zweimaliger All-American mit den Fighting Irish und Goldmedaillengewinner 1976. 1977 Rookie of the Year, 1981 und 1984 bester Scorer in der NBA und sechsmal All-Star. Der Utah Jazz, die längste unter seinen sieben NBA-Stationen, versetzte seine Rückennummer 4 in den Ruhestand. | [ 50 ]  |
| Bob Davies              | 1970 | Vereinigte Staaten                              | 1920 | 1990 | Bob Davies ging 1938 mit einem Basketball-Stipendium als Spielmacher nach Seton Hall, wurde in seinem Abschlussjahr All-American und spielte während des Krieges für die Navy Dienstbasketball im Team der Great Lakes Naval Training Station und in der American Basketball League für die Brooklyn Indians und die Brooklyn Gothams, als er kurzzeitig in New York stationiert war. Er gewann mit den Rochester Royals den National-Basketball-League-Titel 1946 als MVP und den National-Basketball-Association-Titel 1951. Er war vierfacher NBA-All-Star, und sowohl Seton Hall als auch die Sacramento Kings versetzten seine Rückennummer 11 in den Ruhestand. In der Saison 1949/50 hatte er die meisten Assists der Liga. | [ 51 ]  |
| Walter Davis            | 2024 | Vereinigte Staaten                              | 1954 | 2023 | Walter Pearl Davis spielte von 1977 bis 1992 in der NBA für die Phoenix Suns, die seine Rückennummer 6 in den Ruhestand versetzten sowie die Denver Nuggets und die Portland Trailblazers. Davis war sechsmaliger All-Star und wurde zweimal in die NBA-Auswahl berufen. Der Rookie of the Year von 1978 gewann mit der Basketballnationalmannschaft der Vereinigten Staaten 1976 Gold in Montreal. Nach seiner Spielerkarriere arbeitete er als Sportkommentator für die Nuggets und als Scout für die Washington Wizards. | [ 52 ]  |
| Forrest DeBernardi      | 1961 | Vereinigte Staaten                              | 1899 | 1970 | Galt als bestimmender Center-Spieler der 1920er Jahre. Er gewann fünf Meisterschaften in der Amateur Athletic Union und wurde siebenmal zum All-American gewählt. DeBernardi wurde mit ihrer Gründung 2006 auch in die College Basketball Hall of Fame aufgenommen. | [ 53 ]  |
| Dave DeBusschere        | 1983 | Vereinigte Staaten                              | 1940 | 2003 | Zu einem der 50 Greatest Players in NBA History gewählt und einer von zwölf Athleten, die sowohl in NBA als auch in der Major League Baseball spielten (Chicago White Sox). DeBusschere war 1962 ein Territorial-Pick der Detroit Pistons, für die er zwischen 1964 und 1967 Spieler und Coach in Personalunion war. Er gewann zwei Titel mit den New York Knicks, die ebenso wie die University of Detroit Mercy seine Rückennummer 22 in den Ruhestand versetzten. Er war achtmal All-Star und trieb als ABA-Präsident die Fusion von NBA und American Basketball Association voran. Seit 2006 College Basketball Hall of Famer. | [ 54 ]  |
| Dutch Dehnert           | 1969 | Vereinigte Staaten                              | 1898 | 1979 | Henry G. „Dutch“ Dehnert war eine Legende, selbst als das Zeitalter der spielenden Center bereits angebrochen war und er als Coach für die Detroit Eagles, die Brooklyn Eagles und die Sheboygan Red Skins arbeitete. Als Spieler für die Original Celtics war er einer der ersten, der mit dem Rücken zum Korb spielte und damit das Pivot-Play schuf und prägte. | [ 55 ]  |
| Vlade Divac             | 2019 | Serbien                                         | 1968 |      | Divac gewann mit Jugoslawien zwei olympische Silbermedaillen 1988 und 1996, wurde zweimal Weltmeister 1990 und 2002 und dreimal Europameister. Er spielte von 1989 bis 2005 in der NBA, wurde einmal NBA All-Star, gewann den J. Walter Kennedy Citizenship Award und spielte in „Space Jam“ mit. 2008 wurde er unter die EuroLeague’s 50 Greatest Contributors gewählt, 2010 in die FIBA Hall of Fame aufgenommen und 2016 mit dem Olympischen Orden ausgezeichnet. Er ist seit 2009 Mitglied des serbischen NOK und arbeitete zwischen 2015 und 2020 als General Manager der Sacramento Kings, die auch seine Rückennummer 21 in den Ruhestand versetzten. | [ 56 ]  |
| Anne Donovan            | 1995 | Vereinigte Staaten                              | 1961 | 2018 | Donovan gewann eine AIAW Division I Basketball Championship mit Old Dominion und zwei olympische Goldmedaillen 1984 und 1988 als Spielerin. Sie gewann zwei weitere Goldmedaillen als Assistenz- und Head Coach 2004 und 2008. Sie ist seit 1999 auch Mitglied der Women’s Basketball Hall of Fame und seit 2015 der FIBA Hall of Fame. Sie war Profi in Japan und Italien und arbeitete später als Coach am College und in der WNBA. Sie war der jüngste Coach und die erste Frau, die je einen WNBA-Titel (mit dem Seattle Storm) gewann. | [ 57 ]  |
| Clyde Drexler           | 2004 | Vereinigte Staaten                              | 1962 |      | Drexler wurde unter die 50 Greatest Players in NBA History gewählt. Er war 1995 Meister mit Houston und zehnmal All-Star. Seine Rückennummer 22 wurde von den Rockets, den Portland Trail Blazers und der University of Houston in den Ruhestand versetzt. College Basketball Hall of Famer. Drexler wurde als Mitglied des Dream Teams von 1992 zum insgesamt zweiten Mal in die Hall of Fame aufgenommen. | [ 58 ]  |
| Joe Dumars              | 2006 | Vereinigte Staaten                              | 1963 |      | Dumars war sechsmal All-Star, gewann zweimal die Meisterschaft mit den Detroit Pistons und war 1989 Finals-MVP. Er wurde 1994 Weltmeister und mit dem J. Walter Kennedy Citizenship Award ausgezeichnet. Der NBA-Sportsmanship Award, den er 1996 gewann, ist heute nach ihm benannt. Detroit hat seine Rückennummer 4 in den Ruhestand versetzt. Er war später Präsident der Pistons. | [ 59 ]  |
| Tim Duncan              | 2020 | Jungferninseln Amerikanische Vereinigte Staaten | 1976 |      | Tim Duncans Liste an Ehrungen ist sehr lang. Der angehende olympische Schwimmer stieg aus Furcht vor Haien um auf Basketball und beendete das College einem Wunsch seiner Mutter auf dem Totenbett folgend als zweimaliger All-American mit einem Abschluss. Der Rookie of the Year des Jahres 1998 verbrachte die gesamten 19 Jahre seiner Karriere mit den San Antonio Spurs unter Gregg Popovich und wurde mit ihm zusammen fünfmal Meister. Der 15-fache All-Star wurde 15-mal in die NBA-Auswahl und ebenso oft in das NBA All-Defensive Team berufen. Die Jerseynummer 21 des zweifachen MVPs wurde sowohl von den Spurs, bei denen er seit 2019 (Stand: 2020) als Assistenzcoach arbeitet, als auch der Wake Forest University in den Ruhestand versetzt. Er errang die sechstmeisten Rebounds der NBA-Geschichte, stellte die fünftmeisten Blocks und gewann die Bronzemedaille bei den Olympischen Spielen 2004 von Athen. Er wurde 2021 ins NBA 75th Anniversary Team gewählt. | [ 60 ]  |
| Teresa Edwards          | 2011 | Vereinigte Staaten                              | 1964 |      | Edwards gewann bei Olympischen Spielen zwischen 1984 und 2000 viermal Gold und einmal Bronze. Sie spielte in Italien, Spanien, Frankreich, Japan und in der WNBA. Seit 2009 Mitglied der United States Olympic & Paralympic Hall of Fame, seit 2010 der Women’s Basketball Hall of Fame und seit 2013 der FIBA Hall of Fame. | [ 61 ]  |
| Paul Endacott           | 1972 | Vereinigte Staaten                              | 1902 | 1997 | Endacott führte die Kansas Jayhawks 1923 zur Meisterschaft der Helms Athletic Foundation. Er wurde zweimal zum All-American ernannt und ist seit 2006 Mitglied der College Basketball Hall of Fame. | [ 62 ]  |
| Alex English            | 1997 | Vereinigte Staaten                              | 1954 |      | Alexander English war in den 1980er Jahren achtmal All-Star mit den Denver Nuggets. Er führte 1983 die Scoring-Bilanz der NBA an und liegt auf Platz 18 der ewigen Scorer-Liste. 1988 gewann er den J. Walter Kennedy Citizenship Award. Seine Rückennummer 2 wurde von den Denver Nuggets, seine Rückennummer 22 von der University of South Carolina in den Ruhestand versetzt. | [ 63 ]  |
| Julius Erving           | 1993 | Vereinigte Staaten                              | 1950 |      | Erving wurde unter die 50 Greatest Players in NBA-History gewählt, weil er das Spiel in den Raum oberhalb des Ringes verlegt und damit populärer gemacht hat. Er war zweimal American-Basketball-Association-Meister mit den New York Nets und 1983 National-Basketball-Association-Meister mit den Sixers. Er war fünfmal ABA- und elfmal NBA-All-Star, dreimal ABA-MVP, sowie einmal NBA-MVP. Seine Rückennummer 6 wurde von Philadelphia und seine Rückennummer 32 von den Brooklyn Nets und der University of Massachusetts, deren Ehrendoktortitel er auch trägt, in den Ruhestand versetzt. | [ 64 ]  |
| Patrick Ewing           | 2008 | Jamaika Vereinigte Staaten                      | 1962 |      | Patrick Ewing, geboren auf Jamaika, gewann zwei olympische Goldmedaillen, u. a. mit dem Dream Team von 1992, mit dem er ebenfalls Mitglied der Hall of Fame ist. Er war dreimal All-American und einmal NCAA-Meister an der Georgetown University, die er heute (Stand: 2018) trainiert. 2012 wurde er Mitglied der College Basketball Hall of Fame. Ewing wurde an erster Stelle gedraftet, war 1986 Rookie of the Year und insgesamt elfmal All-Star. Die New York Knicks haben seine Trikotnummer 33 in den Ruhestand versetzt. Er wurde 1996 unter die 50 Greatest Players in NBA History gewählt. | [ 65 ]  |
| Harold E. Foster        | 1964 | Vereinigte Staaten                              | 1906 | 1996 | „Bud“ Foster gewann den NCAA-Titel mit der University of Wisconsin-Madison als Coach 1941 und spielte in den 1930ern als Profi bei den Oshkosh All-Stars, sowie in Chicago und Milwaukee. Seit ihrer Gründung 2006 ist Foster Mitglied der College Basketball Hall of Fame. | [ 66 ]  |
| Sylvia Fowles           | 2025 | Vereinigte Staaten                              | 1985 |      | Sylvia Shaqueria Fowles, der WNBA-MVP 2017, wurde 2021 unter die 25 Greatest Players in WNBA History gewählt. Sie wurde mit den Minnesota Lynx zweimal WNBA-Meister und gleichzeitig Finals-MVP. Die Weltmeisterin von 2010 errang mit Team USA zwischen 2008 und 2021 vier olympische Goldmedaillen. Die Rekordrebounderin (Stand: 2024) und Defensivspezialistin (viermal WNBA Defensive Player of the Year Award) trat als Spielerin mit den meisten errungenen Rebounds zurück. Sowohl die Lynx als auch die Louisiana State University versetzten ihre Rückennummer 34 in den Ruhestand. Auch Mitglied der Women’s Basketball Hall of Fame. | [ 67 ]  |
| Walt Frazier            | 1987 | Vereinigte Staaten                              | 1945 |      | Frazier stieg mit der Southern Illinois University, die seine Rückennummer 52 in den Ruhestand versetzte, in die NCAA Division I auf und gewann das National Invitation Tournament als MVP. Seit 2006 mit ihrer Gründung in der College Basketball Hall of Fame. Er wurde zweimal NBA-Meister mit den New York Knickerbockers, die seine Rückennummer 10 in den Ruhestand versetzten, und war siebenmal All-Star, dazu NBA All-Star Game-MVP 1975. Er wurde unter die 50 Greatest Players in NBA-History und in das NBA 75th Anniversary Team gewählt. | [ 68 ]  |
| Max Friedman            | 1972 | Vereinigte Staaten                              | 1889 | 1986 | Marty Friedman spielte zwischen 1908 und 1927 in beinahe jeder Profiliga der Ostküste für ungezählte Teams und konnte sogar die Original Celtics mit seiner Defensive kontrollieren. Er und Barney Sedran wurden zusammen die „Heavenly Twins“ genannt. | [ 69 ]  |
| Joe Fulks               | 1978 | Vereinigte Staaten                              | 1921 | 1976 | Joseph „Jumping Joe“ Fulks verließ die Murray State, die seine Rückennummer 26 in den Ruhestand versetzte, um 1942 als Gefreiter im US Marine Corps zu dienen. Nach dem Krieg gewann er eine BAA-Meisterschaft mit den Philadelphia Warriors und war zweimal NBA-All-Star. Auch College Basketball Hall of Famer seit ihrer Gründung 2006. | [ 70 ]  |
| Lauren Gale             | 1977 | Vereinigte Staaten                              | 1917 | 1996 | Laddie Gale war einer der ersten, die Luisettis einhändigen Sprungwurf kopierten, und spielte nach seiner Collegekarriere bei den Detroit Eagles in der NBL. Der Zweite Weltkrieg unterbrach seine Profikarriere. | [ 71 ]  |
| Nikos „Nick“ Galis      | 2017 | Griechenland Vereinigte Staaten                 | 1957 |      | Geboren als Nikolaos Georgalis in New Jersey, wurde Nick Galis nach seiner College-Karriere von den Boston Celtics gedraftet, ging wegen Verletzungssorgen jedoch zu Aris Thessaloniki und Panathinaikos Athen. Er gewann die Europameisterschaft mit dem griechischen Nationalteam und ist seit 2007 auch Mitglied der FIBA Hall of Fame. | [ 72 ]  |
| Harry Gallatin          | 1991 | Vereinigte Staaten                              | 1927 | 2015 | „The Horse“ hatte ein Basketball-Stipendium, schloss sich aber zunächst bis zum Ende des Krieges der US Navy an, bevor er an die Northeast Missouri State ging. 1948 ging er zu den New York Knicks, 1958 für ein Jahr zu den Detroit Pistons. Er war siebenmal hintereinander All-Star und wurde später Coach of the Year. Gallatin hatte zweistellige Rebound-Werte und stellte mehrere Rebound-Rekorde auf. | [ 73 ]  |
| Kevin Garnett           | 2020 | Vereinigte Staaten                              | 1976 |      | Kevin Maurice Garnett ging als Mr. Basketball und McDonald‘s All-American direkt von der High School in die NBA. Er trat zwischen 1995 und 2016 in 21 Spielzeiten für die Minnesota Timberwolves, die Boston Celtics und die Brooklyn Nets an. 2004 wurde er MVP und gewann 2008 mit den Celtics, die seine Trikotnummer 5 2020/21 in den Ruhestand versetzten, die Meisterschaft. Der 15-malige All-Star wurde neunmal in die NBA-Auswahl berufen. In 1462 NBA-Spielen stand er 50.418 Minuten auf dem Parkett – wie lediglich drei weitere Spieler (Stand: 2020). Das Mitglied des NBA 75th Anniversary Teams errang mit dem Team USA bei den Olympischen Spielen 2000 in Sydney die Goldmedaille. | [ 74 ]  |
| Pau Gasol               | 2023 | Spanien                                         | 1980 |      | Pau Gasol Sáez war der erste ausländische NBA Rookie of the Year. Er war zweimaliger Meister mit den Los Angeles Lakers, die seine Rückennummer 16 in den Ruhestand versetzten, wurde viermal in die NBA-Auswahl berufen und war sechsmal All-Star. Der Weltmeister von 2006 war auch dreimal Europameister mit der spanischen Basketballnationalmannschaft und dabei zweimal MVP des Turniers sowie Rekordschütze. Bei Olympischen Spielen gewann der Katalane zwei Silber- und eine Bronzemedaille. Er ist seit 2025 auch Mitglied der FIBA Hall of Fame. Gasol war Vizepräsident der National Basketball Players Association und wurde 2021 in die Athletenkommission des IOC berufen. | [ 75 ]  |
| William „Pop“ Gates     | 1989 | Vereinigte Staaten                              | 1917 | 1999 | Pop Gates war einer der besten Spieler der New York Renaissance. Er trat bei jeder Austragung des World-Professional-Basketballturniers an, mit den Rens, den Washington Bears, den Long Island Grumman Hellcats, einem Integrationsteam im Gegensatz zu den rein schwarzen Rens und Bears, und dem NBL-Team der Tri-Cities Blackhawks. Er gewann das Turnier 1939 als Topscorer (mit Leroy Edwards) und 1943 und wurde 1940 und 1943 ins All-Tournament Team gewählt. Er war der erste afrikanisch-amerikanische Coach der National Basketball League (NBL) und spielte sieben Jahre als Spielercoach für die Harlem Globetrotters. | [ 76 ]  |
| George Gervin           | 1996 | Vereinigte Staaten                              | 1952 |      | Er war in den 1970er und 1980er Jahren dreimal ABA-All-Star, dann neunmal NBA-All-Star, einmal NBA All-Star Game-MVP und viermal Rekordschütze. Seine Trikotnummer 44 wurde von den San Antonio Spurs in den Ruhestand versetzt. Gervin wurde unter die 50 Greatest Players in NBA-History gewählt. | [ 77 ]  |
| Artis Gilmore           | 2011 | Vereinigte Staaten                              | 1949 |      | Zweimaliger All-American an der Jacksonville University. 1972 American Basketball Association-MVP und Rookie of the Year. 1975 ABA-Champion. Fünfmal ABA-All-Star und sechsmal NBA-All-Star. Ihm gelangen die meisten Blocks der ABA-Geschichte. In einer kombinierten ABA/NBA-Statistik wäre Gilmore auf Rang vier der meisten geblockten Schüsse, der meisten Rebounds und der besten Trefferquote aus dem Feld. | [ 78 ]  |
| Manu Ginóbili           | 2022 | Argentinien Italien                             | 1977 |      | Der Goldmedaillengewinner von Athen im Jahre 2004 – der einzigen Goldmedaille seines Landes im Basketball – gewann 2008 in Peking Bronze und wurde zweimal in die NBA-Auswahl berufen und ebenso oft NBA All-Star. Der viermalige NBA-Meister mit den San Antonio Spurs, die auch seine Rückennummer 20 in den Ruhestand versetzten, ist somit neben Bill Bradley der einzige, der durch seinen EuroLeague-Titel 2001 sowohl einen europäischen Landesmeistertitel, als auch Olympiagold und die NBA-Meisterschaft erringen konnte. | [ 79 ]  |
| Tom Gola                | 1976 | Vereinigte Staaten                              | 1933 | 2014 | Thomas Joseph Gola wurde an der La Salle University dreimal All-American und 1954 NCAA-Meister. Er ging als Territorial-Pick zu den Philadelphia Warriors, mit denen er 1956 Meister wurde. Er war fünfmal All-Star und National-Invitation-Tournament-Co-MVP. Seine Rückennummer 15 wurde von La Salle in den Ruhestand versetzt. Gola wurde mit der Gründungsklasse von 2006 in die College Hall of Fame aufgenommen. | [ 80 ]  |
| Gail Goodrich           | 1996 | Vereinigte Staaten                              | 1943 |      | Goodrich war zweimal NCAA-Champion und 1965 All-American. Bei der Draft 1965 war er einer der letzten drei Territorial Picks und wurde 1972 mit den Los Angeles Lakers Meister. Er war fünfmal All-Star und seine Trikotnummer 25 wurde sowohl von den UCLA Bruins als auch den Lakers in den Ruhestand versetzt. Goodrich ist seit der Gründung von 2006 auch Mitglied der College Basketball Hall of Fame. | [ 81 ]  |
| Hal Greer               | 1982 | Vereinigte Staaten                              | 1936 | 2018 | Hal Greer ist seit ihrer Gründung 2006 auch Mitglied der College Basketball Hall of Fame. Er wurde 1967 Meister mit den Sixers, war zehnmal All-Star und 1968 NBA All-Star Game-MVP. Er hat fast 40.000 Minuten gespielt, ist Mitglied im 20.000er Club und in West Virginia wurde eine Bundesstraße auf 2 km nach ihm benannt. Seine Trikotnummern 16 und 15 wurden von der Marshall University und Philadelphia in den Ruhestand versetzt. Er wurde unter die 50 Greatest Players in NBA-History gewählt. | [ 82 ]  |
| Yolanda Griffith        | 2021 | Vereinigte Staaten                              | 1970 |      | Griffith, die ihre Profi-Karriere in Deutschland bei der DJK Aschaffenburg begonnen hatte, spielte vor der Gründung der WNBA zunächst in der ABL. Bereits in dieser kurzlebigen Damenliga wurde sie für ihr außerordentliches Talent ausgezeichnet. In ihrer Premierensaison in der WNBA wurde sie zum MVP gewählt. Mit den Sacramento Monarchs wurde sie 2005 Meister und Finals MVP sowie insgesamt fünfmal in die WNBA-Auswahl berufen und sechsmal zum All-Star. 2016 wurde sie als eine der Top 20 Players of All Time der WNBA geehrt. Griffith gewann 2000 und 2004 in Sydney und Athen olympisches Gold. | [ 83 ]  |
| Robert Gruenig          | 1963 | Vereinigte Staaten                              | 1913 | 1958 | „Ace“ Gruenig war ein Amateurspieler der 1930er und 1940er Jahre, der insgesamt zehnmal zum Amateur Athletic Union–All-American gewählt wurde. Denver war bis 1968 Schauplatz des AAU-Turniers und Gruenig spielte in der letzten NBL-Saison für die ursprünglichen Denver Nuggets. | [ 84 ]  |
| Richie Guerin           | 2013 | Vereinigte Staaten                              | 1932 |      | Richard Vincent Guerin spielte sieben Jahre bei den New York Knickerbockers, in denen er sechsmal All-Star wurde. Bei den St. Louis Hawks war er in der Folge Spieler und/oder Coach und wurde dort zum NBA All-Star Game-Coach und Coach of the Year (1968) ernannt. Er ist auch Mitglied der US Marine Corps Hall of Fame des Sports. Guerin stellte mit 21 Assists am 12. Dezember 1958 einen damaligen Rekord auf. | [ 85 ]  |
| Cliff Hagan             | 1978 | Vereinigte Staaten                              | 1931 |      | Hagan gewann mit den St. Louis Hawks die NBA-Meisterschaft 1958. Er war mehrfacher All-Star in der NBA und nach seinem Wechsel 1967 in die ABA der erste Spieler, der in beiden Ligen zum All-Star gewählt wurde. Hagan ist seit ihrer Gründung 2006 Mitglied der College Basketball Hall of Fame. | [ 86 ]  |
| Becky Hammon            | 2023 | Russland Vereinigte Staaten                     | 1977 |      | Rebecca Lynn Hammon, dreimaliger All-American, spielte sowohl für das Team USA als auch die russische Basketballnationalmannschaft, mit der sie 2008 in Peking die Bronzemedaille gewann. Der sechsmalige WNBA-All-Star spielte für die New York Liberty und die San Antonio Stars. Sie gewährte 2007 die meisten Assists der Liga und wurde viermal in die WNBA-Auswahl berufen. Hammon war von 2014 bis 2022 Assistenzcoach der San Antonio Spurs und wechselte dann zu den Las Vegas Aces, mit denen sie im ersten Jahr als Head Coach Meister und Coach of the Year wurde. Die Aces, für die Hammon in San Antonio gespielt hatte, versetzten Hammons Rückennummer 25 in den Ruhestand; 2021 wurde sie unter die 25 Greatest Players in WNBA History gewählt. Seit 2022 auch Mitglied der Women’s Basketball Hall of Fame. | [ 87 ]  |
| Vic Hanson              | 1960 | Vereinigte Staaten                              | 1903 | 1982 | Victor Hanson spielte in der zweiten Hälfte der 1920er Jahre Baseball, Football und Basketball in Syracuse, jeweils als Teamkapitän. Er wurde zweimal Football-All-American und dreimal Basketball-All-American. Er spielte ein Jahr im Farmteam der New York Yankees (Baseball) und für die Cleveland Rosenblums in der American Basketball League. Seit ihrer Gründung 2006 Mitglied der College Basketball Hall of Fame. | [ 88 ]  |
| Tim Hardaway            | 2022 | Vereinigte Staaten                              | 1966 |      | Der Goldmedaillengewinner von Sydney im Jahre 2000 wurde fünfmal in die NBA-Auswahl berufen und ebenso oft NBA All-Star. Sowohl die Miami Heat als auch die UTEP Miners versetzten seine Rückennummer 10 in den Ruhestand. | [ 89 ]  |
| Lusia Harris-Stewart    | 1992 | Vereinigte Staaten                              | 1955 | 2022 | Lucy Harris spielte für die Delta State University und gewann dreimal hintereinander die AIAW-College-Meisterschaften. Das Endspiel von 1975 gegen das Immaculata College war das erste Damen-Basketballspiel, das je im TV übertragen wurde (wenn auch nur in einer Aufzeichnung). Sie wurde in diesen drei Jahren jeweils zum All-American und zum Turnier-MVP gewählt. Harris gewann eine Silbermedaille bei den Olympischen Spielen in Montreal und spielte als Profi in der WPBL. Seit 1999 Mitglied der Women’s Basketball Hall of Fame. 2021 erschien der Oscar-prämierte Dokumentarkurzfilm The Queen of Basketball über Harris-Stewarts Leben. | [ 90 ]  |
| John Havlicek           | 1984 | Vereinigte Staaten                              | 1940 | 2019 | „Hondo“ wurde mit der Ohio State University 1960 NCAA-Meister und All-American 1962. Seit ihrer Gründung 2006 Mitglied der College Basketball Hall of Fame. Er spielte von 1962 bis 1978 bei den Boston Celtics, wurde achtmal Meister, 13-mal All-Star und insgesamt elfmal ins All-NBA Team berufen. Ohio versetzte seine Trikotnummer 5 und die Celtics die 17 in den Ruhestand. Havlicek wurde unter die 50 Greatest Players in NBA History und in das NBA 75th Anniversary Team gewählt. Seit 2022 ist nach ihm die Trophäe des NBA Sixth Man of the Year Awards benannt. | [ 91 ]  |
| Connie Hawkins          | 1992 | Vereinigte Staaten                              | 1942 | 2017 | Cornelius Hawkins spielte als MVP in Abe Sapersteins American Basketball League, bei den Harlem Globetrotters, wurde 1968 ABA-Meister, ABA-MVP und ABA-All-Star. Er wurde viermal NBA-All-Star bei den Phoenix Suns, die seine Trikotnummer 42 in den Ruhestand versetzten. | [ 92 ]  |
| Elvin Hayes             | 1990 | Vereinigte Staaten                              | 1945 |      | Der Player of the Year 1968 war mit Houston zweimal All-American, wurde mit den Washington Bullets Meister und war zwölfmal All-Star. Hayes errang 1970 und 1974 die meisten Saison-Rebounds und erzielte 1969 die meisten Punkte. Seine Trikotnummer 11 wurde von den Wizards und die 44 von der University of Houston in den Ruhestand versetzt. Hayes ist einer der 50 Greatest Players in NBA History. | [ 93 ]  |
| Marques Haynes          | 1998 | Vereinigte Staaten                              | 1926 | 2015 | Haynes hatte ein von der Kirche finanziertes Basketball-Stipendium an der Langston University, das er 1946 abschloss. Im selben Jahr spielte er ein Exhibition Game gegen die Chicagoer Harlem Globetrotters in Oklahoma City und wurde von Abe Saperstein unter Vertrag genommen, mit dem er sich später jedoch überwarf. Er lehnte auch zwei hochkarätige Angebote der Philadelphia Warriors und der Minneapolis Lakers ab, um eine eigene Showtruppe zusammen mit Goose Tatum zu gründen, den er während dessen Militärzeit als Clown Prince bei den Globetrotters vertreten hatte. 1972, sechs Jahre nach Sapersteins Tod, schloss er sich den Globetrotters wieder an und muss am Ende seiner Karriere über 12.000 Spiele gespielt haben. | [ 94 ]  |
| Spencer Haywood         | 2015 | Vereinigte Staaten                              | 1949 |      | Haywood, 1968 Gold in Mexiko, durfte im Gegensatz zur NBA nach seinem Sophomore-Jahr auf Grund einer Härtefallregel der American Basketball Association die University of Detroit verlassen, um Profi bei Coach McLendons Denver Rockets zu werden. Dort wurde er 1970 Rookie of the Year, MVP und MVP des All-Star-Games. In der NBA wurde er viermal All-Star und 1980 Meister mit den Los Angeles Lakers. Detroit Mercy versetzte seine Trikotnummer 45 und die Seattle SuperSonics die 24 in den Ruhestand. | [ 95 ]  |
| Tommy Heinsohn*         | 1986 | Vereinigte Staaten                              | 1934 | 2020 | Seit ihrer Gründung 2006 Mitglied der College Basketball Hall of Fame. Fünfmaliger NBA-All-Star zwischen 1961 und 1965 und siebenmaliger NBA-Champion mit den Boston Celtics, die seine Rückennummer 15 in den Ruhestand versetzten. Heinsohn wurde zweimal in die Hall of Fame aufgenommen, sowohl als Spieler wie auch als Coach. Der NBA Rookie of the Year von 1957 war langjähriger Präsident der Spielergewerkschaft NBPA. | [ 96 ]  |
| Grant Hill              | 2018 | Vereinigte Staaten                              | 1972 |      | Grant Henry Hill, Sohn von NFL-Profi Calvin Hill, war vor seiner 18-jährigen NBA-Karriere zweimaliger NCAA-Champion und zweimaliger All-American an der Duke, die auch seine Rückennummer 33 in den Ruhestand versetzte. College Hall of Fame seit 2014. 1995 teilte er sich den NBA Rookie of the Year-Titel mit Jason Kidd. Er wurde fünfmal ins All-NBA Team berufen und war siebenmal NBA All-Star. Hill wurde für seine Fairness als erster Spieler neben Mike Conley Jr. (Stand: 2020) dreimal mit dem NBA Sportsmanship Award ausgezeichnet und 1996 mit dem Dream Team III in Atlanta Olympiasieger. Er ist heute Vizevorstandsvorsitzender der Atlanta Hawks. | [ 97 ]  |
| Nat Holman              | 1964 | Vereinigte Staaten                              | 1896 | 1995 | Point Guard der New York Celtics in den 1920ern und Dritter bei der Wahl der Top-50-Player der ersten Hälfte des 20. Jahrhunderts. Seit 1979, also noch vor ihrer physischen Gründung, Mitglied der International Jewish Sports Hall of Fame. | [ 98 ]  |
| Hortência               | 2005 | Brasilien                                       | 1959 |      | Hortência Maria de Fátima Marcari spielte bereits 15-jährig in Brasiliens Nationalteam. Sie gewann 1996 die Silbermedaille bei den Olympischen Spielen und 1994 die Weltmeisterschaft. Sie ist seit 2002 auch Mitglied der Women’s Basketball Hall of Fame und seit 2007 der FIBA Hall of Fame. | [ 99 ]  |
| Bob Houbregs            | 1987 | Kanada                                          | 1932 | 2014 | Bob Houbregs war zweimal All-American mit der University of Washington, die seine Trikotnummer 25 in den Ruhestand versetzte. Seit ihrer Gründung 2006 Mitglied der College Basketball Hall of Fame. Er wurde an zweiter Stelle in der NBA Draft 1953 von den Milwaukee Hawks gewählt. Er war später General Manager der Seattle SuperSonics. | [ 100 ] |
| Dwight Howard           | 2025 | Vereinigte Staaten                              | 1985 |      | Dwight David Howard II wurde von der Orlando Magic an erster Stelle der NBA-Draft 2004 direkt aus der High School ausgewählt. Howard, dreimaliger Defensive Player of the Year, wurde jeweils achtmal in die NBA-Auswahl berufen und zum All-Star gewählt. Howard, der in 18 Spielzeiten 1242 Spiele bestritt, führte die NBA in zwei Spielzeiten in Blocks pro Spiel und fünfmal in Rebounds pro Spiel an, dabei holte er in sechs Jahren hintereinander die meisten Rebounds insgesamt, einmal sogar in der Unterkategorie Offensivrebounds. In der Geschichte der NBA wehrte er die 13.-meisten Bälle ab und errang die zehntmeisten Rebounds (Stand: 2025). Mit dem Team USA gewann er bei der Weltmeisterschaft 2006 die Bronzemedaille und 2008 mit dem Redeem Team bei den olympischen Spielen von Peking die Goldmedaille. Mit den Los Angeles Lakers obsiegte er in der NBA-Bubble 2020 im Kampf um die Meisterschaft. 2025 steht er im 3×3-Basketball beim L. A. Riot in Ice Cubes Big3-Liga unter Vertrag. | [ 101 ] |
| Bailey Howell           | 1997 | Vereinigte Staaten                              | 1937 |      | Howell war ein Ausnahmespieler auf College-Ebene, wo er für die Mississippi State University in der Southeastern Conference spielte und deren Titel er 1959 als zweimaliger All-American errang. Wegen des Ungeschriebenen Gesetzes der Closed Society, die Wettbewerbe gegen afrikanische Amerikaner verbot, war den Maroons die Teilnahme am NCAA-Meisterschaftsturnier trotz bester Titelaussichten jedoch verwehrt. Howell ist seit 2006 Mitglied der College Basketball Hall of Fame. In zwölf Jahren als NBA-Profi war er sechsmal All-Star und gewann mit den Boston Celtics 1968 und 1969 den NBA-Titel. Seine Trikotnummer 52 wurde 2009 von der Mississippi State in den Ruhestand versetzt. | [ 102 ] |
| Lou Hudson              | 2022 | Vereinigte Staaten                              | 1944 | 2014 | Louis „Sweet Lou“ Clyde Hudson war ein begnadeter Athlet. Bereits an der High School brillierte er in Baseball, Basketball, American Football und Leichtathletik. Er gehörte 1963/64 dem ersten Rekrutierungsjahrgang mit afroamerikanischen Studenten-Athleten der University of Minnesota an und wurde 1966 als All-American nicht nur von den St. Louis Hawks, sondern auch von den Dallas Cowboys der NFL gedraftet. Hudson spielte elf Jahre für die Hawks und zwischen 1977 und 1979 für die Los Angeles Lakers. Mit den Atlanta Hawks wurde er sechsmal All-Star und kam einmal in die NBA-Auswahl. Die Hawks versetzten seine Rückennummer 23 in den Ruhestand ebenso wie die Minnesota Golden Gophers seine 14. | [ 103 ] |
| Chuck Hyatt             | 1959 | Vereinigte Staaten                              | 1908 | 1978 | Dreimaliger NCAA-All-American in den späten 1920ern an der University of Pittsburgh unter Clifford Carlson. Seit ihrer Gründung 2006 ist Hyatt Mitglied der College Basketball Hall of Fame. | [ 104 ] |
| John Isaacs             | 2015 | Jamaika Panama Vereinigte Staaten               | 1915 | 2009 | John William „Boy Wonder“ Isaacs’ jamaikanischer Vater und seine panamaische Mutter trafen sich beim Bau des Panamakanals und zogen mit ihm über Kuba, wo sie für einen Zuckerbaron arbeiteten, nach Harlem. Er spielte für die New York Renaissance und die Washington Bears und war einer der prägendsten Scorer der 1940er Jahre, denn allein während der amerikanischen Kriegsteilnahme erhöhte sich der Durchschnitt erzielter Punkte allgemein von etwa 30 auf etwa 50. Isaacs genoss bis zu seinem Ableben großen Respekt in seiner Gemeinde. Ein Teil der Hoe Avenue in der Bronx, in dem er in einem Jugendclub coachte, ist nach ihm benannt | [ 105 ] |
| Dan Issel               | 1993 | Vereinigte Staaten                              | 1948 |      | Zweimaliger All-American an der University of Kentucky. Daniel Paul Issel ging 1970 zu den Kentucky Colonels in die American Basketball Association, bei denen er ABA-Meister, 1971 Rookie of the Year und sechsmaliger All-Star wurde. Mit den Denver Nuggets, die seine Trikotnummer 44 in den Ruhestand versetzten, war er einmal NBA-All-Star. 1985 wurde er mit dem J. Walter Kennedy Citizenship Award für sein humanitäres Engagement ausgezeichnet. In einer kombinierten ABA/NBA-Karrierebestenliste käme Issel mit 27.482 Punkten in 15 Spielzeiten (22,6 Punkte pro Spiel) auf den elften Platz (Stand: 2018). | [ 106 ] |
| Allen Iverson           | 2016 | Vereinigte Staaten                              | 1975 |      | Mit seiner Größe von 1,83 m zwar unterdurchschnittlich groß für die Liga, gehörte Iverson dennoch zu den besten Scorern der NBA. Von 1996 bis 2006 spielte er für die Philadelphia 76ers, die er 2001 in die Finals führte. 2021 wurde er als einer der 76 besten Spieler der NBA-Geschichte ins NBA 75th Anniversary Team gewählt. | [ 107 ] |
| Inman Jackson           | 2022 | Vereinigte Staaten                              | 1907 | 1973 | Inman Jackson gehörte den Harlem Globe Trotters von Beginn an an. Er war anfänglich kein Starter, sorgte jedoch mit seiner ruhigen Art für Stabilität, selbst in den stürmischen Anfangszeiten des Teams, in denen Spieler abgeworben und Teams gestohlen oder neugegründet wurden und gewann mit den Globetrotters 1940 das World Professional Basketball Tournament. Ihm wird nachgesagt, der erste Clown Prince gewesen zu sein. Jackson wurde vom 2022 verstorbenen Sidney Poitier in Go Man Go verkörpert. | [ 108 ] |
| Lauren Jackson          | 2021 | Australien                                      | 1981 |      | Lauren Elizabeth Jackson feierte als Tochter zweier Basketballnationalspieler schon mit 16 Jahren Erfolge in der australischen WNBL und mit 20 in der WNBA für den Seattle Storm, mit dem sie auch zweimal Meister wurde und der ihre Rückennummer in den Ruhestand versetzte. Sie war in beiden Ligen mehrfacher Most Valuable Player, All-Star und Finals MVP. Sie war achtmalige Auswahlspielerin des All-WNBA Teams und wurde 2016 unter die 20 größten WNBA-Spielerinnen aller Zeiten gewählt. Die australische Fahnenträgerin der Olympischen Sommerspiele von 2012 in London gewann zwischen 2000 und 2012 drei olympische Silber- und eine Bronzemedaille. Die Weltmeisterin von 2006 ist auch Mitglied der Ruhmeshalle des australischen Basketballs wie des Sports sowie der Women’s Basketball Hall of Fame. 2015 wurde sie von der Queen zum Offizier des Order of Australia ernannt. | [ 109 ] |
| Buddy Jeannette         | 1994 | Vereinigte Staaten                              | 1930 | 2009 | Harry Edward Jeannette gewann drei National-Basketball-League-Titel mit den Sheboygan Red Skins und den Fort Wayne Zollner Pistons von 1943 bis 1945. Mit letzteren und den Detroit Eagles gewann er außerdem dreimal das World Professional Basketball Tournament. Ab 1946 war er gleichzeitig Coach und Spieler der Baltimore Bullets und gewann 1948 den Basketball-Association-of-America-Titel. | [ 110 ] |
| Fats Jenkins            | 2021 | Vereinigte Staaten                              | 1898 | 1968 | Clarence Reginald „Fats“ Jenkins war eher als Outfielder in den Negro Leagues bekannt. Er spielte zwischen 1920 und 1940 Baseball für Teams wie die New York Black Giants oder die Boston Black Sox, in seinem Abschiedsjahr aber auch als Kapitän für Eddie Gottliebs Philadelphia Stars. Jenkins war ein Pionier zu einer Zeit, als im Sport – auch im Basketball – weitgehend Rassentrennung galt. Jenkins bestach in beiden Sportarten durch seine Schnelligkeit und trug den Titel „schnellster Mann des Basketballs“. Er wurde bereits in den 1910er Jahren des 20. Jahrhunderts dreimal von der afroamerikanischen Presse mit seinen Basketball-Teams durch sogenannte „mythische Meisterschaften“ zu konsensuellen farbigen Basketball-Weltmeistern gekürt. Anfang der 1920er Jahre spielte er für Cum Poseys Loendi Big Five und die Commonwealth Big Five, bevor er sich 1925 der New York Renaissance anschloss, als deren Kapitän er bis 1939 fungieren sollte. Die Rens errangen im Lauf ihrer Geschichte 2588 Siege gegenüber 539 Niederlagen. | [ 111 ] |
| Dennis Johnson          | 2010 | Vereinigte Staaten                              | 1954 | 2007 | Dennis Wayne Johnson spielte von 1976 bis 1990 in der NBA und wurde mit den Seattle SuperSonics und den Boston Celtics dreimal Meister. Er war fünfmal All-Star und die Celtics versetzten seine Trikotnummer 3 in den Ruhestand. Später coachte er die Los Angeles Clippers und NBA-Development-League-Teams. | [ 112 ] |
| Magic Johnson           | 2002 | Vereinigte Staaten                              | 1959 |      | Earvin Johnson wurde 1996 unter die 50 Greatest Players in NBA History gewählt. Zwischen 1980 und 1988 holte Magic Johnson mit den Los Angeles Lakers fünf Meisterschaften, drei davon als Finals MVP. 1987, 1989 und 1990 wurde er zum MVP der Liga gewählt, dazu kommen zwölf Einladungen zum All-Star Game und neun Berufungen ins All-NBA First Team. In seiner Karriere hat er die fünftmeisten Assists aller NBA-Spieler erzielt, mit der Assists pro Spiel-Quote führt er die Liste hingegen an. | [ 113 ] |
| Gus Johnson             | 2010 | Vereinigte Staaten                              | 1938 | 1987 | Johnson wurde 1960 auf dem Basketballplatz ein Sportstipendium der University of Idaho angeboten. Zunächst musste er jedoch das Boise State Junior College besuchen, um den Notenschnitt zu heben. 1963 schloss er sich den Baltimore Bullets an und wurde fünfmal All-Star. Mit den Indiana Pacers wurde er 1973 American-Basketball-Association-Meister. Die Wizards versetzten seine Rückennummer 25 und Idaho die 42 in den Ruhestand. | [ 114 ] |
| Skinny Johnson          | 1977 | Vereinigte Staaten                              | 1911 | 1980 | William C. „Skinny“ Johnson war ein College-Spieler der University of Kansas unter Coach Phog Allen. Er gewann drei Varsity Letters und ist seit ihrer Gründung 2006 Mitglied der College Basketball Hall of Fame. | [ 115 ] |
| Neil Johnston           | 1990 | Vereinigte Staaten                              | 1928 | 1978 | Donald Neil Johnston spielte an der Ohio State University Baseball und Basketball. Er war Baseball-Profi im Farmteam der Philadelphia Phillies, spielte aber nach drei glücklosen Jahren bei den Philadelphia Warriors vor, mit denen er 1956 den NBA-Titel gewann. Er war sechsmal All-Star und starb 49-jährig beim Basketballspielen an einem Herzanfall. Seit ihrer Gründung 2006 in der College Basketball Hall of Fame. | [ 116 ] |
| Bobby Jones             | 2019 | Vereinigte Staaten                              | 1951 |      | Der All-American an der University of North Carolina at Chapel Hill gewann als Sophomore 1972 die Silbermedaille von München. Nach seinem Abschluss in Psychologie ging Robert Clyde Jones in die ABA und wurde 1976 in das All-ABA Team und zum ABA-All-Star gewählt. Nach der Absorption der ABA durch die NBA wurde der viermalige NBA All-Star einmal ins NBA All-Defensive Second Team und achtmal ins First Team gewählt. Mit den Philadelphia 76ers, die auch seine Rückennummer 24 nicht länger vergeben werden, wurde er 1983 NBA-Champion. | [ 117 ] |
| K. C. Jones             | 1989 | Vereinigte Staaten                              | 1932 | 2020 | Zweimaliger NCAA-Meister und All-American von 1956 mit der University of San Francisco, die seine Trikotnummer 4 in den Ruhestand versetzte. Olympiasieger 1956 von Melbourne. Er spielte von 1958 bis 1967 bei den Boston Celtics, die seine Nummer 25 nicht mehr vergeben werden und wurde achtmal Meister. Nach seiner aktiven Karriere wurde er je zweimal Meister als Assistenz- und als Head Coach und war insgesamt fünfmal Trainer des NBA All-Star Games. Seit 2006 in der College Basketball Hall of Fame. | [ 118 ] |
| Sam Jones               | 1984 | Vereinigte Staaten                              | 1933 | 2021 | Samuel Jones spielte unter John McLendon am North Carolina College und gewann vier Varsity Letters. Seit 2006 College Basketball Hall of Famer. Mit den Boston Celtics wurde er zehnmal Meister und fünfmal All-Star. Er wurde auch in die NAIA-Hall of Fame und als erster Afro-Amerikaner in die North Carolina Sports Hall of Fame aufgenommen. Seine Nummer 24 wurde von den Celtics und seine Rückennummer 41 von North Carolina in den Ruhestand versetzt. Er war unter den 50 Greatest Players in NBA-History. | [ 119 ] |
| Michael Jordan          | 2009 | Vereinigte Staaten                              | 1963 |      | Michael Jordan gewann während seiner Karriere sechs NBA-Meisterschaften mit den Chicago Bulls und wurde bei allen Triumphen als Finals MVP ausgezeichnet. Er gewann zudem fünfmal den NBA Most Valuable Player Award, einmal den NBA Defensive Player of the Year Award, zehn Berufungen ins All-NBA First Team (eine ins Second Team) und wurde zehnmal Scoring Champion. Er gilt bei vielen Experten und Fans als bester Spieler aller Zeiten und wurde 1996 unter die 50 Greatest Players in NBA History gewählt. Seit 2015 auch Mitglied der FIBA Hall of Fame und seit 2016 Träger der Freiheitsmedaille des Präsidenten. | [ 120 ] |
| Jason Kidd              | 2018 | Vereinigte Staaten                              | 1973 |      | Jason Frederick Kidd wurde vor seiner 18-jährigen NBA-Karriere als Spieler zum All-American an der University of California, Berkeley, die wie auch die Brooklyn Nets seine Rückennummer 5 in den Ruhestand versetzte. Kidd teilte sich 1995 den NBA Rookie of the Year-Preis mit Grant Hill. Kidd wurde mit Dirk Nowitzki 2011 NBA-Meister und war zehnmaliger NBA All-Star. Er wurde sechsmal ins All-NBA Team und neunmal ins NBA All-Defensive Team berufen. Kidd wurde für seine Fairness zweimal mit dem NBA Sportsmanship Award ausgezeichnet und arbeitete nach seinem Karriereende als Head Coach für die Nets und die Milwaukee Bucks. Kidd führte die Liga in fünf Spielzeiten in der Kategorie der meisten Assists an. Olympiasieger 2000 und 2008 und Mitglied des NBA 75th Anniversary Teams. | [ 121 ] |
| Bernard King            | 2013 | Vereinigte Staaten                              | 1956 |      | Zweimal All-American an der University of Tennessee, die auch seine Rückennummer 53 in den Ruhestand versetzte. King spielte von 1977 bis 1993 in der NBA und wurde viermal All-Star. 1985 war er saisonbester Punktesammler. | [ 122 ] |
| Radivoj Korać           | 2022 | Jugoslawien                                     | 1938 | 1969 | Radivoj Korać, nach dem 1972 der Korać-Cup benannt wurde wie auch der serbische Pokal, war ein begnadeter Power Forward. Mit der jugoslawischen Basketballnationalmannschaft gewann er jeweils Silber bei den Olympischen Sommerspielen 1968, den Basketball-Weltmeisterschaften 1963 in Rio und 1967 in Uruguay, sowie bei der EuroBasket 1961 im eigenen Land, bei der er auch zum MVP gewählt wurde, und 1965 in der Sowjetunion. Korać war je einmal belgischer und italienischer Top-Scorer 1968 und 1969 und siebenmal jugoslawischer Saisonrekordkorbschütze. Im FIBA Europapokal der Landesmeister 1964/65 erzielte er in zwei Playoff-Spielen insgesamt 170 Punkte. Er war viermal jugoslawischer Meister und einmal belgischer Meister. Der 1969 bei einem Autounfall mit dreißig Jahren jung verstorbene Serbe wurde 2007 in die FIBA Hall of Fame aufgenommen und 2008 unter die EuroLeague’s 50 Greatest Contributors gewählt. | [ 123 ] |
| Moose Krause            | 1976 | Vereinigte Staaten                              | 1913 | 1992 | Edward W. „Moose“ Krause, geboren als Edward Walter Kriaučiūnas, spielte von 1931 bis 1934 an der University of Notre Dame Football und Basketball. Neben Varsity Letters in vier Sportarten (auch Leichtathletik und Baseball) wurde er einmal Football- und dreimal Basketball-All-American. Nach seinem Abschluss in Journalismus arbeitete er unterbrochen vom Militärdienst im Südpazifik von 1942 bis 1947 als Trainer der Fighting Irish in beiden Sportarten und von 1949 bis 1981 als Direktor der Athletikabteilung. Krause ist seit ihrer Gründung 2006 Mitglied der College Basketball Hall of Fame. | [ 124 ] |
| Toni Kukoč              | 2021 | Kroatien Vereinigte Staaten                     | 1968 |      | Toni Kukoč war der erste etablierte europäische Spieler, der in die NBA kam. Er wurde mit Jugoslawien 1990 Weltmeister, zweimal Europameister und errang 1988 Silber bei den Olympischen Sommerspielen. Mit Kroatien musste er sich bei den Olympischen Sommerspielen nur dem Dream Team um Michael Jordan geschlagen geben und gewann 1992 die Silbermedaille. Mit KK Jugoplastika gewann er zwischen 1989 und 1991 dreimal den FIBA-Vorläufer der EuroLeague. Obschon 1990 gedraftet, ging er erst 1993 nach Jordans erstem Rücktritt zu den Chicago Bulls. Hier wurde er Sixth Man of the Year und dreimal NBA-Champion. Kukoč wurde unter die EuroLeague’s 50 Greatest Contributors sowie die FIBA's 50 Greatest Players von 1991 gewählt und 2017 in die FIBA Hall of Fame aufgenommen. Heute ist er für die Chicago Bulls Sonderberater von Besitzer Jerry Reinsdorf. | [ 125 ] |
| Bob Kurland             | 1961 | Vereinigte Staaten                              | 1924 | 2013 | Als Rivale George Mikans mit ihm zusammen einer der prägenden Center des Nachkriegsbasketballs. Mit diesen beiden begann das Zeitalter der „spielenden“ großen Männer. Kurland wurde mit der Gründungsklasse der College Basketball Hall of Fame 2006 ihr Mitglied. | [ 126 ] |
| Bob Lanier              | 1992 | Vereinigte Staaten                              | 1948 | 2022 | Robert Jerry Lanier, Jr. war dreimal All-American mit der St. Bonaventure University. Zwischen 1970 und 1984 spielte er bei den Detroit Pistons und den Milwaukee Bucks und wurde achtmal All-Star. Er wurde 1978 mit dem J. Walter Kennedy Citizenship Award für sein humanitäres Engagement ausgezeichnet. Sowohl die Bucks als auch die Pistons versetzten seine Trikotnummer 16 in den Ruhestand, St. Bonaventure die Nummer 31. Seit ihrer Gründung 2006 Mitglied der College Basketball Hall of Fame. | [ 127 ] |
| Joe Lapchick            | 1966 | Vereinigte Staaten                              | 1900 | 1970 | In der American Basketball League der 1920er und 1930er Jahre Center der Original Celtics aus New York und der Cleveland Rosenblums, dabei je zweimal Meister. Später Head Coach der St. John’s University und der New York Knickerbockers, dabei dreimaliger All-Star-Game-Coach und viermaliger National-Invitation-Tournament-Champion. Der in seinem Namen verliehene Joe Lapchick Character Award verlangt von seinen Preisträgern jene unbestechlichen Charakterqualitäten, die auch Lapchick selbst auszeichneten. | [ 128 ] |
| Lisa Leslie             | 2015 | Vereinigte Staaten                              | 1972 |      | Zweimalige WNBA-Meisterin als Finals-MVP mit den Los Angeles Sparks, dreimal MVP und achtmal All-Star. Leslie gewann vier Goldmedaillen bei den Olympischen Spielen zwischen 1996 und 2008 und wurde zweimal Weltmeisterin. Sie wurde 2015 in die Women’s Basketball Hall of Fame aufgenommen, 2019 in die United States Olympic & Paralympic Hall of Fame und 2022 in die FIBA Hall of Fame. Seit 2018 ehrt die Hall of Fame den besten weiblichen Center der NCAA Division I mit dem Lisa Leslie Award. | [ 129 ] |
| Nancy Lieberman         | 1996 | Vereinigte Staaten                              | 1958 |      | Liebermann wurde noch auf der High School Goldmedaillengewinnerin bei den panamerikanischen Spielen. Zwischen 1976 und 1980 gewann sie zwei College-Meisterschaften mit Old Dominion und ein Damen-NIT-Turnier. Sie gewann Silber bei den Olympischen Spielen in Montreal und wurde 1979 Weltmeisterin. Liebermann brach das College ab und spielte in der WPBL und im Team der Washington Generals (dem Gegner der Harlem Globetrotters). Die einst jüngste Basketballnationalspielerin wurde 1997 die älteste WNBA-Spielerin beim Phoenix Mercury. 1999 wurde sie auch in die Women’s Basketball Hall of Fame aufgenommen. Seit 2015 ist sie Assistenztrainerin bei den Sacramento Kings. | [ 130 ] |
| Clyde Lovellette        | 1988 | Vereinigte Staaten                              | 1929 | 2016 | Lovellette war der erste Spieler, der sowohl Gold 1952 bei den Olympischen Spielen als auch Meistertitel in der NBA (1954, 1963, 1964) und NCAA (1952) gewinnen konnte. Er war vierfacher All-Star und ist seit ihrer Gründung 2006 auch Mitglied der College Basketball Hall of Fame. | [ 131 ] |
| Jerry Lucas             | 1980 | Vereinigte Staaten                              | 1940 |      | Dreimaliger All-American mit der Ohio State University, mit der er 1960 NCAA-Meister wurde und die seine Trikotnummer 11 in den Ruhestand versetzte. Territorial Pick der Cincinnati Royals bei der NBA Draft 1962 und Rookie of the Year 1964. Lucas wurde in seinem vorletzten Jahr Meister mit den New York Knicks und war insgesamt siebenmal All-Star. Er wurde 1996 unter die 50 Greatest Players in NBA History gewählt. Mit dem Gold-Team von 1960 ist Lucas ein zweites Mal Mitglied der Hall of Fame. | [ 132 ] |
| Hank Luisetti           | 1959 | Vereinigte Staaten                              | 1916 | 2002 | Angelo „Hank“ Luisetti war Erfinder des einhändigen Jump-Shots, Stanford-Absolvent und Kriegsheld. Dreimaliger All-American und von Journalisten auf den zweiten Platz als bester Basketballspieler der ersten Hälfte des 20. Jahrhunderts hinter George Mikan gewählt. Luisetti war in den 1930er Jahren ein absoluter Superstar an beiden Küsten. Seit ihrer Gründung 2006 auch Mitglied der College Basketball Hall of Fame. | [ 133 ] |
| Ed Macauley             | 1960 | Vereinigte Staaten                              | 1928 | 2011 | „Easy Ed“ gewann mit der Saint Louis University das National Invitation Tournament. Er spielte für die St. Louis Bombers, die Boston Celtics, die seine Rückennummer 22 in den Ruhestand versetzten, und die St. Louis Hawks, mit denen er auch NBA-Meister wurde. Er war zweimal All-American, siebenmal All-Star und das jüngste Hall of Fame-Mitglied aller Zeiten. Macauley wurde später zum Diakon geweiht. | [ 134 ] |
| Ubiratan Pereira Maciel | 2010 | Brasilien                                       | 1944 | 2002 | Ubiratan „Bira“ Pereira Maciel spielte von 1960 bis 1982. Er war fünfmal Südamerikameister, 1963 Weltmeister und gewann 1964 die Bronzemedaille in Tokio. 1994 mit dem FIBA Order of Merit ausgezeichnet und seit 2009 Mitglied der FIBA Hall of Fame. | [ 135 ] |
| Karl Malone             | 2010 | Vereinigte Staaten                              | 1963 |      | Wurde 1996 unter die 50 Greatest Players in NBA History gewählt. Karl Malone wurde während seiner Karriere in 14 All-Star Games gewählt und zweimal mit dem NBA Most Valuable Player Award ausgezeichnet. Zwischen 1989 und 1999 wurde er in elf aufeinanderfolgenden Spielzeiten in das All-NBA First Team gewählt. Er beendete seine Karriere mit 36.928 Punkten auf Platz 2 der ewigen Scorer-Liste. | [ 136 ] |
| Moses Malone            | 2001 | Vereinigte Staaten                              | 1955 | 2015 | Spielte 1974 bis 1976 in der American Basketball Association und ab 1976 in der NBA. Er wurde 13-mal All-Star (einmal davon in der ABA) und achtmal ins All-NBA Team gewählt, sowie ins ABA All-Time Team. Malone war dreimal MVP und einmal Meister. Die Houston Rockets versetzten seine Trikotnummer 24 in den Ruhestand. 1981 kam er in 81 Spielen auf einen Schnitt von 42 Minuten. Er lieferte sechsmal die Saisonbestwerte in der Kategorie Rebounds und wurde 1996 unter die 50 Greatest Players in NBA History gewählt. Mit seinen 17.834 Karriere-Rebounds belegt Malone den dritten Platz in der kombinierten ABA/NBA-Karriere-Statistik. Mit 29.580 Punkten (20,3 Punkte pro Spiel) kommt er in 21 Spielzeiten auf einen Platz unter den Top Ten (Stand: 2019) noch vor Shaquille O‘Neal. | [ 137 ] |
| Pete Maravich           | 1987 | Vereinigte Staaten                              | 1947 | 1988 | Wurde 1996 unter die 50 Greatest Players in NBA History gewählt. „Pistol Pete“ (wegen seines Wurfstils) war bereits als Kind hochtalentiert. Er folgte seinem Vater Press, einem ehemaligen National-Basketball-League-Profi, an die Louisiana State University, wo er zweimal zum College Player of the Year und dreimal zum All-American gewählt wurde. Er erzielte mit 3667 die meisten je in der NCAA-Division 1 erzielten Punkte – ohne in seinem Freshman-Year spielberechtigt gewesen zu sein, ohne Drei-Punkte-Linie und ohne Shot Clock. Maravich war mit den Atlanta Hawks, dem New Orleans Jazz und den Boston Celtics zwischen 1970 und 1980 fünfmal All-Star und erzielte 1977 die meisten Punkte der Saison. Er starb 40-jährig an den Folgen eines angeborenen Herzfehlers beim Basketballspielen. Die LSU-Tigers werden seine Rückennummer 23, die Atlanta Hawks seine Rückennummer 44 und der Utah Jazz wie auch die New Orleans Pelicans seine Rückennummer 7 nie wieder vergeben. College Hall of Famer. | [ 138 ] |
| Šarūnas Marčiulionis    | 2014 | Litauen                                         | 1964 |      | Marčiulionis gewann mit der Sowjetunion 1988 die olympische Goldmedaille und mit Litauen 1992 und 1996 Bronze. Er spielte von 1989 bis 1997 in der NBA für Golden State, Seattle, Sacramento und Denver und ist seit 2015 auch Mitglied der FIBA Hall of Fame. | [ 139 ] |
| Slater Martin           | 1982 | Vereinigte Staaten                              | 1925 | 2012 | „Dugie“ Martin gewann fünf NBA-Meisterschaften mit den Minneapolis Lakers und den St. Louis Hawks und war siebenmal All-Star. Die Longhorns der University of Texas at Austin haben seine Rückennummer 15 in den Ruhestand versetzt. Seit ihrer Gründung 2006 Mitglied der College Basketball Hall of Fame. | [ 140 ] |
| Bob McAdoo              | 2000 | Vereinigte Staaten                              | 1951 |      | Bob McAdoo war All-American an der University of North Carolina 1972, wurde von den Buffalo Braves an zweiter Stelle der NBA Draft gewählt und war Rookie of the Year 1973. Er war 1975 Most Valuable Player, fünfmal All-Star und zweimal Meister. In drei Spielzeiten erzielte er die meisten Punkte der Saison. Von 1986 bis 1993 spielte er in Italien. Als Assistenzcoach gewann Robert Allen McAdoo drei Meisterschaften und wurde 1996 unter die 50 Greatest Players in NBA History gewählt. | [ 141 ] |
| Katrina McClain         | 2012 | Vereinigte Staaten                              | 1965 |      | Katrina McClain Johnson wurde 2006 auch in die Women’s Basketball Hall of Fame aufgenommen. Zweimal All-American mit der University of Georgia und olympische Goldmedaillengewinnerin 1988 und 1996, Bronze im Jahr 1992. Seit 2018 ehrt die Hall of Fame den besten weiblichen Power Forward der NCAA in ihrem Namen. | [ 142 ] |
| Branch McCracken        | 1960 | Vereinigte Staaten                              | 1908 | 1970 | Emmett B. McCracken wurde 1930 an der Indiana University Bloomington zum All-American gewählt und ist seit ihrer Gründung 2006 Mitglied der College Basketball Hall of Fame. Als Coach gewann er den NCAA-Titel zweimal mit seinen Hoosiers. | [ 143 ] |
| Jack McCracken          | 1962 | Vereinigte Staaten                              | 1911 | 1958 | Sechsmaliger Amateur Athletic Union–All-American unter Hank Iba in den 1930er und 1940er Jahren. McCracken ist seit ihrer Gründung 2006 Mitglied der College Basketball Hall of Fame. | [ 144 ] |
| Bobby McDermott         | 1988 | Vereinigte Staaten                              | 1914 | 1963 | Zu einem der Top-50-Spieler der ersten Hälfte des 20. Jahrhunderts gewählt. Aggressiver Scorer, der aus allen Lagen traf und die Fort Wayne Zollner Pistons zu zwei National-Basketball-League-Meisterschaften und drei World-Professional-Basketball-Tournament-Titeln führte. | [ 145 ] |
| George McGinnis         | 2017 | Vereinigte Staaten                              | 1950 | 2023 | McGinnis führte seine High School in Indianapolis zu einer perfekten Saison ohne Niederlage, wurde auf der Indiana University ins All-American Team gewählt und war sechsmal All-Star, sowohl in ABA als auch in der NBA. | [ 146 ] |
| Tracy McGrady           | 2017 | Vereinigte Staaten                              | 1979 |      | McGrady, Cousin von Vince Carter, war einer der ersten, der direkt von der High School in die NBA wechselte. Er war siebenmal All-Star und gewann 2003 die Basketball-Amerikameisterschaft mit den USA. | [ 147 ] |
| Dick McGuire            | 1993 | Vereinigte Staaten                              | 1926 | 2010 | Richard McGuire war siebenmaliger NBA-All-Star mit den New York Knicks und den Detroit Pistons, die er auch beide coachen sollte. Seine Rückennummer 15 wird in New York nicht mehr vergeben werden. Sein Rivale Bob Cousy sagte über ihn, dass McGuire talentierter gewesen wäre, aber Cousy das bessere Team gehabt hätte. | [ 148 ] |
| Kevin McHale            | 1999 | Vereinigte Staaten                              | 1957 |      | Kevin Edward McHale spielte von 1980 bis 1993 bei den Boston Celtics, mit denen er dreimal Meister und siebenmal All-Star wurde. Die Celtics versetzten seine Trikotnummer 32 wie die University of Minnesota seine 44 in den Ruhestand. Er wurde 1996 unter die 50 Greatest Players in NBA History gewählt. | [ 149 ] |
| Dino Meneghin           | 2003 | Italien                                         | 1950 |      | In seiner sehr langen Karriere von 1966 bis 1994 gewann Meneghin siebenmal die Euro-League, einmal den Korać-Cup, zwölf italienische Meisterschaften und errang die Silbermedaille in Moskau 1980 und wurde 1983 Europameister. Seit 2010 auch Mitglied der FIBA Hall of Fame. | [ 150 ] |
| Ann Meyers              | 1993 | Vereinigte Staaten                              | 1955 |      | Meyers gelang das erste Quadruple-Double von zweien in der Geschichte der NCAA Division I. Sie spielte mit einem Basketball-Stipendium für die UCLA Bruins und wurde die erste vierfache All-American-Spielerin. Sie gewann 1976 die olympische Silbermedaille und 1979 die Weltmeisterschaft. Sie ist seit 1999 auch Mitglied der Women’s Basketball Hall of Fame und seit 2007 der FIBA Hall of Fame. 1980 wurde sie von den Indiana Pacers unter Vertrag genommen, ohne ins Team zu kommen und spielte ein Jahr in der Women’s Professional Basketball League. In der zweiten Dekade des 21. Jahrhunderts arbeitete sie als NBC-TV-Expertin. | [ 151 ] |
| George Mikan            | 1959 | Vereinigte Staaten                              | 1924 | 2005 | Wurde zum besten Spieler der ersten Hälfte des 20. Jahrhunderts gewählt und 1996 unter die 50 Greatest Players in NBA History sowie 2021 in NBA 75th Anniversary Team. Zusammen mit seinem Rivalen Bob Kurland revolutionierte er das Center-Play in den Nachkriegsjahren auf dem College. College Basketball Hall of Famer. In den 1940er und 1950er Jahren spielte er für die Minneapolis Lakers und wurde sechsmal ins All-NBA First Team gewählt. Die Los Angeles Lakers versetzten seine Rückennummer 2022 in den Ruhestand. | [ 152 ] |
| Vern Mikkelsen          | 1995 | Vereinigte Staaten                              | 1928 | 2013 | Mikkelsen hatte ein Basketball-Stipendium der Hamline University und gewann das NAIA-Division I-Turnier von 1949 als All-American. Er war ein Territorial-Pick der Minneapolis Lakers bei der NBA-Draft 1949, wurde viermal NBA-Meister und sechsmal All-Star. | [ 153 ] |
| Cheryl Miller           | 1995 | Vereinigte Staaten                              | 1964 |      | Miller, Schwester von Reggie und Baseball-Profi Darrell, gewann mit der University of Southern California zwei College-Meisterschaften und wurde viermal All-American. Sie gewann 1984 olympisches Gold und wurde 1986 Weltmeisterin. Seit 1999 ist sie auch Mitglied der Women’s Basketball Hall of Fame und seit 2010 der FIBA Hall of Fame. Sie arbeitete später als Coach und TV-Kommentatorin. Die USC versetzte ihre Rückennummer 31 als erste jemals an der Uni im Basketball in den Ruhestand. | [ 154 ] |
| Reggie Miller           | 2012 | Vereinigte Staaten                              | 1965 |      | Von allen NBA-Spielern liegt Miller, Bruder von Cheryl, in seiner Karriere auf Platz 23 der erzielten Punkte, auf Platz 5 der Drei-Punkte-Würfe und mit der zwölftbesten Trefferquote von 88,8 % auf Platz 18 bei den Freiwürfen (Stand: 2024). Belohnt wurde er mit fünf Einladungen zum All-Star Game und einer Wahl ins NBA 75th Anniversary Team. Auch Mitglied der FIBA Hall of Fame. | [ 155 ] |
| Sidney Moncrief         | 2019 | Vereinigte Staaten                              | 1957 |      | Moncrief, seit 2018 auch Mitglied der College Basketball Hall of Fame, war bekannt als zäher Verteidiger. Der zweimalige All-American gewann die ersten beiden NBA-Defensive-Player-of-the-Year-Preise und wurde fünfmal ins NBA All-Defensive Team gewählt, davon einmal ins All-Defensive Second Team. Er war einmal im ersten Team der NBA-Auswahl und viermal im All-NBA Second Team sowie fünfmaliger NBA All-Star. Heute arbeitet Moncrief als Fernsehanalyst für die Milwaukee Bucks, die auch seine Rückennummer 4 in den Ruhestand versetzten. | [ 156 ] |
| Earl Monroe             | 1990 | Vereinigte Staaten                              | 1944 |      | Vernon Earl Monroe, seit 2006 Mitglied der College Basketball Hall of Fame, war bei den Baltimore Bullets 1968 Rookie of the Year. Er war insgesamt viermal All-Star und wurde mit den New York Knicks 1973 Meister, die auch seine Trikotnummer 15 in den Ruhestand versetzten, so wie die Wizards die Nummer 10. Er wurde 1996 unter die 50 Greatest Players in NBA History gewählt. | [ 157 ] |
| Maya Moore              | 2025 | Vereinigte Staaten                              | 1989 |      | Maya April Moore, seit 2024 Mitglied der Women’s Basketball Hall of Fame, gewann mit den Minnesota Lynx vier WNBA-Meisterschaften und wurde 2011 zum Rookie of the Year, 2013 zum Finals-MVP und 2014 zum MVP gewählt. Als vierfacher All-American führte sie die U-Conn Huskies viermal ins Final Four und zu zwei nationalen Meisterschaften, einmal als Most Outstanding Player. Sie gewann zweimal die EuroLeague Women, zweimal die Weltmeisterschaft (einmal als MVP) und zweimal die Goldmedaille bei den olympischen Spielen. Sie wurde sowohl 2016 als auch 2021 unter die 20 und 25 Greatest Players in WNBA History gewählt. Moore engagierte sich mit den Lynx, die auch ihre Rückennummer 23 in den Ruhestand versetzten, früh für Black Lives Matter und trat 2019 vom Profisport zurück, um sich ihrem Engagement für eine Justizreform widmen zu können. | [ 158 ] |
| Pearl Moore             | 2021 | Vereinigte Staaten                              | 1957 |      | Moore machte bereits als Starterin auf der High School von sich reden. Sie erzielte 177 Punkte in 8 Spielen für das Anderson Junior College und wechselte in ihrem Freshman-Jahr auf die Francis Marion University. Sie beendete ihre College-Karriere in der Association for Intercollegiate Athletics for Women (AIAW) mit 4061 Punkten, mehr als selbst in der NCAA je von einem Einzelspieler zuvor erzielt worden waren. Moore wurde nach ihrem Abschluss in Soziologie von den New York Stars der Women’s Professional Basketball League (WBL) gedraftet und zum All-Star. Nach der Auflösung der WBL spielte sie ein Jahr professionell in Venezuela. Moore coachte später High School Teams und unterhält ihr eigenes Basketball Camp. Sie wurde 2011 in die Women’s Basketball Hall of Fame aufgenommen. | [ 159 ] |
| Alonzo Mourning         | 2014 | Vereinigte Staaten                              | 1970 |      | „Zo“ Harding Mourning, Weltmeister 1994, gewann 2000 Gold in Sydney und wurde 2006 mit der Miami Heat NBA-Meister. Er wurde siebenmal All-Star und zweimal All-American mit den Hoyas. Ihm gelangen zweimal die meisten Blocks der Liga und Miami versetzte seine Trikotnummer 33 in den Ruhestand. Seit 2019 auch Mitglied der FIBA Hall of Fame. | [ 160 ] |
| Chris Mullin            | 2011 | Vereinigte Staaten                              | 1963 |      | Zweimal All-American an der St. John’s University, die er seit 2015 auch trainiert. Von 1985 bis 2001 NBA-Spieler und fünfmal All-Star bei den Golden State Warriors, die seine Rückennummer 17 in den Ruhestand versetzten, und den Indiana Pacers. Er gewann mit dem Team USA 1984 und 1992 olympisches Gold und wurde mit dem Dream Team ein zweites Mal in die Hall of Fame aufgenommen. | [ 161 ] |
| Calvin Murphy           | 1993 | Vereinigte Staaten                              | 1948 |      | Calvin Jerome Murphy war dreimal All-American an der Niagara University. Er spielte von 1970 bis 1983 für die San Diego/Houston Rockets und war All-Star 1979. Im selben Jahr gewann er den J. Walter Kennedy Citizenship Award für sein humanitäres Engagement. Die Houston Rockets versetzten seine Trikotnummer 23 in den Ruhestand. Er gilt als kleinster NBA-Spieler der Hall of Fame. | [ 162 ] |
| Stretch Murphy          | 1960 | Vereinigte Staaten                              | 1907 | 1992 | Charles C. „Stretch“ Murphy führte seine High School 1926 zu den Indiana State Championships und wurde als Team-Mate von John Wooden zweimal All-American an der Purdue unter Coach Ward Lambert. Er ist seit ihrer Gründung 2006 Mitglied der College Basketball Hall of Fame. Als Profi spielte er für die Chicago Bruins und die Indianapolis Kautskys in der National Basketball League. | [ 163 ] |
| Dikembe Mutombo         | 2015 | Kongo Demokratische Republik Vereinigte Staaten | 1966 | 2024 | Dikembe Mutombo Mpolondo Mukamba Jean-Jacques Wamutombo spielte 18 Jahre in der NBA und wurde achtmal All-Star. Er führte dreimal die Saisonbestwerte in der Kategorie Blockierte Schüsse an und zweimal in der Kategorie Rebounds. Er gewann zweimal den J. Walter Kennedy Citizenship Award für seine humanitäre Arbeit. Seine Trikotnummer 55 wurde sowohl von den Atlanta Hawks als auch den Denver Nuggets in den Ruhestand versetzt. | [ 164 ] |
| Steve Nash              | 2018 | Kanada Vereinigtes Konigreich                   | 1974 |      | Der zweimalige MVP Steve Nash wurde siebenmal ins All-NBA Team berufen und war achtmaliger All-Star. Nash führte die Liga in fünf Spielzeiten in der Kategorie Assists an und ist das einzige Mitglied von sieben (Stand: 2018) im 50-40-90 Club (für dessen Mitgliedschaft man innerhalb einer Saison eine Trefferquote von 50 % bei Feldtoren, 40 % bei Dreipunkteschüssen und 90 % bei Freiwürfen erreichen muss), das diese Leistung je wiederholen konnte (insgesamt viermal). Für sein soziales Engagement wurde das Mitglied des NBA 75th Anniversary Teams mit dem J. Walter Kennedy Citizenship Award ausgezeichnet. 2020 wurde er in die FIBA Hall of Fame aufgenommen. Nashs Rückennummern 11 und 13 wurden von der Santa Clara University und den Phoenix Suns in den Ruhestand versetzt. Er ist Träger des Kanada- und des British Columbia-Ordens. | [ 165 ] |
| Dirk Nowitzki           | 2023 | Deutschland                                     | 1978 |      | Dirk Werner Nowitzki spielte von 1998 bis 2019 21 Spielzeiten und 1522 Matches bei einem einzigen Franchise: den Dallas Mavericks, die auch seine Rückennummer 41 in den Ruhestand versetzten, genau wie die deutsche Basketballnationalmannschaft die 14. Der Fahnenträger der deutschen Olympiamannschaft von 2008 führte die Texaner zu ihrer ersten und bislang einzigen Meisterschaft 2011 und wurde dafür zum Finals MVP gewählt. Nowitzki gewann 2007 als erster Europäer den NBA Most Valuable Player Award und erzielte als Sechstplatzierter in der Liste der NBA-Spieler mit den meisten erzielten Punkten die meisten Punkte eines nicht in den USA geborenen Spielers. Der Träger des Bundesverdienstkreuzes wurde zwölfmal in die NBA-Auswahl berufen und 14-mal zum All-Star. Mit dem Nationalteam errang der in US-amerikanischen Medien als the German Wunderkind Beschriebene bei der Basketball-Weltmeisterschaft 2002 die Bronzemedaille und 2005 bei der EuroBasket die Silbermedaille. Deutschlands Sportler des Jahres 2011 wurde 2021 ins NBA 75th Anniversary Team der 76 besten Spieler der NBA-Geschichte gewählt. Heute arbeitet Nowitzki als Berater der Mavericks, deren Franchise-Rekordhalter er in nahezu jeder Kategorie ist. | [ 166 ] |
| Hakeem Olajuwon         | 2008 | Nigeria Vereinigte Staaten                      | 1963 |      | Spielte von 1984 bis 2001 bei den Houston Rockets und ein Jahr bei den Toronto Raptors. Zweimaliger NBA-Meister und Finals-MVP 1994 und 1995. 1994 außerdem Saison-MVP und Defensive Player of the Year. Neben dreimaligen Saisonbestwerten in der Kategorie Blockierte Schüsse führt er auch deren Gesamtbilanz an. Ihm gelang am 29. März 1990 ein Quadruple-Double. Je zwölfmal All-Star und All-NBA Team, sowie Goldmedaillengewinner 1996 mit den USA. Er ist seit 2016 auch Mitglied der FIBA Hall of Fame. Seine Trikotnummer 34 wurde sowohl von der University of Houston als auch den Houston Rockets in den Ruhestand versetzt. Er wurde 1996 unter die 50 Greatest Players in NBA History gewählt. | [ 167 ] |
| Shaquille O’Neal        | 2016 | Vereinigte Staaten                              | 1972 |      | Shaq zählte, obwohl 2,16 m groß und 147 kg schwer, zu den beweglichsten Centern. Er wurde einmal MVP im Jahr 2000 und dreimal Finals MVP mit den Los Angeles Lakers. Und er gehört zu den 50 Greatest Players in NBA History. Er kam 14-mal ins All-NBA Team, wurde 13-mal All-Star, viermal Meister und 1993 Rookie of the Year. Er war Olympiasieger von 1996 und Weltmeister 1994. Er war zweimal bester Scorer der Saison. Seine Rückennummern 32 und 34 wurden von der Miami Heat und den Lakers in den Ruhestand versetzt. Seit 2014 und 2017 auch Mitglied der College Basketball Hall of Fame und der FIBA Hall of Fame. | [ 168 ] |
| Harlan Page             | 1962 | Vereinigte Staaten                              | 1887 | 1965 | „Pat“ Page war von 1906 bis 1910 Baseball-, Football- und Basketballspieler an der University of Chicago. Im Anschluss an seine College-Karriere arbeitete er für neun Jahre als Basketball-Coach an seiner Alma Mater, während der 1920er Jahre coachte er Football und Basketball an der Butler oder nur Football für die Hoosiers und in den 1930ern wieder ausschließlich Basketball am College of Idaho. | [ 169 ] |
| Robert Parish           | 2003 | Vereinigte Staaten                              | 1953 |      | Parish wurde unter die 50 Greatest Players in NBA History gewählt. Er wurde mit den Boston Celtics dreimal und mit den Chicago Bulls einmal Meister. Er war neunmal All-Star und erzielte in seiner Karriere 23.334 Punkte. Die Boston Celtics werden seine Trikotnummer 00 nicht mehr vergeben. Parish stand in 21 Spielzeiten insgesamt 1611-mal auf dem Parkett und hat damit die meisten NBA-Spiele bestritten. | [ 170 ] |
| Tony Parker             | 2023 | Frankreich Vereinigte Staaten                   | 1982 |      | William Anthony Parker Jr., Sohn eines US-amerikanischen Basketballspielers und einer Niederländerin, gewann in 17 Jahren bei den San Antonio Spurs, die auch seine Rückennummer 9 in den Ruhestand versetzten, vier NBA-Meisterschaften unter Coach Gregg Popovich. 2007 war er Finals MVP. Das Cover-Model des NBA Live 09-Videospiels wurde viermal in die NBA-Auswahl berufen und sechsmal zum NBA All-Star gewählt. Mit dem französischen Nationalteam wurde er 2013 Europameister. Der Ritter der Ehrenlegion war Rekordkorbschütze der Turniergeschichte, bis er durch Pau Gasol abgelöst wurde. Heute ist Parker Präsident und Mehrheitseigner des ASVEL Lyon-Villeurbanne. | [ 171 ] |
| Gary Payton             | 2013 | Vereinigte Staaten                              | 1968 |      | 1990 All-American mit der Oregon State University, die seine Rückennummer 20 seither nicht mehr vergeben. Payton spielte bis 2007 in der NBA und wurde mit der Miami Heat 2006 NBA-Meister. Er war neunmal All-Star, neunmal im All-NBA Team und errang 1996 die meisten Steals der Liga. Er erzielte 21.813 Punkte in seiner Karriere und wurde 2021 ins NBA 75th Anniversary Team aufgenommen. | [ 172 ] |
| Dražen Petrović         | 2002 | Kroatien                                        | 1964 | 1993 | 1990 Weltmeister mit Jugoslawien, 1984 und 1988 Bronze und Silber bei den Olympischen Spielen, mit Kroatien 1992 Silber. Petrović spielte bei Real Madrid, den Portland Trail Blazers und den New Jersey Nets, die seine Trikotnummer 3 in den Ruhestand versetzten, Cibona Zagreb seine 10. Seit 2007 ist er auch Mitglied der FIBA Hall of Fame. Er starb 28-jährig in einem Autounfall bei Denkendorf in Bayern. | [ 173 ] |
| Bob Pettit              | 1971 | Vereinigte Staaten                              | 1932 |      | Robert Lee Pettit wurde zweimal All-American an der Louisiana State University und bei der NBA Draft 1954 an zweiter Stelle von den Milwaukee Hawks gewählt und da Rookie of the Year 1955. Meister 1958, zweimal MVP, zehnmal All-NBA First Team, elfmal All-Star, davon viermal NBA All-Star Game-MVP und zweimaliger Rekord-Schütze der Liga. Seine Rückennummer 9 wurde von den Hawks und die 50 von der LSU in den Ruhestand versetzt. College Basketball Hall of Famer. Er wurde 1996 unter die 50 Greatest Players in NBA History gewählt. | [ 174 ] |
| Andy Phillip            | 1961 | Vereinigte Staaten                              | 1922 | 2001 | Phillip war zwischen 1942 und 1947 dreimal All-American an der University of Illinois, unterbrochen vom Dienst als Marineinfanterist am pazifischen Kriegsschauplatz, u. a. Iwo Jima. Er spielte für die Chicago Stags, die Philadelphia Warriors, die Fort Wayne Pistons und die Boston Celtics, mit denen er 1957 Meister wurde. Phillip war fünfmal All-Star und führte 1951 und 1952 die Assist-Statistik an. Er ist ebenfalls Mitglied der US Marine Corps Hall of Fame des Sports und der College Basketball Hall of Fame. | [ 175 ] |
| Paul Pierce             | 2021 | Vereinigte Staaten                              | 1977 |      | Paul Anthony Pierce wurde 2012 anlässlich des 35. Jubiläums des gleichnamigen High-School-All-Star-Games zu einem der 35 besten McDonald's All-Americans gewählt. Er verließ die University of Kansas nach seinem Junior-Jahr ebenfalls als All-American. Er verbrachte 15 Jahre seiner 19-jährigen NBA-Karriere bei den Boston Celtics, die ebenso wie die Kansas Jayhawks seine Rückennummer 34 in den Ruhestand versetzten. Er wurde viermal in die NBA-Auswahl und zehnmal in ein NBA All-Star-Team gewählt. Er wurde 2008 Meister und Finals MVP. Neben Larry Bird und John Havlicek ist er der einzige Spieler, der mehr als 20.000 Punkte für die Celtics erzielen konnte. Auch Mitglied der College Basketball Hall of Fame und des NBA 75th Anniversary Teams. | [ 176 ] |
| Scottie Pippen          | 2010 | Vereinigte Staaten                              | 1965 |      | Pippen war Teil der dominanten Chicago Bulls die zwischen 1991 und 1998 insgesamt sechs Meisterschaften erringen konnten. Bis heute (Stand: 2019) liegt er auf Platz 6 der Spieler mit den meisten Steals in der Karriere. Zwischen 1992 und 1999 wurde er achtmal in Folge ins All-Defensive First Team gewählt, 1994 bis 1996 auch ins All-NBA First Team. Zusätzlich nahm er an sieben All-Star Games teil. Seine Trikotnummer 33 wird sowohl von seiner Universität, der University of Central Arkansas, als auch von den Chicago Bulls nicht mehr vergeben. Er wurde 1996 unter die 50 Greatest Players in NBA History gewählt. | [ 177 ] |
| Jim Pollard             | 1978 | Vereinigte Staaten                              | 1922 | 1993 | James C. Pollard gewann 1942 mit Stanford die NCAA-Meisterschaft. Während des Krieges spielte er Dienstbasketball in der Küstenwache und nach Kriegsende in der AAU. 1947 schloss sich das „Kangaroo Kid“ den Minneapolis Lakers an und gewann einen NBL-Titel, einen BAA-Titel und vier NBA-Titel. Er war viermal All-Star. Später coachte er die Lakers, Colleges und ABA-Teams. College Basketball Hall of Famer 2006. | [ 178 ] |
| Cumberland Posey        | 2016 | Vereinigte Staaten                              | 1890 | 1946 | Auch Mitglied der Baseball Hall of Fame und American-Football-Spieler. Posey wurde von Zeitgenossen als „All-Time Immortal“ betrachtet und war Gründer, Manager und Besitzer unterschiedlicher Teams. Er spielte von der ersten Dekade des 20. Jahrhunderts bis in die 1920er Jahre an der Penn State, studierte Pharmazie an der University of Pittsburgh und spielte hernach unter falschem Namen an der Duquesne University. Er gründete die Teams Monticello Athletic Association und Loendi Big Five, mit denen er insgesamt fünf Colored Basketball World Championships gewann. Ab 1925 konzentrierte er sich auf sein Baseball-Team in der Negro League. | [ 179 ] |
| Runt Pullins            | 2022 | Vereinigte Staaten                              | 1910 | 1985 | Al „Runt“ Pullins gehörte dem Leichtgewichtsteam der Wendell Phillips Academy High School an, das aufgrund von Spielwitz und Tempo bei schwarzem Publikum und schwarzer Presse beliebter war als das reguläre Basketballteam der Schule. Zusammen mit seinen Teamkameraden William „Kid“ Oliver und Byron „Fat“ Long bildete er den Kern der „zweiten“ Savoy Big Five-Mannschaft und damit der ersten Inkarnation der Harlem Globe Trotters nach Abe Sapersteins Übernahme des Teams. | [ 180 ] |
| Dino Rađa               | 2018 | Kroatien                                        | 1967 |      | Rađa spielte vier Jahre für die Boston Celtics und wurde 1994 ins NBA All-Rookie Team berufen. Er spielte in Italien, Griechenland und Kroatien und gewann die EuroLeague 1989 und 1990, sowie den Korać Cup 1992 und Europameister 1989 und 1991. Silbermedaillengewinner mit Jugoslawien bei den Olympischen Spielen 1988 in Söul und 1992 mit Kroatien in Barcelona. | [ 181 ] |
| Frank V. Ramsey, Jr.    | 1982 | Vereinigte Staaten                              | 1931 | 2018 | Ramsey gewann 1951 in seinem zweiten College-Jahr die NCAA-Meisterschaft mit der University of Kentucky. Er wurde auch zum All-American gewählt. Seit ihrer Gründung 2006 ist Ramsey Mitglied der College Basketball Hall of Fame. In zehn Jahren mit den Boston Celtics gewann er sieben Meisterschaften. Die Celtics versetzten seine Rückennummer 23 in den Ruhestand. | [ 182 ] |
| Willis Reed             | 1982 | Vereinigte Staaten                              | 1942 | 2023 | Seit ihrer Gründung 2006 Mitglied der College Basketball Hall of Fame. Willis Reed Jr. war 1965 Rookie of the Year und wurde mit den New York Knickerbockers 1970 und 1973 Meister. Er war siebenmal All-Star, 1970 MVP und später Trainer der Knicks und der New Jersey Nets. Er wurde unter die 50 Greatest Players in NBA-History und ins NBA 75th Anniversary Team gewählt. Seine Trikotnummer 19 wurde von den Knicks in den Ruhestand versetzt. | [ 183 ] |
| Mitch Richmond          | 2014 | Vereinigte Staaten                              | 1965 |      | 1988 All-American mit der Kansas State University, die seine Trikotnummer 23 wie die Sacramento Kings seine Nummer 2 in den Ruhestand versetzten. Richmond spielte von 1988 bis 2002 in der NBA und wurde in seinem letzten Jahr mit den Los Angeles Lakers Meister. Er war sechsmal All-Star und 1989 Rookie of the Year. Er gewann 1988 olympisches Bronze und 1996 Gold mit dem Team USA. | [ 184 ] |
| Arnie Risen             | 1998 | Vereinigte Staaten                              | 1924 | 2012 | Risen war in den 1940er Jahren Spieler der Indianapolis Kautskys in der NBL und der Rochester Royals in der NBA. Zweimaliger NBA-Champion mit den Boston Celtics in den 1950er Jahren und viermaliger NBA-All-Star. Arnie Risen ist seit der Gründung 2006 auch Mitglied der College Basketball Hall of Fame. | [ 185 ] |
| Oscar Robertson         | 1980 | Vereinigte Staaten                              | 1938 |      | Gehört zu den 50 Greatest Players in NBA History. In seinen drei Jahren an der University of Cincinnati wurde Robertson dreimal als bester NCAA-Division 1-Scorer zum All-American und College Player of the Year gewählt. Er wurde als Territorial-Pick von den Cincinnati Royals gedraftet und 1961 zum Rookie of the Year gewählt. Robertson war MVP von 1964, neunmal im All-NBA First Team, zwölffacher All-Star und dreifacher NBA All-Star Game-MVP. Er gewann den Titel 1971 mit den Milwaukee Bucks und gewährte sechsmal die meisten Saison-Assists. Er erzielte mit 181 die meisten Triple-Doubles der NBA-Geschichte. Seine Rückennummer 14 wurde von den Sacramento Kings und seine Rückennummer 1 von den Milwaukee Bucks in den Ruhestand versetzt. Mit dem Gold-Olympiateam von 1960 wurde er zum zweiten Mal in die Hall of Fame aufgenommen. Seit 2006 und 2009 auch Mitglied der College Basketball Hall of Fame und der FIBA Hall of Fame. | [ 186 ] |
| David Robinson          | 2009 | Vereinigte Staaten                              | 1965 |      | Wurde wegen seiner Zeit an der United States Naval Academy, an der er zweimal All-American wurde, „Der Admiral“ genannt. Robinson wurde bei den San Antonio Spurs Rookie of the Year 1990, MVP 1995, zehnmal All-Star, zehnmal All-NBA Teamer und gewann zwei Titel. Er erzielte 1991 Saisonbestwerte mit errungenen Rebounds, 1992 mit den meisten Steals und 1994 mit erzielten Punkten. Am 17. Februar 1994 gelang ihm das vierte Quadruple-Double in der NBA-Geschichte. Seine Trikotnummer 50 wurde in den Ruhestand versetzt und er zählt zu den 50 Greatest Players in NBA History. Er gewann neben 1996 die olympische Goldmedaille 1992 und ist als Dream Teamer damit insgesamt zweimal Mitglied der Hall of Fame. Auch Mitglied der FIBA Hall of Fame und der United States Olympic & Paralympic Hall of Fame. | [ 187 ] |
| Dennis Rodman           | 2011 | Vereinigte Staaten                              | 1961 |      | NBA-Spieler von 1986 bis 2000. Rodman war fünfmaliger NBA-Meister mit den Detroit Pistons und den Chicago Bulls und zweimal All-Star. Er errang in seiner Karriere 11.954 Rebounds und führte die Saison-Bestenlisten in dieser Kategorie siebenmal an. Rodman war kontrovers und ein Paradiesvogel, schrieb fünf Bücher, spielte in Mexiko, Großbritannien und der neuen American Basketball Association, deren Meister er wurde. Er war 2005 Commissioner der Lingerie Football League und von 1997 bis 1999 professioneller WCW-Wrestler. Die Pistons versetzten seine Trikotnummer 10 in den Ruhestand. 2021 wurde er als Mitglied des NBA 75th Anniversary Teams unter die besten 76 Spieler der NBA-Geschichte gewählt. | [ 188 ] |
| Guy Rodgers             | 2014 | Vereinigte Staaten                              | 1935 | 2001 | Viermaliger NBA-All-Star, einmaliger All-American für die Temple Owls. Rodgers war ein sogenannter Territorial-Pick in der NBA Draft durch die Philadelphia Warriors; d. h., er konnte auf Grund seiner lokalen Anziehungskraft als gebürtiger Philadelphianer durch das Franchise bevorzugt gedraftet werden. | [ 189 ] |
| John Roosma             | 1961 | Vereinigte Staaten                              | 1900 | 1983 | Roosma hatte eine Siegesserie von 179 Spielen an der Passaic High School. Nach seinem Abschluss 1921 verpflichtete ihn General Douglas MacArthur für die Black Knights der United States Military Academy in West Point, die er 1926 als allererster College-Spieler mit mehr als 1000 erzielten Punkten abschloss. Der West Point MVP Award ist nach Colonel Roosma benannt. Auch in der College Basketball Hall of Fame. | [ 190 ] |
| Honey Russell           | 1964 | Vereinigte Staaten                              | 1902 | 1973 | John „Honey“ Russell wurde nach Abschluss seines Sophomore-Jahres Profi und spielte für viele Teams der American Basketball League. Er war Head Coach der Boston Celtics 1946 und ein Baseball-Scout. | [ 191 ] |
| Bill Russell*           | 1975 | Vereinigte Staaten                              | 1934 | 2022 | Seit 2006 und 2007 ist William Felton Russell auch Mitglied der College Basketball Hall of Fame und der FIBA Hall of Fame. Er gewann in seiner 13-jährigen NBA-Karriere elf Meisterschaften mit den Boston Celtics und ist in dieser Kategorie der erfolgreichste Spieler aller Zeiten. Außerdem liegt er mit 21.620 gesicherten Rebounds in der ewigen NBA-Rangliste auf Platz zwei hinter Wilt Chamberlain, er erhielt zwölf Einladungen zu All-Star Spielen, elf Berufungen ins All-NBA Team und gewann fünfmal den MVP-Award für die reguläre Saison, weshalb viele Experten ihn als einen der besten Spieler aller Zeiten und einen der 50 Greatest Players in NBA History einschätzen. Bill Russel ist seit 2009 Namenspatron des NBA Finals MVP Award. | [ 192 ] |
| Arvydas Sabonis         | 2011 | Litauen                                         | 1964 |      | Sabonis, Weltmeister 1982, gewann mit der Sowjetunion 1988 Gold in Seoul und mit Litauen 1992 und 1996 Bronze. Er spielte für Real Madrid und die Portland Trail Blazers. Žalgiris Kaunas versetzte seine Trikotnummer 11 in den Ruhestand. Seit 2010 ist er auch Mitglied der FIBA Hall of Fame. | [ 193 ] |
| Ralph Sampson           | 2012 | Vereinigte Staaten                              | 1960 |      | Dreimaliger All-American mit der University of Virginia und seit 2011 Mitglied der College Basketball Hall of Fame. Rookie of the Year 1984 und viermal All-Star. Seinen acht Jahren in der NBA folgte ein Jahr in der spanischen Liga und in einer Minor League. | [ 194 ] |
| Dolph Schayes           | 1973 | Vereinigte Staaten                              | 1928 | 2015 | Adolph Schayes wurde 1948 sowohl von den New York Knickerbockers der BAA als auch den Tri-Cities Blackhawks der NBL gedraftet. Er ging dann zu den Syracuse Nationals in die NBL, mit denen er 1955 – nun in der NBA – Meister wurde. Er war zwölfmal All-Star und im All-NBA Team, 1951 Rekord-Rebounder, dem das erste Triple-Double gelang, und 1966 für die Sixers Coach of the Year. Philadelphia versetzte seine Rückennummer 4 in den Ruhestand. Seit 1979 Mitglied der International Jewish Sports Hall of Fame. Gehört zu den 50 Greatest Players in NBA History. | [ 195 ] |
| Ernie Schmidt           | 1974 | Vereinigte Staaten                              | 1911 | 1986 | Ernest J. Schmidt, genannt „One Grand“ für eintausend erzielte Punkte, führte die Pittsburg State University in Kansas zu einer Siegesserie von 47 Spielen und vier Conference-Meisterschaften hintereinander. | [ 196 ] |
| Oscar Schmidt           | 2013 | Brasilien                                       | 1958 |      | Oscar Daniel Bezerra Schmidt spielte von 1974 bis 1993 Basketball. Er wurde 1984 von den New Jersey Nets gedraftet, verzichtete aber auf einen NBA-Einsatz, weil den Spielern zum damaligen Zeitpunkt Einsätze im Nationaltrikot verboten waren. Schmidt wurde in der brasilianischen, italienischen und spanischen Liga zusammen 16-mal Top Scorer und ist Kindheitsidol von Kobe Bryant. Er ist seit 2010 auch Mitglied der FIBA Hall of Fame. | [ 197 ] |
| John Schommer           | 1959 | Vereinigte Staaten                              | 1884 | 1960 | „Mr. Everything“ gewann zu Beginn des vorigen Jahrhunderts an der University of Chicago ganze zwölf Varsity Letters im Baseball, Football, Basketball und in der Leichtathletik. Er wurde viermal zum All-American gewählt und gewann drei College-Meisterschaften hintereinander. Seit ihrer Gründung 2006 ist Schommer Mitglied der College Basketball Hall of Fame. | [ 198 ] |
| Charlie Scott           | 2018 | Vereinigte Staaten                              | 1948 |      | Charles Thomas Scott war Olympiasieger 1968 und zweimaliger All-American an der University of North Carolina at Chapel Hill. In der American Basketball Association war er Rookie of the Year und zweimaliger All-Star mit den Virginia Squires. Charlie Scott war dreimaliger NBA All-Star und gewann 1976 mit den Boston Celtics die NBA-Meisterschaft. Seit 2015 auch Mitglied der College Basketball Hall of Fame. | [ 199 ] |
| Barney Sedran           | 1962 | Vereinigte Staaten                              | 1891 | 1969 | Professioneller Basketballspieler aus New York über einen ungewöhnlich langen Zeitraum in der ersten Hälfte des 20. Jahrhunderts mit ungezählten Stationen und eines der körperlich kleinsten Mitglieder der Hall of Fame. In den 1940er Jahren Coach der NY Gothams und der Wilmington Blue Bombers in der ABL. Sedran wurde mit ihrer Gründung 2006 auch in die College Basketball Hall of Fame aufgenommen. | [ 200 ] |
| Uļjana Semjonova        | 1993 | Lettland                                        | 1952 |      | Zehnfache Europameisterin zwischen 1968 und 1985, dreifache Weltmeisterin zwischen 1971 und 1983 und Olympiasiegerin 1976 und 1980 mit der Sowjetunion. Erste Nicht-Amerikanerin in der Hall of Fame und mit den jeweiligen Gründungsklassen seit 1999 auch Mitglied der Women’s Basketball Hall of Fame, sowie seit 2007 der FIBA Hall of Fame. Semjonova, Trägerin des Lenin-Ordens und des Ordens der Völkerfreundschaft, zählt mit einer Körpergröße von 2,15 m zu den größten Frauen der Welt. | [ 201 ] |
| Theresa Shank           | 2022 | Vereinigte Staaten                              | 1952 |      | Im selben Jahr wie Marianne Stanley als Coach wurde auch Theresa Grentz, geb. Shank in die Hall of Fame aufgenommen. Wie Stanley ist Shank als Mitglied der Mighty Macs bereits seit 2014 Mitglied der Naismith Memorial Basketball Hall of Fame. Sie trug zu allen drei Meisterschaften zwischen 1971/72 und 1973/74 bei. Der dreimalige All-American Shank gewann als Coach die Basketball-Weltmeisterschaft der Damen 1990 und eine olympische Bronzemedaille bei den Spielen der XXV. Olympiade. Sie war Präsidentin der Women’s Basketball Coaches Association (WBCA) und gewann 1982 eine AIAW-Meisterschaft mit der Rutgers University. Die Preisträgerin des Joe Lapchick Character Awards 2013 ist seit 2001 auch Mitglied der Women’s Basketball Hall of Fame. | [ 202 ] |
| Bill Sharman*           | 1976 | Vereinigte Staaten                              | 1926 | 2013 | College Basketball Hall of Famer. Sharman war einmaliger NCAA-All-American, achtmaliger NBA-All-Star, viermaliger NBA-Champion mit den Boston Celtics und wurde als Spieler und als Coach insgesamt zweimal in die Hall of Fame aufgenommen. Er war einer der 50 Greatest Players in NBA History. | [ 203 ] |
| Jack Sikma              | 2019 | Vereinigte Staaten                              | 1955 |      | Der siebenmalige NBA All-Star war einer der ersten Scharfschützen auf den großen Spielpositionen. Auf Collegeebene war er dreimaliger All-American der National Association of Intercollegiate Athletics. Mit den Seattle Supersonics, die auch seine Rückennummer 43 in den Ruhestand versetzten, wurde er 1979 NBA-Meister. | [ 204 ] |
| Katie Smith             | 2018 | Vereinigte Staaten                              | 1974 |      | Smith holte den NCCA-Titel mit den Ohio Buckneyes als Freshman. Nach einem kurzen Intermezzo in der ABL, spielte sie 14 Jahre in der WNBA, wo sie 2006 und 2008 den Meistertitel mit dem Detroit Shock errang. Smith wurde als siebenmaliger WNBA All-Star zum 15-jährigen Bestehen der WNBA 2011 unter die 15 besten WNBA-Spielerinnen aller Zeiten gewählt. Mit dem Team USA gewann sie 1998 und 2002 die Weltmeisterschaft und wurde von 2000 bis 2008 dreimalige Olympiasiegerin. Sie wurde 2018 gleichzeitig in die Women’s Basketball Hall of Fame aufgenommen und zum Head Coach der New York Liberty ernannt. | [ 205 ] |
| Dawn Staley             | 2013 | Vereinigte Staaten                              | 1970 |      | WNBA-Spielerin und dreimalige olympische Goldmedaillengewinnerin zwischen 1996 und 2004, dem Jahr, in dem sie Fahnenträgerin der US-amerikanischen Delegation war. Seit 2012 Mitglied der Women’s Basketball Hall of Fame und seit 2025 der FIBA Hall of Fame. | [ 206 ] |
| Christian Steinmetz     | 1961 | Vereinigte Staaten                              | 1882 | 1963 | Chris Steinmetz spielte zwischen 1903 und 1905 für die Badgers der University of Wisconsin und wurde in seinem Abschlussjahr zum All-American gewählt. Steinmetz revolutionierte das Spiel vielfach in technischer Hinsicht, indem er bspw. auf den beidhändigen Unterhandwurf verzichtete. Seit 2006 mit der Gründungsklasse Mitglied der College Basketball Hall of Fame. | [ 207 ] |
| John Stockton           | 2009 | Vereinigte Staaten                              | 1962 |      | John Stockton wurde während seiner Karriere zehnmal in ein All-Star Game gewählt, einmal als All-Star-Game-MVP, und elfmal ins All-NBA Team. Er gilt als einer der besten Passgeber der Geschichte mit 15.806 Assists und führte die Liga neunmal in Assists pro Spiel an sowie zweimal in Steals pro Spiel. Er beendete seine Karriere mit 19.711 erzielten Punkten und wurde 1996 unter die 50 Greatest Players in NBA History gewählt. Sowohl die Gonzaga Bulldogs als auch der Utah Jazz versetzten seine Rückennummer 12 in den Ruhestand. Seit 2017 auch in der College Hall of Fame und zweimaliger Olympiasieger 1992 und 1996. Mit dem Dream Team von 1992 wurde Stockton ein zweites Mal als Mitglied in die Naismith Hall of Fame aufgenommen. | [ 208 ] |
| Maurice Stokes          | 2004 | Vereinigte Staaten                              | 1933 | 1970 | Stokes spielte von 1956 bis 1958 für die Rochester Royals und wurde dreimal All-Star. 1956 war er außerdem Rookie of the Year. 1957 errang er die meisten Rebounds der Saison. Er erlitt 1958 einen Schlaganfall in der Folge einer Sportverletzung und war vollständig gelähmt. Stokes starb 36-jährig an einem Herzanfall. Die Sacramento Kings werden seine Rückennummer 12 nie wieder vergeben. Freund und Teamkamerad Jack Twyman wurde sein Rechtsvormund. Nach beiden Spielern ist der Teammate of the Year Award benannt. | [ 209 ] |
| Sheryl Swoopes          | 2016 | Vereinigte Staaten                              | 1971 |      | Erste Spielerin mit einem nach ihr benannten Basketballschuh. WNBA-Spielerin und dreimalige olympische Goldmedaillengewinnerin von 1996 bis 2004. Seit 2017 Mitglied der Women’s Basketball Hall of Fame. | [ 210 ] |
| Reece Tatum             | 2011 | Vereinigte Staaten                              | 1921 | 1967 | „Goose“ Tatum spielte in der Negro League Baseball, bevor er sich den Harlem Globetrotters aus Chicago anschloss. Wie bei den Indianapolis Clowns wurde er bei den Globetrotters zum ersten Clown Prince. Er führte deren Pepperball-Routine als Magic Circle und viele weitere Showelemente bei den Globetrotters ein. Er überwarf sich später mit Saperstein und gründete mit Marques Haynes seine eigene Showtruppe. | [ 211 ] |
| Isiah Thomas            | 2000 | Vereinigte Staaten                              | 1961 |      | Isiah L. Thomas III, einer der 50 Greatest Players in NBA History, gewann 1981 als All-American in seinem Senior Year die NCAA-Meisterschaft mit den Hoosiers der Indiana University. Er spielte bis 1994 bei den Detroit Pistons, wurde zweimal Meister und zwölfmal All-Star. 1985 gewährte er die meisten Assists der Saison und wurde 1987 mit dem J. Walter Kennedy Citizenship Award für sein humanitäres Engagement ausgezeichnet. Seine Trikotnummer 11 wurde von den Pistons in den Ruhestand versetzt. | [ 212 ] |
| David Thompson          | 1996 | Vereinigte Staaten                              | 1953 |      | David O’Neil Thompson war Michael Jordans Vorbild. Er gewann 1974 die NCAA-Meisterschaft und war dreimal All-American. Er war bei der Draft 1975 erste Wahl sowohl in der NBA als auch der American Basketball Association. Er ging zu den Denver Nuggets und erlebte im Folgejahr die Fusion beider Ligen. Er war College National Player of the Year 1975, Rookie of the Year 1976, einmal ABA-All-Star und viermal NBA-All-Star. Seine Trikotnummer 44 wurde von der North Carolina State University und seine Nummer 33 von den Nuggets in den Ruhestand versetzt. Am 9. April 1978 gegen Detroit schoss Thompson 73 Punkte, was lediglich Wilt Chamberlain viermal und Kobe Bryant einmal gelungen ist. | [ 213 ] |
| John „Cat“ Thompson     | 1962 | Vereinigte Staaten                              | 1906 | 1990 | John Ashworth Thompson war viermaliger All-American als College-Basketball-Spieler mit Montana State. | [ 214 ] |
| Tina Thompson           | 2018 | Vereinigte Staaten                              | 1975 |      | Die gebürtige Angelena Thompson besuchte zusammen mit Lisa Leslie die High School und später die University of Southern California. Thompson wurde als viermaliger WNBA-Meister und neunmaliger WNBA-All-Star zum 15-jährigen Bestehen der Women’s National Basketball Association unter die 15 besten WNBA-Spielerinnen aller Zeiten gewählt. Sie wurde außerdem siebenmal ins All-WNBA Team berufen. Thompson gewann mit Team USA 1998 die Weltmeisterschaft in Deutschland und wurde 2004 in Athen und 2008 in Peking Olympiasiegerin. Sie wurde 2018 gleichzeitig in die Women’s Basketball Hall of Fame aufgenommen. | [ 215 ] |
| Nate Thurmond           | 1985 | Vereinigte Staaten                              | 1941 | 2016 | All-American mit der Bowling Green State University. Seit 2006 Mitglied der College Basketball Hall of Fame. Er spielte von 1963 bis 1977 in der NBA. Die Golden State Warriors wie die Cleveland Cavaliers versetzten seine Trikotnummer 42 in den Ruhestand. Er war siebenmal All-Star. Thurmond gelang am 18. Oktober 1974 das erste Quadruple-Double in der Geschichte der NBA (was aber auch erst ab dieser Saison möglich war) und wurde 1996 unter die 50 Greatest Players in NBA History gewählt. | [ 216 ] |
| Michele Timms           | 2024 | Australien                                      | 1965 |      | Michele Margaret Timms, Mitglied des Order of Australia, war eine Pionierin des australischen und des Damen-Basketballs. In der Women’s National Basketball League (WNBL) gewann sie fünf Meisterschaften und wurde siebenmal All-Star. Sie war die erste Basketballspielerin Australiens, die im Ausland spielte, und zwar bei Lotus München, BTV Wuppertal und Firenze Basket. Die 264-malige Nationalspielerin gewann mit den Opals Silber bei den olympischen Spielen 2000 im eigenen Land. In der WNBA Draft 1997 wurde Timms in der Initial Player Allocation dem Phoenix Mercury zugelost. Mit diesem Franchise, das auch ihre Rückennummer 7 in den Ruhestand versetzte, wurde sie 1999 WNBA All-Star. Heute ist der Most Valuable Player-Preis der WNBL nach ihr benannt. Sie ist darüber hinaus Mitglied der Sport Australia Hall of Fame, der Women’s Basketball Hall of Fame und der FIBA Hall of Fame. | [ 217 ] |
| Jack Twyman             | 1983 | Vereinigte Staaten                              | 1934 | 2012 | John Kennedy Twyman war sechsmaliger NBA-All-Star mit den Rochester Royals. Er wurde Rechtsvormund seines gelähmten Teammates Maurice Stokes und gründete erst ein jährliches Basketball-, dann Golfturnier, um Mittel für Stokes und andere notleidende Profis der Anfangsjahre zu sammeln. Der Teammate of the Year Award der NBA ist nach beiden Spielern benannt. Sowohl die Sacramento Kings als auch die University of Cincinnati haben Twymans Rückennummer 27 in den Ruhestand versetzt. Seit ihrer Gründung 2006 Mitglied der College Basketball Hall of Fame. | [ 218 ] |
| Wes Unseld              | 1988 | Vereinigte Staaten                              | 1946 | 2020 | Zweimaliger All-American mit der University of Louisville. Seit ihrer Gründung 2006 Mitglied der College Basketball Hall of Fame. Als Rookie of the Year und MVP 1969 ging er zu den Baltimore Bullets. Er war fünfmal All-Star, wurde 1978 Meister und hatte 1975 den Saisonbestwert in der Kategorie Rebounds. Im selben Jahr wurde ihm der J. Walter Kennedy Citizenship Award für sein humanitäres Engagement verliehen. Westley Unseld trainierte die Washington Bullets von 1987 bis 1994. Die Wizards versetzten seine Trikotnummer 41 in den Ruhestand. Wes Unseld zählt zu den 50 Greatest Players in NBA History. | [ 219 ] |
| Fuzzy Vandivier         | 1975 | Vereinigte Staaten                              | 1903 | 1983 | Robert „Fuzzy“ Vandivier gewann Anfang der 1920er Jahre drei Indiana State-Championships mit seiner High School jeweils als All-State-Spieler, was seitdem nur drei weiteren Spielern, John Wooden, Oscar Robertson und George McGinnis, gelang. Am College verletzte er sich in seinem Senior Year, zog sich vom aktiven Spiel zurück und wurde High School Coach. Seit 2006 College Basketball Hall of Fame. | [ 220 ] |
| Ed Wachter              | 1961 | Vereinigte Staaten                              | 1883 | 1966 | Wachter war Profi an der Ostküste in der zweiten Dekade des 20. Jahrhunderts als Center. Er coachte später zahlreiche Colleges, u. a. die Harvard University. | [ 221 ] |
| Dwyane Wade             | 2023 | Vereinigte Staaten                              | 1982 |      | Dwyane Tyrone Wade Jr. spielte in 13 seiner 15 Spielzeiten für die Miami Heat. Die Rückennummer 3 des All-American wurde sowohl von ihr als auch den Marquette University Golden Eagles in den Ruhestand versetzt. Wade ist dreimaliger NBA-Meister und wurde 2006 zum Finals MVP. Der Rekordkorbschütze der Saison 2008/09 wurde achtmal in die NBA-Auswahl berufen und 13-mal zum All-Star. Der Olympiasieger von 2008 wurde auch dreimal ins NBA All-Defensive Team und ins NBA 75th Anniversary Team anlässlich des 75-jährigen Bestehens der NBA gewählt. Heute ist er Anteilseigner des Utah Jazz. | [ 222 ] |
| Chet Walker             | 2012 | Vereinigte Staaten                              | 1940 | 2024 | In seiner 13-jährigen NBA-Karriere erreichte Walker jedes Jahr die Playoffs und wurde 1967 mit den Philadelphia 76ers Meister. Er wurde zu sieben All-Star Games eingeladen. Der exzellente Freiwurfschütze erzielte in 1.032 Spielen insgesamt 18.831 Punkte. Zweimaliger National-Invitation-Tournament-Sieger und dreimaliger All-American an der Bradley University, die auch seine Trikotnummer 31 in den Ruhestand versetzt hat. | [ 223 ] |
| Ben Wallace             | 2021 | Vereinigte Staaten                              | 1974 |      | Ben Cameron Wallace wird als der beste ungedraftete NBA-Spieler aller Zeiten angesehen. Er ist neben Dikembe Mutombo der einzige Spieler, der viermal Defensive Player of the Year wurde. Er wurde sechsmal ins NBA All-Defensive Team, fünfmal in die NBA-Auswahl und viermal zum NBA All-Star gewählt. Ben Wallace war zweimal bester Rebounder der Liga und einmal bester Shotblocker. Mit den Detroit Pistons, die auch seine Rückennummer 3 in den Ruhestand versetzten, wurde er 2004 NBA-Meister. | [ 224 ] |
| Bill Walton             | 1993 | Vereinigte Staaten                              | 1952 | 2024 | William T. Walton III, einer der 50 Greatest Players in NBA History, war zwischen 1972 und 1974 dreimal All-American und zweimal NCAA-Meister mit den UCLA Bruins. Er wurde mit der Gründungsklasse in die College Basketball Hall of Fame aufgenommen. Er wurde 1977 und 1986 NBA-Meister, 1978 MVP, zweimal All-Star und gewann 1977 die meisten Rebounds und blockierte die meisten Schüsse. Seine Trikotnummer 32 wurde sowohl von den Portland Trail Blazers als auch von der UCLA in den Ruhestand versetzt. | [ 225 ] |
| Bobby Wanzer            | 1987 | Vereinigte Staaten                              | 1921 | 2016 | Bobby „Hooks“ Wanzer verpflichtete sich nach seinem zweiten Jahr am Seton Hall College, das seine Rückennummer 8 in den Ruhestand versetzte, als US-Marineinfanterist und wurde an den pazifischen Kriegsschauplatz versetzt. 1947 verpflichteten ihn die Rochester Royals zum damaligen Zeitpunkt in die National Basketball League. Er wurde 1951 mit ihnen NBA-Meister und fünfmal All-Star. Er war am Ende seiner Karriere sowohl Coach als auch Spieler und coachte die Royals nach ihrem Umzug nach Cincinnati. Wanzer ist auch Mitglied der United States Marine Corps Hall of Fame des Sports sowie der College Basketball Hall of Fame und coachte 24 Jahre lang das St. John Fischer College. | [ 226 ] |
| Ora Washington          | 2018 | Vereinigte Staaten                              | 1898 | 1971 | Ora „Mae“ Washington von den Germantown Hornets schloss sich von 1932 bis 1942 Otto Briggs’ Profi-Damenteam der afroamerikanischen Wochenzeitung Philadelphia Tribune, den sogenannten Newsgirls an. Das Team der Philadelphia Tribune Girls dominierte die Konkurrenz und spielte meist nach Herrenregeln. Die Newsgirls gewannen nahezu jedes Jahr die sogenannte Mythische Meisterschaft (also eine Finalserie der beiden durch Über-Kreuz-Vergleiche als besten angesehenen Teams) der afrikanisch-amerikanischen Damen. Washington gewann in den 1920er und 1930er Jahren außerdem acht Einzel- und zwölf Doppeltitel der afrikanisch-amerikanischen American Tennis Association. Seit 2009 auch Mitglied der Women’s Basketball Hall of Fame. | [ 227 ] |
| Teresa Weatherspoon     | 2019 | Vereinigte Staaten                              | 1965 |      | Weatherspoon gewann 1988 mit der Louisiana Tech University die NCAA Division I Basketball Championship, anschließend spielte sie als Weltmeisterin und Olympiasiegerin acht Jahre professionell in Italien und Russland. Von 1997 bis 2004 spielte sie für die New York Liberty und die Los Angeles Sparks in der WNBA, mit denen sie viermal in die WNBA-Auswahl und zum All-Star gewählt wurde. Heute arbeitet sie als College-Coach. Auch Mitglied der Women’s Basketball Hall of Fame seit 2010. | [ 228 ] |
| Chris Webber            | 2021 | Vereinigte Staaten                              | 1973 |      | Der ehemalige All-American, der als Mitglied der Fab Five, einer Gruppe von Freshmen und Sophomores der Michigan Wolverines, sein Team zweimal ins Finale der NCAA Division I Basketball Championship geführt hatte, gewann zuvor an der High School vier Michigan-Staatsmeisterschaften. Der High-School-Spieler des Jahres 1991 wurde 1993 als NBA Draft-Pick Nummer 1 Rookie of the Year. Mayce Edward Christopher Webber III wurde je fünfmal in das All-NBA Team und zum NBA All-Star gewählt. Mit den Sacramento Kings, die seine Rückennummer 4 in den Ruhestand versetzten, wurde er 1999 bester Rebounder der Liga. Webber arbeitet heute als Professor und Basketball-Analyst. | [ 229 ] |
| Jerry West**            | 1980 | Vereinigte Staaten                              | 1938 | 2024 | West, ein Mitglied des NBA 75th Anniversary Teams, war zweimal All-American mit den Mountaineers und wurde bei der NBA-Draft 1960 an zweiter Stelle von den Minneapolis Lakers gewählt. Er wurde 1972 Meister, 1969 Finals-MVP, 14-mal All-Star, zehnmal ins All-NBA First Team gewählt, erzielte 1970 die meisten Punkte der Liga und 1972 die meisten Assists. Die Lakers, deren Vorstandsmitglied er lange war, versetzten seine Trikotnummer 44 in den Ruhestand. Mit dem Olympiateam von 1960 wurde West ein zweites Mal Mitglied der Hall of Fame. | [ 230 ] |
| Paul Westphal           | 2019 | Vereinigte Staaten                              | 1950 | 2021 | Paul Douglas Westphal war zweimaliger All-American der USC Trojans, die seine Rückennummer 25 in den Ruhestand versetzten ebenso wie die Phoenix Suns die 44. Er wurde 1974 Meister mit den Boston Celtics und wurde dreimal ins All-NBA First Team und einmal ins All-NBA Second Team gewählt. Er war fünfmaliger All-Star und arbeitete später in NBA und auf Collegeebene als Coach. Er war zweimaliger NBA All-Star-Coach. | [ 231 ] |
| Lindsay Whalen          | 2022 | Vereinigte Staaten                              | 1982 |      | Lindsay Marie Whalen führte die University of Minnesota dreimal zum NCAA-Division-I-Basketball Championship-Turnier und etablierte damit das Programm erst, das sie seit 2018 als Head Coach betreut. Die Weltmeisterin von 2010 und 2014 gewann Gold bei den Olympischen Spielen 2012 in London und bei den Olympischen Spielen 2016 in Rio de Janeiro. Whalen spielte 14 Jahre für die Connecticut Sun und Minnesota Lynx und wurde mit letzteren, die auch ihre Rückennummer 13 in den Ruhestand versetzten, viermal WNBA-Meister. Sie war sowohl fünfmal All-Star als auch Mitglied der WNBA-Auswahl. 2021 wurde Whalen anlässlich des 25-jährigen Jubiläums der WNBA ins WNBA 25th Anniversary Team gewählt. | [ 232 ] |
| Jo Jo White             | 2015 | Vereinigte Staaten                              | 1946 | 2018 | Joseph Henry „Jo Jo“ White wurde an der University of Kansas zweimal All-American und gewann mit dem Team USA 1968 Gold in Mexiko-Stadt. NBA-Spieler zwischen 1969 und 1981 und dabei siebenmal All-Star und zweimal Meister mit den Boston Celtics, die seine Trikotnummer 10 wie Kansas die 15 in den Ruhestand versetzten. White ist auch Mitglied der United States Marine Corps Sports Hall of Fame. | [ 233 ] |
| Nera White              | 1992 | Vereinigte Staaten                              | 1935 | 2016 | Weltmeisterin von 1957 und 15-mal hintereinander Amateur Athletic Union-All-American von 1955 bis 1969. Sie gewann zehn Meisterschaften in dieser Zeit. White wurde 1999 mit der Gründungsklasse in die Women’s Basketball Hall of Fame aufgenommen. | [ 234 ] |
| Lenny Wilkens*          | 1989 | Vereinigte Staaten                              | 1937 |      | Zweimaliger NCAA-All-American und neunmaliger NBA-All-Star. Seine Rückennummer 19 wird weder von den Seattle SuperSonics noch dem Oklahoma City Thunder je wieder vergeben werden. Wilkens war drei Jahre mit Seattle und ein Jahr mit den Portland Trail Blazers Spieler und Coach in Personalunion. Er wurde 1996 zu einem der 50 Greatest Players in NBA History. Er ist auch als Coach Mitglied der Hall of Fame. | [ 235 ] |
| Jamaal Wilkes           | 2012 | Vereinigte Staaten                              | 1953 |      | Jamaal Abdul-Lateef, geboren als Jackson Keith Wilkes, wurde zweimal NCAA-Meister und zweimal All-American mit den UCLA Bruins. Er gewann in elf Jahren vier Meisterschaften mit den Golden State Warriors und den Los Angeles Lakers und beendete seine Karriere bei den Los Angeles Clippers. Er war 1975 Rookie of the Year und insgesamt dreimal All-Star. Seine Trikotnummer 52 wurde sowohl von der UCLA als auch den Lakers in den Ruhestand versetzt. Wilkes wurde 2016 in die College Basketball Hall of Fame aufgenommen. | [ 236 ] |
| Dominique Wilkins       | 2006 | Vereinigte Staaten                              | 1960 |      | All-American an der University of Georgia, spielte Wilkins von 1982 bis 1999 in der NBA, unterbrochen von zwei Spielzeiten in Europa. Er war neunmal All-Star, wurde 1994 Weltmeister mit dem Team USA und 1996 mit Panathinaikos Athen EuroLeague-Sieger. Er führte 1986 die Saisonbestliste der Scorer an und erzielte mit einem Schnitt von 24,8 Punkten pro Spiel 26.668 Punkte in seiner NBA-Karriere. College Hall of Famer 2006. Seine Trikotnummer 21 wurde von den Atlanta Hawks in den Ruhestand versetzt. Seit 2021 ist er Mitglied des NBA 75th Anniversary Teams. | [ 237 ] |
| Lynette Woodard         | 2004 | Vereinigte Staaten                              | 1959 |      | Lynette Woodard gewann olympisches Gold mit der US-Auswahl der Damen bei den Olympischen Spielen 1984. Als erste Spielerin in einem Profiteam der Männer unterschrieb Woodard 1985 einen Vertrag bei den Harlem Globetrotters. Sie ist seit 2005 Mitglied der Women’s Basketball Hall of Fame. | [ 238 ] |
| John Wooden*            | 1960 | Vereinigte Staaten                              | 1910 | 2010 | Wooden gewann 1932 die College-Meisterschaft mit Purdue und spielte in der National Basketball League für die Indianapolis Kautskys. Seit 2006 in der College Basketball Hall of Fame. Wooden war der erste, der je zweimal in die Hall of Fame aufgenommen wurde, sowohl als Spieler wie auch als Coach. | [ 239 ] |
| James Worthy            | 2003 | Vereinigte Staaten                              | 1961 |      | Mit den Los Angeles Lakers holte Worthy, einer der 50 Greatest Players in NBA History, 1985, 1987 und 1988 die Meisterschaft in der NBA, 1988 als Finals MVP. Insgesamt erreichte er mit den Lakers siebenmal das Finale. Von 1986 bis 1992 wurde er sieben Jahre in Folge zum All-Star Game eingeladen. Seine Trikotnummer 42 wurde von den Lakers und die 52 von der University of North Carolina in den Ruhestand versetzt. NCAA-Meister und All-American 1982. Seit 2006 Mitglied der College Basketball Hall of Fame. | [ 240 ] |
| Yao Ming                | 2016 | China Volksrepublik                             | 1980 |      | Yao Ming, der seine Karriere 1997 bei den Shanghai Sharks begann, wurde bei der NBA-Draft 2002 an erster Stelle von den Houston Rockets gewählt und war damit der erste internationale Spieler, dem dies gelang, ohne vorher College-Spieler gewesen zu sein. Yao war einmal chinesischer Meister und MVP. Mit der chinesischen Nationalmannschaft gewann er drei Asienmeisterschaften. Auf Grund von immer wiederkehrenden Verletzungen war Yaos Karriere in der NBA nur sehr kurz, auch wenn er achtmal All-Star wurde und die Rockets seine Trikotnummer 11 in den Ruhestand versetzten. Er war mit 2,29 m der viertgrößte NBA-Spieler aller Zeiten (Stand: 2017). Yao ist inzwischen Besitzer der Shanghai Sharks und Ko-Autor seiner Biographie Yao: A Life in Two Worlds. Seit 2023 auch Mitglied der FIBA Hall of Fame. | [ 241 ] |
| George Yardley          | 1996 | Vereinigte Staaten                              | 1928 | 2004 | Zweifacher Stanford-All-American. Seit ihrer Gründung 2006 Mitglied der College Basketball Hall of Fame. In der U.S. Navy gewann er 1951 die AAU-Meisterschaft. 1950 gedraftet, ging er 1953 zu den Fort Wayne Pistons und später zu den Syracuse Nationals. Er war sechsmal hintereinander NBA-All-Star. | [ 242 ] |

* auch als Coach aufgenommen

** auch als Förderer aufgenommen

## Coaches
| Name     | Name des Coaches. Die Sortierung erfolgt anhand des Familiennamens.           |
| Jahr     | Jahr der Aufnahme in die Naismith Memorial Basketball Hall of Fame.           |
| Nat.     | Die Nationalität des Coaches.                                                 |
| *        | Das Geburtsjahr des Coaches.                                                  |
| †        | Das Todesjahr bereits verstorbener Coaches.                                   |
| Karriere | Zusammenfassung der Leistungen, die zur Aufnahme in die Hall of Fame führten. |

000Weibliche Coaches sind farblich hervorgehoben.
| Name                 | Jahr | Nat.                                      | *    | †    | Karriere | Quelle  |
| -------------------- | ---- | ----------------------------------------- | ---- | ---- | --- | ------- |
| Rick Adelman         | 2021 | Vereinigte Staaten                        | 1946 |      | Richard Leonard Adelman spielte zwischen 1968 und 1975 sieben Jahre in der NBA. Zwischen 1989 und 2014 war er 23 Jahre lang Head Coach in der NBA. Er errang über 1000 Siege bei einer Siegquote von 58,2 %. Dreimal war er Chefcoach des NBA All-Star Games und erreichte mit den Portland Trail Blazers zweimal die NBA-Finals. | [ 243 ] |
| Lidia Alexeeva       | 2012 | Russland                                  | 1924 | 2014 | Von 1962 bis 1984 Nationaltrainerin der Sowjetunion. In dieser Zeit gewann Alekseyeva, Trägerin des Lenin-Ordens, jede Europameisterschaft (12, neben vieren als Spielerin in den 1950er Jahren), fünf Weltmeisterschaften (nur fünf, weil die UdSSR das Turnier von 1979 in Südkorea boykottierte), sowie zwei olympische Goldmedaillen 1976 und 1980. Alexeeva wurde jeweils mit der Gründungsklasse 1999 in die Women’s Basketball Hall of Fame und 2007 in die FIBA Hall of Fame aufgenommen. | [ 244 ] |
| Phog Allen           | 1959 | Vereinigte Staaten                        | 1885 | 1974 | Forrest „Phog“ Allen gilt als der erste Erfolgstrainer im College-Basketball und ist seit 2006 Mitglied der College Basketball Hall of Fame. Er gewann 1952 sowohl eine NCAA-Meisterschaft, als auch eine Goldmedaille mit dem Team USA bei den Olympischen Spielen. | [ 245 ] |
| Harold Anderson      | 1985 | Vereinigte Staaten                        | 1902 | 1967 | Anderson führte als Trainer das College-Team der Bowling Green University zu sechs National Invitation Tournament- und drei NCAA-Turnierteilnahmen. Als erster Trainer qualifizierte er sich mit zwei verschiedenen Mannschaften für das NIT. Seit 2006 auch Mitglied der College Basketball Hall of Fame. | [ 246 ] |
| Red Auerbach         | 1969 | Vereinigte Staaten                        | 1917 | 2006 | Als Trainer und späterer General Manager sowie Team-Präsident der Boston Celtics war Arnold „Red“ Auerbach am Gewinn von 16 NBA-Titeln beteiligt. Zwischen 1959 und 1966 gewann die Mannschaft unter Auerbach als Trainer acht Meisterschaften in Folge. Er wurde 1979 in die International Jewish Sports Hall of Fame aufgenommen. Auerbach wurde 1996 unter die 10 Greatest Coaches in NBA History gewählt. | [ 247 ] |
| Geno Auriemma        | 2006 | Italien Vereinigte Staaten                | 1954 |      | Luigi Auriemma, geboren in Italien, ist seit 1985 Coach der Damenmannschaft der University of Connecticut und führte das Team zu zwölf NCAA-Division I-Meisterschaften sowie 21 und 7 Big-East-Conference- und American Athletic Conference–Meisterschaften der regulären Saison und 20 der Play-offs. Bei insgesamt 1250 Siegen blieb er mit den Huskies in sechs Spielzeiten vollständig ohne Niederlage (Stand: 2025). Mit der Damen-Basketballnationalmannschaft der Vereinigten Staaten wurde er 2010 und 2014 Weltmeister. Dreimal führte er Team USA zu olympischem Gold in Sydney, London und Rio. Er wurde achtmal zum Naismith College Coach of the Year gewählt und wurde im selben Jahr Mitglied der Naismith Hall of Fame und der Women’s Basketball Hall of Fame. Seit 2022 auch Mitglied der FIBA Hall of Fame. | [ 248 ] |
| Leon Barmore         | 2003 | Vereinigte Staaten                        | 1944 |      | Barmore trainierte von 1982 bis 2002 das Damenteam der Louisiana Tech University. 1988 gewann sein Team die NCAA Division I Basketball-Hochschulmeisterschaft und er wurde zum Naismith College Coach of the Year gewählt. Barmore hat als Trainer mit 86,9 % gewonnenen Spielen die beste Quote im College-Basketball der Frauen. Er wurde im selben Jahr auch in die Women’s Basketball Hall of Fame aufgenommen. | [ 249 ] |
| Sam Barry            | 1979 | Vereinigte Staaten                        | 1892 | 1950 | Justin McCarthy „Sam“ Barry arbeitete von 1918 bis zu seinem Tod 1950 mit einer Unterbrechung als Lieutenant Commander bei der Marine während des Zweiten Weltkrieges als College-Coach für American Football, Baseball und Basketball, teilweise gleichzeitig. Er war am Knox College in Illinois, der University of Iowa und der University of Southern California in Los Angeles. Auch in der College Basketball Hall of Fame. | [ 250 ] |
| Gene Bess            | 2023 | Vereinigte Staaten                        | 1935 |      | Bess war beinahe 50 Jahre lang Head Coach des Three Rivers Colleges der National Junior College Athletic Association. Zweimal errang er den NJCAA-Titel. Mit 1300 Siegen bei einer Siegesquote von 75,7 %, ist er der College-Basketball-Coach mit den meisten Siegen. | [ 251 ] |
| Gary Blair           | 2023 | Vereinigte Staaten                        | 1945 |      | Gary Claude Blair, eigentlich Baseballspieler, begann seine Karriere als Sportlehrer an einer vorwiegend afroamerikanischen High School in Dallas als Golf-Coach und als Basketball-Coach der Damen, in deren Funktion er auch Dennis Rodmans Schwestern Debra und Kim betreute. Von 1985 bis 2022 wirkte er als Head Coach dreier Damen-NCAA Division I-Programme. Mit den Aggies der Texas A&M University errang Blair 2011 die NCAA Division I Basketball Championship. 2013 wurde er in die Women’s Basketball Hall of Fame aufgenommen. | [ 252 ] |
| Ernest Blood         | 1960 | Vereinigte Staaten                        | 1872 | 1955 | Ernest A. Blood führte die Passaic High School in New Jersey über den Zeitraum einer vollen Dekade zu einer Siegesbilanz von 200–1. Er coachte kurzzeitig die West Point Black Knights und die Potsdam Normal School. Er setzte auf Fast Breaks und Full-Court-Pressing. Während seiner über 50-jährigen Coaching-Karriere im High-School-, Grundschul-, YMCA- und College-Basketball kam Blood auf über 1200 Siege. Mit der Gründung 2006 in die College Basketball Hall of Fame aufgenommen. | [ 253 ] |
| Jim Boeheim          | 2005 | Vereinigte Staaten                        | 1944 |      | James Arthur „Jim“ Boeheim spielte in den 1960er Jahren an der Syracuse University, die er seit 1976 als Head Coach betreut. Er wurde 2003 NCAA-Division-1-Meister und hatte 2017 eine Siegesbilanz von 903–354 (.718). Mitglied der College Basketball Hall of Fame seit 2006. Als Assistenzcoach des Team USA wurde er zwischen 2008 und 2016 dreimal Olympiasieger. | [ 254 ] |
| Larry Brown          | 2002 | Vereinigte Staaten                        | 1940 |      | Lawrence Harvey „Larry“ Brown gewann als Spieler die American-Basketball-Association-Meisterschaft und war dreimal All-Star. Als Coach wurde er 1988 mit der University of Kansas NCAA-Meister und 2004 mit den Detroit Pistons NBA-Meister. Er war 1977 und 2001 NBA All-Star Game-Head Coach. Er gewann 1960 als Spieler und 2000 als Assistenz Coach olympisches Gold, sowie als Head Coach 2004 Bronze. Seit 1990 Mitglied der International Jewish Sports Hall of Fame und seit 2006 der College Basketball Hall of Fame. | [ 255 ] |
| Jim Calhoun          | 2005 | Vereinigte Staaten                        | 1942 |      | James A. „Jim“ Calhoun coachte zwischen 1972 und 2012 die Northeastern University und die University of Connecticut, mit der er 1988 das National Invitation Tournament und 1999, 2004 und 2011 drei NCAA-Titel gewann. Zwischen 2018 und 2021 coachte er die University of Saint Joseph und erklärte seinen Rücktritt vom Basketball. Er erzielte insgesamt eine Bilanz von 917–397 Siegen (69,8 %). Mitglied der College Basketball Hall of Fame seit 2006 und erneut 2022. | [ 256 ] |
| John Calipari        | 2015 | Vereinigte Staaten                        | 1959 |      | Head Coach der University of Connecticut ab 1988, der New Jersey Nets ab 1996, der University of Memphis ab 2000, mit der er 2002 das National Invitation Tournament gewann, 2010/11 der Nationalmannschaft der Dominikanischen Republik und ab 2009 der University of Kentucky, mit der er 2012 die NCAA-Division 1-Meisterschaft errang. Seit 2017 trainiert Calipari auch die Team USA-U19 und hatte im selben Jahr eine Siegesbilanz am College von 648–190. | [ 257 ] |
| Howard Cann          | 1968 | Vereinigte Staaten                        | 1895 | 1992 | Howard Goodsell Cann war olympischer Kugelstoßer in Antwerpen 1920, sowie American-Football-Spieler und Basketballspieler an der New York University, mit der er 1920 einen Amateur-Athletic-Union-Titel gewann. Im Ersten Weltkrieg diente er mit seinem Bruder Tedford (200 m Freistil) in der US Navy. Er coachte NYU von 1923 bis 1958 und erzielte eine Bilanz von 409–232 Siegen. | [ 258 ] |
| Doc Carlson          | 1959 | Vereinigte Staaten                        | 1894 | 1964 | Henry Clifford „Doc“ Carlson gewann an der University of Pittsburgh insgesamt neun Varsity Letters in American Football, Baseball und Basketball. Von 1922 bis 1953 wurde er Basketball-Coach an seiner Alma Mater. Viele seiner Teams als Spieler und als Coach wurden hinterher als legitime Meister angesehen. Er war der Autor des Buches You and Basketball. | [ 259 ] |
| Lou Carnesecca       | 1992 | Vereinigte Staaten                        | 1925 | 2024 | Luigi P. „Lou“ Carnesecca war zwischen 1965 und 1992 Head Coach der St. John’s University mit einer Unterbrechung von 1970 bis 1973 in der American Basketball Association bei den New York Nets. Carnesecca erzielte eine Bilanz von 526–200 Siegen an der St. John’s. Er wurde 2006 auch in die College Basketball Hall of Fame aufgenommen. Die Uni benannte ihre Alumni Halle nach Carnesecca. | [ 260 ] |
| Ben Carnevale        | 1970 | Vereinigte Staaten                        | 1915 | 2008 | Bernard L. „Ben“ Carnevale spielte von 1933 bis 1937 an der New York University. Er coachte die University of North Carolina von 1944 bis 1946 und die United States Naval Academy von 1946 bis 1966 und erzielte einen Schnitt von 257-160 Siegen trotz einer Größenbeschränkung von damals 1,96 m bei der Marine. Auch mit ihrer Gründung Mitglied der College Basketball Hall of Fame seit 2006. | [ 261 ] |
| Pete Carril          | 1997 | Vereinigte Staaten                        | 1930 | 2022 | Carril war 47 Jahre Coach, von 1967 bis 1996 war er in Princeton mit einer Bilanz von 514–261 Siegen (66,3 %) und gewann 1975 das National Invitation Tournament und 13 Ivy-League-Meisterschaften ohne jegliche Sportstipendien seiner Spieler. Mit der Gründungsklasse von 2006 auch Mitglied der College Basketball Hall of Fame. Von 1996 bis 2011 war er zwölf Jahre lang Assistenz-Coach der Sacramento Kings. | [ 262 ] |
| Everett Case         | 1982 | Vereinigte Staaten                        | 1900 | 1966 | Everett N. Case schlug bereits mit 18 Jahren eine Karriere als Coach ein und gewann vier Indiana-State Championships mit der Frankfort High School. Im Zweiten Weltkrieg war er Sportdirektor an der St. Mary’s Pre-Flight und an der DePauw Naval Pre-Flight als Lieutenant Commander. Ab 1946 war er 18 Jahre lang Direktor des NCAA-Basketball-Programms an der North Carolina State University und gewann mehrere Conference-Titel. Mit der Gründungsklasse von 2006 auch Mitglied der College Basketball Hall of Fame. | [ 263 ] |
| Van Chancellor       | 2007 | Vereinigte Staaten                        | 1943 |      | Coachte die Damen der University of Mississippi und der Louisiana State University. Er wurde mit den Damen des Team USA 2002 Weltmeister und 2004 Olympiasieger in Athen. Viermaliger WNBA-Meister in Folge mit den Houston Comets. Chancellor ist seit 2001 Mitglied der Women’s Basketball Hall of Fame und arbeitet heute als Kommentator auf ESPN 3. | [ 264 ] |
| John Chaney          | 2001 | Vereinigte Staaten                        | 1932 | 2021 | Chaney, nicht zu verwechseln mit dem 1920 geborenen Spieler, spielte zehn Jahre in der Eastern Professional Basketball League, während der er an High School und Junior High School coachte. Von 1972 bis 1982 trainierte er das Cheyney State College und gewann 1978 den NCAA-Division 2-Titel. Er wechselte dann bis 2006 in die NCAA-Division 1 zur Temple University, die er fünfmal ins Elite-Eight-Turnier führte. Mit der Gründungsklasse von 2006 auch Mitglied der College Basketball Hall of Fame. | [ 265 ] |
| Jody Conradt         | 1998 | Vereinigte Staaten                        | 1941 |      | Addie Jo Conradt war an der University of Texas 31 Jahre lang Coach (von insgesamt 38), kurzzeitig auch für Volleyball, und erreichte mehr als 900 Siege. Sie hatte 1986 eine perfekte Saison und gewann die NCAA Division I Basketball Championship. 99 % ihrer Spielerinnen haben die Universität erfolgreich abgeschlossen. Conradt ist seit 1999 Mitglied der Women’s Basketball Hall of Fame. | [ 266 ] |
| Denny Crum           | 1994 | Vereinigte Staaten                        | 1937 | 2023 | Denzel Edwin „Denny“ Crum spielte in den 1950er Jahren am Los Angeles Pierce College und bei den UCLA Bruins, die er später auch trainieren sollte. Zwischen 1971 und 2001 trainierte Crum die University of Louisville, mit der er 1980 und 1986 NCAA-Division 1-Meister wurde. Er hatte eine Siegesbilanz von 675–295 und wurde mit der Gründungsklasse von 2006 auch in die College Basketball Hall of Fame aufgenommen. | [ 267 ] |
| Chuck Daly           | 1994 | Vereinigte Staaten                        | 1930 | 2009 | Charles Jerome „Chuck“ Daly ist auch Mitglied der College Basketball Hall of Fame und der FIBA Hall of Fame. Er war Coach des NBA All-Star Games 1990 und gewann mit den Detroit Pistons 1989 und 1990 den NBA-Titel. Die Pistons versetzten ihm zu Ehren die Trikotnummer 2 in den Ruhestand, die seine beiden Titel symbolisieren soll. Er wurde unter die 10 Greatest Coaches in NBA History gewählt. Mit dem Dream Team gewann er 1992 als Head Coach Gold und wurde mit diesem posthum ein weiteres Mal in die Hall of Fame aufgenommen. | [ 268 ] |
| Everett Dean         | 1966 | Vereinigte Staaten                        | 1898 | 1993 | Everett S. Dean spielte an der Indiana University Basketball und begann seine Coaching-Karriere am Carleton College. Zwischen 1924 und 1938 trainierte er die Hoosiers an seiner Alma Mater, und ab 1938 die Stanford University, mit der er auch den NCAA-Titel gewann. Zeitweilig coachte er auch das Baseball-Team. Autor der Bücher Indiana Basketball und Progressive Basketball und Mitglied der College Basketball Hall of Fame. | [ 269 ] |
| Antonio Díaz-Miguel  | 1997 | Spanien                                   | 1933 | 2000 | Spanischer Nationaltrainer für 27 Jahre. Er gewann die olympische Silbermedaille 1984 und wurde zweimal Vizeeuropameister 1973 und 1983. Seit 2007 auch Mitglied der FIBA Hall of Fame. | [ 270 ] |
| Ed Diddle            | 1972 | Vereinigte Staaten                        | 1895 | 1970 | Edgar Allen Diddle hatte als Spieler 1919 eine perfekte Saison im American Football und im Basketball am Centre College. Er coachte die Western Kentucky University von 1922 bis 1964. Er war hauptsächlich Basketball-Coach der Herren, trainierte aber auch die Damen, die Baseball-Mannschaft und sechs Jahre lang das Football-Team. Die 1963 erbaute Basketballhalle trägt seinen Namen: E.A.-Diddle-Arena. Mit der Gründungsklasse von 2006 auch Mitglied der College Basketball Hall of Fame. | [ 271 ] |
| Billy Donovan        | 2025 | Vereinigte Staaten                        | 1965 |      | William John Donovan Jr. absolvierte unter seinem Providence College-Coach Rick Pitino 1987/88 auch 44 Spiele bei den New York Knicks. Er folgte Pitino 1989 für fünf Jahre als Assistenz-Coach an die University of Kentucky. Nach zwei Jahren als Head Coach der Marshall University ging er 1996 an die University of Florida. Donovan hatte in seinem Senior-Jahr als Friar im Final Four bereits an der NCAA Division I Basketball Championship geschnuppert und konnte sie mit den Gators 2006 und 2007 als Coach endlich gewinnen. Zwischen 2012 und 2014 war er außerdem U18- und U19-Nationalcoach. 2015 ging er in die NBA zum Oklahoma City Thunder und ab 2020 zu den Chicago Bulls. | [ 272 ] |
| Bruce Drake          | 1973 | Vereinigte Staaten                        | 1905 | 1983 | Drake spielte und coachte von 1938 bis 1953 an der University of Oklahoma, wobei er mehrere Big 12 Conference-Titel gewann und drei All-Americans und fünf Olympiateilnehmer ausbildete. Mit der Gründungsklasse von 2006 auch Mitglied der College Basketball Hall of Fame. Er war Assistenz-Coach des Olympiateams von 1956 und trainierte im selben Jahr die Air-Force-Mannschaft, wobei er die Shuffle Offense entwickelte. Zuletzt coachte er die Wichita Vickers in der National Industrial Basketball League. | [ 273 ] |
| Lefty Driesell       | 2018 | Vereinigte Staaten                        | 1931 | 2024 | Charles „Lefty“ Driesell spielte selbst an der Duke und hatte als Head Coach an vier Hochschulen der NCAA, am Davidson College, an der University of Maryland, College Park, James Madison University und Georgia State University, eine Siegesquote von 786–394. Er gewann 1972 das National Invitation Tournament und wurde in vier verschiedenen NCAA-Division-I-Conferences zum Coach des Jahres gewählt. In Maryland war er stellvertretender Direktor der Athletikabteilung. Seit 2007 auch Mitglied der College Basketball Hall of Fame. | [ 274 ] |
| Pedro Ferrándiz      | 2007 | Spanien                                   | 1928 | 2022 | Pedro Ferrándiz González gewann mit Real Madrid in den 1950er und 1960er Jahren zwölfmal die spanische Meisterschaft und viermal die EuroLeague. Er ist Träger des Olympischen Ordens und seit 2009 Mitglied der FIBA Hall of Fame. | [ 275 ] |
| Bill Fitch           | 2019 | Vereinigte Staaten                        | 1932 | 2022 | William Charles Fitch, ein ehemaliger Drill Instructor der United States Marines, startete seine Karriere als Coach 1956 zunächst auf der Collegeebene. 1970 wurde er von den Cleveland Cavaliers verpflichtet. Er war zweimal NBA Coach of the Year und einmal Coach des NBA All-Star Games. Mit den Boston Celtics wurde er 1981 NBA-Meister. Bill Fitch wurde 1996 unter die 10 Greatest Coaches in NBA History gewählt. | [ 276 ] |
| Clarence E. Gaines   | 1982 | Vereinigte Staaten                        | 1923 | 2005 | Zweitbester Schulabgänger 1941 und mit einem Football-Stipendium der Morgan State University zweimaliger Football-All-American. Er schloss in Chemie ab und ging an das Historisch schwarze Winston-Salem Teacher’s College (heute: Winston-Salem State University), wo er 1946 Head Coach wurde und bis 1993 blieb. Seine Siegquote betrug 828–447 und er gewann 1967 die NCAA-Division-2-Meisterschaft. Mit der Gründungsklasse von 2006 auch Mitglied der College Basketball Hall of Fame. Sein Sohn ist Chef-Scout der Knickerbockers. | [ 277 ] |
| Sandro Gamba         | 2006 | Italien                                   | 1932 |      | Alessandro Gamba war zehnmal italienischer Meister als Spieler und ab 1965 als Coach fünfmal wie auch vierfacher Europapokalsieger. Er gewann die olympische Silbermedaille 1980 in Moskau und 1983 die Europameisterschaft. Als Coach des internationalen Teams stellte sich Gamba beim Nike Hoops Summit vor. | [ 278 ] |
| Jack Gardner         | 1984 | Vereinigte Staaten                        | 1910 | 2000 | James H. „Jack“ Gardner trainierte von 1940 bis 1953 die Kansas State Wildcats der Kansas State University und danach bis 1971 die Runnin' Redskins der University of Utah. Er war der erste Trainer im NCAA-Basketball, dem mit zwei verschiedenen Mannschaften je zweimal der Einzug in die Final-Four-Runde der NCAA-Division 1-Meisterschaft gelang. Mit der Gründungsklasse von 2006 auch Mitglied der College Basketball Hall of Fame. | [ 279 ] |
| Lindsay Gaze         | 2015 | Australien                                | 1936 |      | Lindsay Gaze coachte die Melbourne Tigers 22 Jahre in der National Basketball League mit einer Quote von 52,6 % und gewann zwei Meisterschaften. Er wurde dreimal zum Coach of the Year gewählt, die entsprechende Trophäe ist nach ihm benannt. 1992 war er Victorias Father of the Year und 2010 in der Aufnahmeklasse der FIBA Hall of Fame wie 2013 sein Sohn Andrew Gaze als Spieler. | [ 280 ] |
| Amory Gill           | 1968 | Vereinigte Staaten                        | 1901 | 1966 | Amory Tingle „Slats“ Gill spielte am Oregon Agricultural College, das später zur Oregon State University wurde. Er war 36 Jahre Coach der Uni und zwei Jahre Sportdirektor. Er kam auf eine Bilanz von 599–393. Mit der Gründungsklasse von 2006 auch Mitglied der College Basketball Hall of Fame. | [ 281 ] |
| Alexander Gomelski   | 1995 | Russland                                  | 1928 | 2005 | Alexander Yakovlevich Gomelsky war beinahe 30 Jahre lang Nationalcoach der Sowjetunion. Er wurde 1981 und 2007 jeweils mit der Gründungsklasse in die International Jewish Sports Hall of Fame und die FIBA Hall of Fame aufgenommen. Er wurde achtmal Europameister, zweimal Weltmeister in 1967 und 1982 und errang 1988 die Goldmedaille von Söul. | [ 282 ] |
| Sue Gunter           | 2005 | Vereinigte Staaten                        | 1939 | 2005 | Als Spielerin bewegte sich Gunter im Kreis um Nera White und wurde Amateur Athletic Union–All-American 1960. Sie hatte ab 1962 zwei perfekte Spielzeiten mit der Middle Tennessee State University. Sie war dann bis 1980 an der texanischen Stephen F. Austin State University und gewann mit der Louisiana State University 1985 den WNIT-Titel. Sie gewann 1976 als Assistenz-Coach mit Team USA Silber in Montreal und ist Mitglied der Women’s Basketball Hall of Fame seit 2000. | [ 283 ] |
| Alex Hannum          | 1998 | Vereinigte Staaten                        | 1923 | 2002 | Alexander Murray Hannum begann seine Karriere als Spieler 1948 bei den Oshkosh All-Stars in der National Basketball League, wechselte aber ein Jahr später in die NBA. 1956 – noch als Spieler – begann er zu coachen. Er wurde 1958 mit den St. Louis Hawks und 1967 mit den Philadelphia 76ers NBA-Meister und damit neben Phil Jackson der einzige, der NBA-Meister mit zwei verschiedenen Franchises wurde. 1969 wurde er American-Basketball-Association-Meister mit den Oakland Oaks. Er war zweimal Head Coach des NBA-NBA All-Star Games und je einmal Coach of the Year in NBA und ABA. | [ 284 ] |
| Marv Harshman        | 1985 | Vereinigte Staaten                        | 1917 | 2013 | Marvel Keith Harshman gewann 13 Varsity Letters an der Pacific Lutheran University. 1942 wurde er von den Chicago Cardinals in der NFL gedraftet, diente aber im Zweiten Weltkrieg für drei Jahre in der US Navy. Seine Coaching-Karriere – teilweise gleichzeitig im American Football, Baseball und Basketball – dauerte von 1945 bis 1985 an der Pacific Lutheran, der Washington State University und der University of Washington mit einer Bilanz von 637–444 (58,9 %). Seit 2006 auch Mitglied der College Basketball Hall of Fame. | [ 285 ] |
| Don Haskins          | 1997 | Vereinigte Staaten                        | 1930 | 2008 | Donald Lee Haskins spielte 1949 bis 1952 für die Oklahoma State University. 1961 ging er ans Texas Western College (heute: University of Texas at El Paso), dem er bis 1999 treu blieb und an dem er eine Bilanz von 719–353 Siegen erzielte. Er gewann 1966 mit einer rein afroamerikanischen Starting Five und zwei afroamerikanischen Reservespielern die NCAA-Meisterschaft und stieß damit die Abschaffung der Rassentrennung im College-Basketball der amerikanischen Südstaaten an. Haskins ist Co-Autor seiner Biographie Glory Road, die von Disney verfilmt wurde. Die Straße zwischen dem Don Haskins Center und einer zweiten Basketball-Arena in El Paso wurde Glory Road getauft, eine weitere Straße ist nach Haskins selbst benannt. Mit der Gründungsklasse von 2006 auch Mitglied der College Basketball Hall of Fame. Er ist mit dem Texas Western College ein insgesamt zweites Mal Mitglied der Naismith Hall of Fame. | [ 286 ] |
| Sylvia Hatchell      | 2013 | Vereinigte Staaten                        | 1952 |      | Hatchell war Head Coach im College-Basketball am Francis Marion College und der University of North Carolina. Mit Francis Marion gewann sie 1982 die AIAW-Meisterschaft und 1986 die NAIA-Meisterschaft, 1988 als Assistenz-Coach mit dem Team USA die Goldmedaille von Söul und mit North Carolina 1994 die NCAA Division I Basketball Championship. Seit 2004 Mitglied der Women’s Basketball Hall of Fame. | [ 287 ] |
| Tom Heinsohn*        | 2015 | Vereinigte Staaten                        | 1934 | 2020 | Nach sieben NBA-Meisterschaften mit den Boston Celtics als Spieler, gewann Heinsohn mit ihnen zwischen 1969 und 1978 zwei Meisterschaften als Trainer und wurde sowohl als Spieler wie auch als Coach in die Hall of Fame aufgenommen. 1973 gewann er den NBA Coach of the Year Award. | [ 288 ] |
| Ed Hickey            | 1979 | Vereinigte Staaten                        | 1902 | 1980 | Edgar S. „Eddie“ Hickey coachte von 1934 bis 1964 an der Creighton University, an der St. Louis University und an der Marquette University und erzielte eine Bilanz von 429–230 Siegen. Auch College Basketball Hall of Famer. | [ 289 ] |
| David Hixon          | 2023 | Vereinigte Staaten                        | 1952 |      | Hixon, in der High School 1970 als Spieler Staatsmeister von Massachusetts zusammen mit seinem Vater als Coach, spielte für das Amherst College, an dem er 1975 abschloss und coachte seine Alma Mater ab 1977 in Division III der NCAA. Er betreute auch die Teams des Fußballs und der Leichtathletik. Sein Sohn Michael Hixon ist olympischer Wasserspringer. | [ 290 ] |
| Howard Hobson        | 1965 | Vereinigte Staaten                        | 1903 | 1991 | Howard Andrew „Hobby“ Hobson coachte von 1932 bis 1956 an der Southern Oregon University, an der University of Oregon, mit der er 1939 den NCAA-Titel gewann, und in Yale mit einer Gesamtbilanz von 401–257 Siegen. Er coachte, teilweise gleichzeitig, auch American Football und Baseball, ebenfalls mit einer positiven Bilanz. 1947 wurde er Präsident der National Association of Basketball Coaches und war zwölf Jahre Mitglied des US-amerikanischen olympischen Basketball-Komitees. College Basketball Hall of Famer. | [ 291 ] |
| Red Holzman          | 1986 | Vereinigte Staaten                        | 1920 | 1998 | William „Red“ Holzmann, All-American am City College of New York und Rookie of the Year 1945, gewann mit den Rochester Royals als Spieler je eine Meisterschaft in der National Basketball League wie auch in der NBA. Er verbrachte zehn Jahre als Assistenz-Coach der New York Knickerbockers und 15 Jahre als Head Coach, in deren Zeit beide Knicks-Meisterschaften fallen. Er war zweimal NBA All-Star Game-Head Coach und die Knicks versetzten seine Trikotnummer 613, die seine 613 Siege symbolisieren soll, in den Ruhestand. Mitglied der International Jewish Sports Hall of Fame seit 1979, also noch vor ihrer physischen Gründung. Holzmann wurde unter die 10 Greatest Coaches in NBA History gewählt. | [ 292 ] |
| Bob Huggins          | 2022 | Vereinigte Staaten                        | 1953 |      | Robert Edward „Huggy Bear“ Huggins coacht seit 45 Jahren College-Basketball – davon jedes Jahr bis auf vier in der NCAA Division I – und erreichte das Turnier der NCAA Division I Basketball Championship insgesamt 25-mal. Neben der University of Akron und der Kansas State University coachte er am längsten die University of Cincinnati und die West Virginia University. | [ 293 ] |
| Robert Hughes        | 2017 | Vereinigte Staaten                        | 1928 | 2024 | Hughes hat als High-School-Coach in 47 Jahren fünfmal die texanischen State Championships gewonnen bei einer Siegesquote von 1333 zu 247 (84,4 %). 2003 war er National High School Coach of the Year. | [ 294 ] |
| Bob Hurley, Sr.      | 2010 | Vereinigte Staaten                        | 1947 |      | Robert Emmet „Bobby“ Hurley, Sr. ist seit 1972 Head Coach der St. Anthony High School in Jersey City, NJ. Er gewann 28 State Championships (neun hintereinander von 1983 bis 1991), vier nationale Meisterschaften und erzielte mehr als 1000 Siege, was lediglich zehn weiteren Coaches gelang (Stand: 2017). | [ 295 ] |
| Hank Iba             | 1969 | Vereinigte Staaten                        | 1904 | 1993 | Henry Payne Iba gewann 1945 und 1946 als Coach zwei NCAA-Meisterschaften mit der Oklahoma State University, sowie neben einer silbernen 1972 zwei olympische Goldmedaillen 1964 und 1968 und wurde damit 1985 Mitglied der United States Olympic & Paralympic Hall of Fame als Förderer und seit 2006 und 2007 Mitglied der College Hall of Fame und der FIBA Hall of Fame als Coach. Hank Iba ist für den Boom der spielenden großen Männer in den 1950ern verantwortlich. Er war einer der ersten, der großen Menschen wie Bob Kurland eine Chance gab und sie ausbildete. | [ 296 ] |
| Tom Izzo             | 2016 | Vereinigte Staaten                        | 1955 |      | Thomas Michael Izzo spielte an der Northern Michigan University, an der er auch als Assistenz-Coach arbeitete. 1995 wurde er Head Coach der Michigan State University und erzielte mit den Spartans eine Bilanz von 544–220 Siegen (71,2 %). 2000 gewann er den NCAA-Division 1-Titel. | [ 297 ] |
| Phil Jackson         | 2007 | Vereinigte Staaten                        | 1945 |      | Philip Douglas „Phil“ Jackson war mit den New York Knicks als Spieler zweimal Meister 1970 und 1973. Er war zwischen 1989 und 1998 Head Coach der Chicago Bulls, mit denen er sechsmal Meister wurde und ab 1999 Head Coach der Los Angeles Lakers bis 2011, mit denen er fünfmal Meister wurde. Jackson war 1996 Coach of the Year, war viermal Head Coach des NBA All-Star Games und zählt zu den 10 Greatest Coaches in NBA History. Jackson war von 2014 bis 2017 tätig als Teampräsident der New York Knicks. | [ 298 ] |
| Doggie Julian        | 1968 | Vereinigte Staaten                        | 1901 | 1967 | Alvin Fred „Doggie“ Julian spielte von 1920 bis 1923 an der Bucknell University American Football, Baseball und Basketball. Er spielte danach Minor League-Baseball und begann 1929 als Football-Coach und 1936 als Basketball-Coach. Am Mühlenberg College coachte er zeitweise alle drei Sportarten gleichzeitig. Mit dem College of the Holy Cross wurde er 1947 NCAA-Meister, gefolgt von zwei Jahren bei den Boston Celtics. Ab 1950 bis zu seinem Tod trainierte er das Dartmouth College und gewann die Ivy-League-Conference zweimal. Mit der Gründungsklasse von 2006 Mitglied der College Basketball Hall of Fame. | [ 299 ] |
| George Karl          | 2022 | Vereinigte Staaten                        | 1951 |      | George Matthew Karl spielte von 1973 bis 1978 für die San Antonio Spurs in ABA und NBA. Nach zwei Spielzeiten als Assistenzcoach der Spurs stieg er zum Head Coach auf. In seinen 36 Dienstjahren als Head Coach betreute er neben zwei Franchises der CBA und neben Real Madrid auch 27 Jahre lang zahlreiche NBA-Franchises. Er errang die sechstmeisten NBA-Siege als Coach, war NBA Coach of the Year 2013 und viermal All-Star-Coach. | [ 300 ] |
| Gene Keady           | 2023 | Vereinigte Staaten                        | 1936 |      | Lloyd Eugene Keady, von den Pittsburgh Steelers als Quarterback gedraftet (jedoch ohne Einsatz), coachte auf dem Junior College-Level mit großem Erfolg, bis er 1978 die Western Kentucky University in der NCAA Division I als Head Coach übernahm. Zwischen 1980 und 2005 betreute Keady die Boilermakers der Purdue University, mit denen er die meisten Siege der Universitätsgeschichte errang. Er war fünfmal Coach des Jahres und ist Mitglied der National Collegiate Basketball Hall of Fame sowie der NJCAA Hall of Fame. Als Assistenzcoach führte er Team USA im Jahr 2000 zur Goldmedaille in Sydney. | [ 301 ] |
| Frank Keaney         | 1960 | Vereinigte Staaten                        | 1886 | 1967 | Frank William „Menty“ Keaney coachte die University of Rhode Island von 1920 bis 1948 und war der Begründer der „Full-Court-Defense“ und des Fast-Breaks. Der Durchschnitt der erzielten Punkte der Rams lag bereits 1939 bei etwa 50 (also fast das Doppelte des Vorkriegsdurchschnitts). Keaney wurde mit der Gründungsklasse von 2006 auch in die College Basketball Hall of Fame aufgenommen. | [ 302 ] |
| George Keogan        | 1961 | Vereinigte Staaten                        | 1890 | 1943 | George E. Keogan begann noch auf dem College, High Schools und weitere Colleges zu coachen. Im Ersten Weltkrieg diente er an der Great Lakes Naval Training Station. Am längsten war er in Valparaiso von 1919 bis 1922 und Notre-Dame von 1923 bis zu seinem Tod 1943. Er coachte zeitweise American Football, Baseball und Basketball zusammen. Seine Basketball-Bilanz betrug 414–127–3. College Basketball Hall of Famer. | [ 303 ] |
| Bob Knight           | 1991 | Vereinigte Staaten                        | 1940 | 2023 | Robert M. „Bob“ Knight wurde als Spieler 1960 NCAA-Champion mit der Ohio State University. Er coachte die Army Black Knights der United States Military Academy in West Point und die Texas Tech University. Mit den Hoosiers der Indiana University gewann er 1979 das National Invitation Tournament und wurde dreimal NCAA-Meister. Er wurde mit der Gründungsklasse von 2006 auch in die College Basketball Hall of Fame aufgenommen. Er gewann 1984 mit dem Team USA Gold und hatte eine Gesamtbilanz von 902–371 Siegen (70,9 %). | [ 304 ] |
| Mike Krzyzewski      | 2001 | Vereinigte Staaten                        | 1947 |      | Michael W. Krzyzewski spielte für die Black Knights und ging 1975 selbst als Coach nach West Point. Seit 1980 ist er Head Coach der Duke University, deren Blue Devils er zu fünf NCAA-Division 1-Titeln führte. Seit 2006 Mitglied der College Basketball Hall of Fame und seit 2025 der FIBA Hall of Fame. Er gewann zwischen 2008 und 2016 drei olympische Goldmedaillen und wurde zweimal Weltmeister. Als Assistenz-Coach gewann er 1984 und 1992 Gold mit Team USA, wodurch er mit letzterem insgesamt zweimal Mitglied der Hall of Fame ist. Seine Bilanz beträgt 1202–368 Siege (Stand: 2025). | [ 305 ] |
| John Kundla          | 1995 | Vereinigte Staaten                        | 1916 | 2017 | Kundla spielte in den 1930ern für die University of Minnesota, die er von 1959 bis 1968 auch trainierte. Auch in der College Basketball Hall of Fame. Im Zweiten Weltkrieg ging er zur US Navy und wurde sowohl am europäischen als auch am pazifischen Kriegsschauplatz eingesetzt. 1946 trainierte er die University of St. Thomas in Minneapolis und ging 1947 zu den Minneapolis Lakers, mit denen er einen National-Basketball-League-Titel, einen Basketball-Association-of-America-Titel und vier NBA-Titel gewann. Er war viermal Head Coach des NBA All-Star Games. Kundla wurde 1996 unter die 10 Greatest Coaches in NBA History gewählt. | [ 306 ] |
| Ward L. Lambert      | 1960 | Vereinigte Staaten                        | 1888 | 1958 | Ward Louis „Piggy“ Lambert war Baseball- und Basketball-Coach an der Purdue University von 1916 bis 1946 mit einer Bilanz von 371–152 Siegen. Auch Mitglied der College Basketball Hall of Fame. | [ 307 ] |
| Slick Leonard        | 2014 | Vereinigte Staaten                        | 1932 | 2021 | Als Spieler gewann William Robert „Slick“ Leonard mit den Hoosiers 1953 den NCAA-Titel. Er wurde von den Baltimore Bullets gedraftet und spielte für die Lakers in Minneapolis und Los Angeles, sowie für die Chicago Packers und Zephyrs. Noch als Spieler begann er 1962 die Zephyrs vor ihrer Umbenennung in Baltimore Bullets zu coachen, wobei es sich um ein anderes Franchise handelte, als jenes, das ihn seinerzeit draftete. Er coachte die Indiana Pacers bis 1980 und gewann drei Titel in der American Basketball Association. | [ 308 ] |
| Guy Lewis            | 2013 | Vereinigte Staaten                        | 1922 | 2015 | Guy Vernon Lewis II spielte und coachte nach seinem Militärdienst im Zweiten Weltkrieg an der University of Houston. In seinen dreißig Jahren als Head Coach von 1956 bis 1986 führte er die Cougars fünfmal ins NCAA-Final Four und erzielte eine Bilanz von 592–279 Siegen. In der College Basketball Hall of Fame seit 2007. | [ 309 ] |
| Harry Litwack        | 1976 | Vereinigte Staaten                        | 1907 | 1999 | Während Harold „Chief“ Litwack als Coach für die Temple University arbeitete, spielte er während der 1930er Jahre als Profi in der American Basketball League für „Gottey“ Gottliebs Philadelphia SPHAs. Er war auch kurzzeitig Assistenz-Coach für dessen Philadelphia Warriors und gewann mit Temple das National Invitation Tournament 1969. | [ 310 ] |
| Ken Loeffler         | 1964 | Vereinigte Staaten                        | 1902 | 1975 | Vor dem Zweiten Weltkrieg coachte Loeffler das Geneva College und Yale. Nach seinem Dienst bei der United States Army Air Forces ging er an die University of Denver. Er erlebte auch den NBA-Vorgänger Basketball Association of America und war Head Coach der St. Louis Bombers sowie der Providence Steamrollers. Nach insgesamt drei Spielzeiten ging er zurück zum College-Basketball an das Texas A&M College und an die La Salle University. Mit La Salle gewann er 1952 das National Invitation Tournament und 1954 den NCAA-Titel. Mitglied der College Basketball Hall of Fame. | [ 311 ] |
| Dutch Lonborg        | 1973 | Vereinigte Staaten                        | 1898 | 1985 | Arthur C. „Dutch“ Lonborg spielte an der University of Kansas American Football, Baseball und Basketball unter „Phog“ Allen. Er gewann einen Amateur-Athletic-Union-Titel als Spieler und 1925 als Coach. Er trainierte zwischen 1921 und 1950 das McPherson College, das Washburn College und die Northwestern University. Ab 1950 war er Vorsitzender des NCAA-Turnier-Komitees, Sportdirektor der University of Kansas und wurde als Team-Manager des olympischen Teams von 1960 ein zweites Mal Mitglied der Hall of Fame. Seit 2006 mit der Gründungsklasse auch Mitglied der College Basketball Hall of Fame. | [ 312 ] |
| Herb Magee           | 2011 | Vereinigte Staaten                        | 1941 |      | Magee war zweimaliger All-American am Philadelphia College of Textiles & Science. Er wurde von den Boston Celtics gedraftet, brach sich aber den Finger und ging als Assistenz-Coach zurück an seine Alma Mater, die spätere Philadelphia University. 1967 wurde er Head Coach und erzielte seitdem in 49 Jahren als Head Coach (57 Jahre insgesamt als Spieler oder Coach) eine Bilanz von 1032–408 Siegen (Stand: 2016). | [ 313 ] |
| Arad McCutchan       | 1981 | Vereinigte Staaten                        | 1912 | 1993 | Mit der University of Evansville gewann er fünf NCAA-Division 2-Titel und hatte zwischen 1946 und 1977 eine Bilanz von 515–313 Siegen. Seit 2006 Mitglied der College Basketball Hall of Fame. | [ 314 ] |
| Muffet McGraw        | 2017 | Vereinigte Staaten                        | 1955 |      | Ann O’Brien „Muffet“ McGraw gewann 2001 die NCAA-Meisterschaft mit den Notre-Dame Damen, die sie seit 1987 23-mal ins NCAA-Division-I-Turnier geführt hatte, davon 13 Sweet Sixteens, und sieben Final Fours. McGraw wurde 2011 in die Women’s Basketball Hall of Fame aufgenommen. | [ 315 ] |
| Al McGuire           | 1992 | Vereinigte Staaten                        | 1928 | 2001 | Alfred J. McGuire, ehemaliger Spieler der New York Knicks und der Baltimore Bullets war von 1957 bis 1964 Head Coach am Belmont Abbey College und ging dann an die Marquette University, mit der er 1970 das National Invitation Tournament und 1977 den NCAA-Titel gewann. In der College Basketball Hall of Fame seit 2006. | [ 316 ] |
| Frank McGuire        | 1977 | Vereinigte Staaten                        | 1916 | 1994 | Frank Joseph McGuire coachte von 1947 bis 1980 mit einer Bilanz von 549–237 (.698). Nach seinem Militärdienst in der Navy zunächst an seiner Alma Mater St. John’s, dann an der University of North Carolina, mit deren Tar Heels er den NCAA-Titel gewann. Er war Head Coach der Philadelphia Warriors, verließ diese aber, als das Franchise nach San Francisco umzog und ging an die University of South Carolina. Seit 2006 mit der Gründungsklasse auch Mitglied der College Basketball Hall of Fame. | [ 317 ] |
| John McLendon, Jr.** | 2016 | Vereinigte Staaten                        | 1915 | 1999 | 1992 als Vater des modernen Basketballs zum Coach des Jahrhunderts ernannt. Gewann von 1957 bis 1959 dreimal hintereinander das NAIA-Meisterschaftsturnier, schaffte dessen Rassentrennung zusammen mit Alva Duer ab, errang acht CIAA-Conference-Meisterschaften und war zum Zeitpunkt seiner Pensionierung drittbester College-Coach mit den viertmeisten Siegen. 1944 Mitorganisator des Secret Game. Als Naismith-Schüler Erfinder des Fast-Breaks, der Full-court press und des Vier-Ecken-Angriffs. Erster afroamerikanischer Head Coach einer weißen Universität und des Team USA, sowie in ABL und ABA. Bereits 1979 als Förderer in die Naismith Hall of Fame aufgenommen worden und seit 2007 Mitglied der College Basketball Hall of Fame. | [ 318 ] |
| Walter E. Meanwell   | 1959 | Vereinigtes Konigreich Vereinigte Staaten | 1884 | 1953 | „Doc“ Meanwell war mit einer Unterbrechung während des Ersten Weltkrieges in der US Army und zweier Jahre an der University of Missouri von 1911 bis 1934 Coach der University of Wisconsin–Madison, wo er auf enge Zonenverteidigung und Passspiel setzte. Seit 2006 in der College Basketball Hall of Fame. | [ 319 ] |
| Ray Meyer            | 1979 | Vereinigte Staaten                        | 1913 | 2006 | Raymond J. Meyer spielte in den 1930ern für Notre-Dame und coachte zwischen 1942 und 1984 die DePaul University, mit der er 1945 das National Invitation Tournament gewann. Er erzielte eine Bilanz von 724–324 (.691) und wurde 2006 mit der Gründungsklasse in die College Basketball Hall of Fame aufgenommen. | [ 320 ] |
| Ralph Miller         | 1988 | Vereinigte Staaten                        | 1919 | 2001 | Als Schüler von Phog Allen und James Naismith gewann er sechs Varsity Letters. Er coachte von 1951 bis 1989 38 Jahre lang die University of Wichita, die University of Iowa und die Oregon State University mit einer Bilanz von 657–382 Siegen (63,2 %). Seit 2006 Mitglied der College Basketball Hall of Fame. | [ 321 ] |
| Billie Moore         | 1999 | Vereinigte Staaten                        | 1943 | 2022 | Billie Jean Moore gewann als Head Coach 1976 die olympische Silbermedaille von Montreal. Als Coach der California State University, Fullerton gewann sie 1970 die Meisterschaft des Association-for-Intercollegiate-Athletics-for-Women-Vorgängers der Commission on Intercollegiate Athletics for Women und 1978 mit der UCLA den AIAW-Titel. Moore hatte eine Bilanz von 436–196 und wurde 1999 mit der Gründungsklasse in die Women’s Basketball Hall of Fame aufgenommen. Autorin des Buches Basketball, theory and practice. | [ 322 ] |
| Kim Mulkey           | 2020 | Vereinigte Staaten                        | 1962 |      | Kim Mulkey war zuvor bereits als Spielerin für die Aufnahme in die Hall of Fame nominiert worden. Sie gewann eine AIAW- wie eine NCAA-Division-I-Meisterschaft als Spielerin und errang die Goldmedaille bei den Olympischen Spielen von 1984 in Los Angeles. Mit ihrer Alma Mater, der Louisiana Tech University, gewann sie als Assistenz- und später stellvertretendem Head Coach 1988 erneut die NCAA Division I Basketball Championship. Seit 2000 ist sie Head Coach der Baylor University und wiederholte das Kunststück der nationalen Meisterschaft drei weitere Male. Mulkey wurde zweimal mit dem Coach of the Year Award der Women’s Basketball Coaches Association ausgezeichnet und 2000 in die Women’s Basketball Hall of Fame aufgenommen. | [ 323 ] |
| Don Nelson           | 2012 | Vereinigte Staaten                        | 1940 |      | Donald Arvid „Don“ Nelson war als Spieler zweimal All-American und mit den Boston Celtics, die auch seine Spielernummer 19 in den Ruhestand versetzten, sechsmal Meister. Zwischen 1976 und 2010 war er dreimal NBA Coach of the Year und zweimal Head Coach des NBA All-Star Games. Nelson wurde 1994 mit Team USA Weltmeister und ist einer der 10 Greatest Coaches in NBA History. Er kommt mit 1335 auf die meisten Siege in der NBA. | [ 324 ] |
| Aleksandar Nikolić   | 1998 | Jugoslawien Bundesrepublik 1992           | 1924 | 2000 | Als Spieler dreimaliger jugoslawischer Meister, als Coach einmal jugoslawischer und dreimal italienischer Meister. Dreimaliger Europapokalsieger. Mit Jugoslawien Europameister 1977 und Weltmeister 1978. Er ist seit 2007 auch Mitglied der FIBA Hall of Fame. | [ 325 ] |
| Mirko Novosel        | 2007 | Kroatien                                  | 1938 | 2023 | Novosel erlangte vor allem Bekanntheit durch seine Erfolge als Cheftrainer der Nationalmannschaft des ehemaligen Jugoslawiens. 1973 und 1975 führte er die Auswahlmannschaft jeweils zum Titel des Europameisters. 1974 gewann das Team unter seiner Leitung Silber bei den Weltmeisterschaften, 1976 Silber bei den Olympischen Spielen, 1984 Bronze. Seit 2010 Mitglied der FIBA Hall of Fame als Coach. | [ 326 ] |
| Lute Olson           | 2002 | Vereinigte Staaten                        | 1934 | 2020 | Robert Luther „Lute“ Olson spielte in den 1950er Jahren am Augsburg College in Minneapolis und trainierte zunächst auf High-School-Ebene. 1969 wechselte er ans Long Beach City College, war an der California State University in Long Beach, der University of Iowa und der University of Arizona, mit der er 1997 die NCAA-Division 1-Meisterschaft gewann. Seit 2006 in der College Basketball Hall of Fame. Er wurde 1986 Weltmeister mit dem Team USA. Seine Siegesquote beträgt in allen Wettbewerben 780–280 (.736). | [ 327 ] |
| Rick Pitino          | 2013 | Vereinigte Staaten                        | 1952 |      | Richard Andrew Pitino gewann mit der University of Kentucky 1996 die NCAA-Division 1-Meisterschaft und mit der University of Louisville 2013. Er war auch kurzzeitig Head Coach der New York Knicks von 1987 bis 1989 und der Boston Celtics von 1997 bis 2001. | [ 328 ] |
| Gregg Popovich       | 2023 | Vereinigte Staaten                        | 1949 |      | Gregg Charles Popovich hat als Coach der San Antonio Spurs die bislang meisten Siege der NBA-Geschichte errungen (Stand: 2023). Er wurde fünfmal Meister und war viermal Coach des NBA All-Star Games. Der ehemalige Spieler und Assistenzcoach der United States Air Force Academy Falcons (Bachelor in Sowjetstudien) wurde insgesamt dreimal zum NBA Coach of the Year gewählt und 2021/22 anlässlich des 75-jährigen Bestehens der NBA unter die 15 Greatest Coaches in NBA History. Coach Pop führte die Basketballnationalmannschaft der Vereinigten Staaten 2021 zu Olympiagold in Tokio. | [ 329 ] |
| Jack Ramsay          | 1992 | Vereinigte Staaten                        | 1925 | 2014 | John Travilla „Jack“ Ramsay spielte mit einer kriegsbedingten Unterbrechung in der US Navy zwischen 1942 und 1949 am Saint Joseph’s College, das er zwischen 1955 und 1966 auch trainierte. Auch in der College Basketball Hall of Fame. Als Manager der Philadelphia 76ers gewann er 1967 den NBA-Titel. Ein Jahr später stand er wieder an der Seitenlinie und wurde 1977 Meister mit den Portland Trail Blazers. Er war Head Coach des NBA All-Star Games 1978 und wurde unter die 10 Greatest Coaches in NBA History gewählt. | [ 330 ] |
| Harley Redin         | 2024 | Vereinigte Staaten                        | 1919 | 2020 | Nach seinem Dienst als Marineinfanterist im 2. Weltkrieg begann Redin seine Coachingkarriere 1946 bei den Herren des Wayland Baptist College, mit denen er zweimal das Meisterschaftsturnier der NAIA erreichte. 1955 wechselte Redin zu den Damen seines Colleges, die seit 2019 ebenfalls Mitglied der Naismith Memorial Basketball Hall of Fame sind. Redin hatte mit den Flying Queens eine Siegquote von 431–66 und gewann das Turnier der Amateur Athletic Union (AAU) sechsmal. Mit der Damen-Basketballnationalmannschaft der Vereinigten Staaten gewann er 1959 Gold bei den Panamerikanischen Spielen und 1971 Silber. Redin ist mit dem Gründungsjahrgang von 1999 auch Mitglied der Women’s Basketball Hall of Fame. | [ 331 ] |
| Nolan Richardson     | 2014 | Vereinigte Staaten                        | 1941 |      | Als Spieler war Nolan Richardson Jr. einer von Don Haskins’ Miners. Seine Coaching-Karriere begann er 1968 an High Schools und Junior Colleges. 1981 wechselte er an die University of Tulsa und gewann das National Invitation Tournament. 1985 ging er an die University of Arkansas, mit der er 1994 die NCAA-Division 1-Meisterschaft gewann. 2005 bis 2007 war er National-Coach von Panama und Mexiko. Seit 2008 ist er Mitglied der College Basketball Hall of Fame. | [ 332 ] |
| Pat Riley            | 2008 | Vereinigte Staaten                        | 1945 |      | NBA-Spieler zwischen 1967 und 1976. Patrick James Riley wurde neunmal NBA-Champion. Sechsmal mit den Los Angeles Lakers, davon 1972 als Spieler und 1980 als Assistenz-Coach, als Head Coach insgesamt viermal. Mit der Miami Heat wurde er einmal als Coach und Funktionär in Personalunion und zweimal als Funktionär Meister. Er war neunmal Trainer des NBA All-Star Games und wurde dreimal als NBA Coach of the Year und einmal als Executive of the Year ausgezeichnet. Riley ist zu einer Ikone der Pop-Kultur geworden und Titelheld eines Sega-Videospiels. Die University of Kentucky hat seine Trikotnummer 43 in den Ruhestand versetzt. Riley wurde unter die 10 Greatest Coaches in NBA History gewählt und errang die fünftmeisten NBA-Siege (Stand: 2020). | [ 333 ] |
| Cesare Rubini        | 1994 | Italien                                   | 1923 | 2011 | Olympiasieger 1948 im Wasserball, Bronze 1952. Er gewann sechs italienische Meisterschaften im Wasserball und fünf im Basketball. Ab 1956 verlegte er sich aufs Coachen und wurde mit Olimpia Milan zehnmal Meister bei einer Bilanz von 322–28 Siegen. Er gewann 1966 die EuroLeague und war als Manager Mitglied des olympischen Silber-Teams von 1980 und des Europameisters von 1983. Seit 2013 Mitglied der FIBA Hall of Fame. | [ 334 ] |
| Adolph Rupp          | 1969 | Vereinigte Staaten                        | 1901 | 1977 | Adolph Frederick Rupp spielte an der University of Kansas unter „Phog“ Allen und James Naismith. Er coachte die University of Kentucky von 1930 bis 1972 und gewann dabei vier NCAA-Titel 1948, 1949, 1951 und 1958, sowie das National Invitation Tournament 1946. Er erzielte eine Bilanz von 876–190 Siegen (82,2 %). Ihm zu Ehren wird die Rupp Trophy seit 1972 an den besten College-Spieler des Jahres verliehen und die Rupp-Arena wurde 1976 nach ihm benannt. Auch in die College Basketball Hall of Fame aufgenommen. | [ 335 ] |
| Cathy Rush           | 2008 | Vereinigte Staaten                        | 1947 |      | Head Coach der Mighty Macs vom Immaculata College in den 1970er Jahren. Die Teams, die die College-Meisterschaften 1972–1974 gewannen, sind ebenfalls Mitglied der Hall of Fame und Rush damit zweifaches Mitglied. Sie ist seit 2000 Mitglied der Women’s Basketball Hall of Fame. | [ 336 ] |
| Bill Russell*        | 2021 | Vereinigte Staaten                        | 1934 | 2022 | Nach acht Meisterschaften mit den Boston Celtics von 1959 bis 1966 in Folge wechselte Red Auerbach ins Management der Celtics und übergab den Head-Coach-Posten an Bill Russell, der ihn auf dem Spielparkett als Player Coach ausübte – eine Funktion, die heute zum Schutz des Collective Bargaining Agreements verboten wäre. Bill Russell wurde damit der erste afrikanisch-amerikanische Chefcoach der NBA. Die Celtics-Serie wurde 1967 von den Philadelphia 76ers gebrochen, aber in seinen letzten beiden Karrierejahren holte er die Meisterschaft erneut nach Boston. Er coachte später kurzzeitig die Seattle SuperSonics und die Sacramento Kings. | [ 337 ] |
| Bo Ryan              | 2024 | Vereinigte Staaten                        | 1947 |      | An der High School erwarb William Francis „Bo“ Ryan Jr. Varsity Letters in American Football als Quarterback sowie in Baseball und in Basketball. Nach dem College verbrachte Ryan zwölf Jahre als Assistenz- und High-School-Coach, dann übernahm er 1984 die University of Wisconsin–Platteville, die er viermal ins Meisterschaftsturnier der National Association of Intercollegiate Athletics (NAIA) und neunmal ins Meisterschaftsturnier der National Collegiate Athletic Association Division III führte. Von 1999 bis 2001 betreute er die University of Wisconsin–Milwaukee und von 2001 bis 2016 die University of Wisconsin–Madison, mit der er 14-mal hintereinander das Turnier der NCAA Division I Basketball Championship erreichte. Seit 2017 Mitglied der College Basketball Hall of Fame. | [ 338 ] |
| Leonard Sachs        | 1961 | Vereinigte Staaten                        | 1897 | 1942 | Leonard D. „Lenny“ Sachs hatte mit 17 bereits elf Varsity Letters. Nach seinem Abschluss meldete er sich zur Marine, wo er selbst im Ersten Weltkrieg Dienst-Football spielte. Nach dem Krieg ging er ans College und wurde nach seinem Abschluss von der Loyola University Chicago als Basketball-Coach verpflichtet, war aber gleichzeitig ein professioneller American-Football-Spieler für die Chicago Cardinals, die Milwaukee Badgers und die Hammond Pros, mit denen er 1925 auch den NFL-Titel gewann. Seine Ramblers-Bilanz war 224–129. Er wurde mit der Gründungsklasse von 2006 in die College Basketball Hall of Fame aufgenommen. | [ 339 ] |
| Bill Self            | 2017 | Vereinigte Staaten                        | 1962 |      | Billy Eugene „Bill“ Self Jr. hatte bei seiner Aufnahme in die Hall of Fame eine Siegesquote von 623–93 (76,3 %) als Head Coach von Oral Roberts, Tulsa, Illinois und Kansas. Er gewann 2008 die NCAA-Meisterschaft und führte Kansas zu 13 Divisionsmeisterschaften und 14 NCAA-Division-I-Turnierteilnahmen hintereinander. | [ 340 ] |
| Bill Sharman*        | 2004 | Vereinigte Staaten                        | 1926 | 2013 | Sharman, der auch als Spieler Mitglied der Hall of Fame ist, wurde in der American Basketball League, American Basketball Association und der National Basketball Association Meister, gewann den Coach of the Year Award in ABA und NBA. Er ging in den 1980ern ins Los-Angeles-Lakers-Management und wurde deren Präsident. | [ 341 ] |
| Everett Shelton      | 1980 | Vereinigte Staaten                        | 1898 | 1974 | Everett F. Shelton, ein ehemaliger Football-Spieler coachte fast 46 Jahre lang Amateur-, High-School- und College-Basketball und kam auf eine Bilanz von 850–437. Shelton war Präsident der National Association of Basketball Coaches und wurde 1943 mit den University of Wyoming Cowboys NCAA-Meister. Auch mit der Gründungsklasse von 2006 in die College Basketball Hall of Fame aufgenommen. | [ 342 ] |
| Jerry Sloan          | 2009 | Vereinigte Staaten                        | 1942 | 2020 | Sloan wurde bei der NBA Draft 1965 an vierter Stelle von den Baltimore Bullets gewählt und spielte von 1966 bis 1976 bei den Chicago Bulls, wobei er zweimal All-Star war. Sloan coachte später die Bulls, die seine Spielernummer 4 in den Ruhestand versetzt hatten, und von 1988 bis 2011 den Utah Jazz, der Sloans 1223 Siege repräsentierend die „Trikotnummer“ 1223 in den Ruhestand versetzte. Sloan erzielte nach Don Nelson und Lenny Wilkens die viertmeisten NBA-Siege (Stand: 2020). | [ 343 ] |
| Charles Smith        | 2024 | Vereinigte Staaten                        | 1949 |      | Smith ist Louisianas Highschool-Coach mit den meisten Siegen (Stand: 2024). Der ehemalige Mathematik-Lehrer von 1975 führte die Warhorses der Peabody Magnet High ab 1985 zu acht Staatsmeisterschaften. Unter seiner Ägide gelang den „Streitrössern“ 2004 und 2010 jeweils eine perfekte Saison. 2020 war Smith Head Coach des McDonald's All-American Games. | [ 344 ] |
| Dean Smith           | 1983 | Vereinigte Staaten                        | 1931 | 2015 | Dean Edwards Smith spielte neben American Football und Baseball Basketball an der University of Kansas unter Forrest „Phog“ Allen und wurde 1952 NCAA-Meister. Später war er Golf- und Baseball-Trainer an der United States Air Force Academy. Zwischen 1961 und 1997 coachte er die University of North Carolina, mit der er 1971 das National Invitation Tournament gewann, sowie 1982 mit Michael Jordan und 1993 mit Derrick Phelps den NCAA-Titel. Smith gewann 1976 Gold mit dem Team USA. Seit 2006 und 2007 auch mit den Gründungsklassen in die College Basketball Hall of Fame und die FIBA Hall of Fame aufgenommen. | [ 345 ] |
| Marianne Stanley     | 2022 | Vereinigte Staaten                        | 1954 |      | Marianne Crawford Stanley ist als Mitglied der Mighty Macs bereits seit 2014 Mitglied der Naismith Memorial Basketball Hall of Fame. Sie gewann als All-American-Spielerin die Meisterschaften von 1973 und 1974. Ihre Geschichte (Schwangerschaft als Studentin einer katholischen Hochschule) wird im gleichnamigen Film allerhöchstens angedeutet, lediglich Coach Cathy Rush wird darin erkennbar dargestellt. Crawford Stanley begann ihre Coachingkarriere als Assistentin von Cathy Rush noch als Studentin des Immaculata Colleges. Nach ihrem Abschluss begann Crawford Stanley unmittelbar als Head Coach der Old Dominion University zu arbeiten, mit deren Lady Monarchs sie zwei Meisterschaften der Association for Intercollegiate Athletics for Women errang und 1984/85, nach dem Ende der AIAW, die NCAA Division I Basketball Championship. Sie coachte bis 2000 vier weitere Universitäten und ist seitdem vornehmlich in der WNBA tätig, häufig als Assistenzcoach – unter anderem unter Michael Cooper für die Los Angeles Sparks. 2002 wurde sie mit dem WNBA Coach of the Year Award ausgezeichnet und in die Women’s Basketball Hall of Fame aufgenommen. Seit 2019 ist sie Head Coach des Indiana Fever. | [ 346 ] |
| Barbara Stevens      | 2020 | Vereinigte Staaten                        | 1954 |      | Nach einem Jahr als Assistenzcoach trainierte Stevens sechs Jahre lang die Clark University, ein Division III-Programm der NCAA und drei Jahre lang die University of Massachusetts in NCAA Division I. Seit 1986 betreut sie die Bentley University, mit der sie 2014 die Division II-Meisterschaft gewann. Sie wurde bei den Bentley Falcons fünfmal mit dem Coach of the Year Award der Women’s Basketball Coaches Association ausgezeichnet. Als fünfter Coach eines Damenprogramms errang sie mehr als 1000 Siege bei einer Siegesquote von 78,7 % (Stand: 2020). Sie ist seit 2006 Mitglied der Women’s Basketball Hall of Fame. | [ 347 ] |
| C. Vivian Stringer   | 2009 | Vereinigte Staaten                        | 1948 |      | Stringer war 2004 für Team USA Assistenz-Coach in Athen. Sie führte drei Colleges, Cheyney State College, die University of Iowa und Rutgers, zum NCAA-Final Four-Turnier. Sie sammelte über 900 Siege und gewann mit den Rutgers Scarlet Knights 2013 das WNIT-Turnier. Mitglied der Women’s Basketball Hall of Fame seit 2001. | [ 348 ] |
| Pat Summitt          | 2000 | Vereinigte Staaten                        | 1952 | 2016 | Patricia Sue „Pat“ Summitt (geborene Head) war von 1974 bis 2012 Head Coach der University of Tennessee. Sie gewann acht NCAA Division I Basketball Championships (nur zwei gewannen je mehr) und mit dem Team USA 1984 die Goldmedaille, sowie 1976 Silber als Spielerin. Mitglied der Women’s Basketball Hall of Fame seit 1999 und der FIBA Hall of Fame seit 2013. Ihre Bilanz beträgt 1,098–208 Siege (84,1 %). Nur drei weiteren Coaches gelang es, mehr als tausend Siege zu erringen. Autorin dreier Bücher (Reach for the Summitt, Raise the Roof, Sum it up) und Trägerin der Freiheitsmedaille des Präsidenten. | [ 349 ] |
| Eddie Sutton         | 2020 | Vereinigte Staaten                        | 1936 | 2020 | Nach zehn Jahren als Assistenzcoach, als Head Coach an High School und Junior College coachte Edward Eugene Sutton 37 Jahre lang die Creighton University, die University of Arkansas, die University of Kentucky, seine Alma Mater Oklahoma State University und die University of San Francisco. Er ist der erste Coach, der vier verschiedene Hochschulen ins Turnier der NCAA Division I Basketball Championship führen konnte und mit zweien davon in drei Fällen das Final Four erreichte. Er gewann den Henry Iba Award, unter dem er noch selbst gespielt hatte, und wurde von der National Association of Basketball Coaches zum Coach des Jahres gewählt. Er beendete seine Karriere als einer von lediglich acht NCAA-Division-I-Coaches mit mehr als 800 Siegen und lediglich einer Saison mit negativer Bilanz. Sutton verstarb wenige Wochen nach seiner Aufnahme in die Hall of Fame. Bereits 2011 war er in die College Basketball Hall of Fame aufgenommen worden. | [ 350 ] |
| Jerry Tarkanian      | 2013 | Vereinigte Staaten                        | 1930 | 2015 | Tarkanian spielte selbst am Pasadena City College und der California State University in Fresno. Beide sollte er später coachen. Mit der University of Nevada in Las Vegas gewann er 1990 die NCAA-Division 1-Meisterschaft. 1992 war er kurz bei den San Antonio Spurs. Während seiner gesamten Karriere lieferte er sich Gerichtsprozesse mit der NCAA. | [ 351 ] |
| Fred Taylor          | 1986 | Vereinigte Staaten                        | 1924 | 2002 | Frederick Rankin Taylor ging nach der High School 1943 für drei Jahre zu den United States Army Air Forces und lernte dort das Spiel im Dienstbasketball unter Captain Rowland Wenzel. An der Ohio State University spielte er Basketball und wurde All-American im Baseball. Von 1950 bis 1952 spielte er professionell MLB-Baseball bei den Washington Senators. 1960 in seinem ersten Jahr als Head Coach der Ohio State gewann er den NCAA-Titel. Taylor war von 1964 bis 1972 Mitglied des US-Olympischen Basketball-Komitees und arbeitete als TV-Kommentator. 1972 war er Präsident des Trainer-Verbandes. Auch in der College Basketball Hall of Fame. | [ 352 ] |
| John Thompson, Jr.   | 1999 | Vereinigte Staaten                        | 1941 | 2020 | Zweimaliger NBA-Meister als Spieler, sowie NCAA-Meister und National-Invitation-Tournament-Gewinner und erster schwarzer College-Coach, der eine NCAA-Division-I-Meisterschaft gewann (mit den Georgetown Hoyas). Thompson gewann Bronze mit Team USA in Söul 1988. | [ 353 ] |
| Rudy Tomjanovich     | 2020 | Vereinigte Staaten                        | 1948 |      | Rudy Tomjanovich, dessen Jerseynummer 45 sowohl von der University of Michigan als auch den Houston Rockets in den Ruhestand versetzt wurde, war ein fünfmaliger All-Star. Nach seiner Spielerkarriere wurde er zunächst Assistenzcoach der Rockets und von 1992 bis 2003 ihr Head Coach. 1994 und 1995 errang er Houstons einzige Meisterschaften. 1997 wurde er zum Coach des All-Star-Games ernannt und coachte in der NBA-Saison 2003/04 die Los Angeles Lakers. Er führte die Basketballnationalmannschaft der Vereinigten Staaten bei den Olympischen Spielen 2000 in Sydney zur Goldmedaille. | [ 354 ] |
| Tara VanDerveer      | 2011 | Vereinigte Staaten                        | 1953 |      | Tara Ann VanDerveer, Coach seit 1978, ist Trainerin der Stanford University seit 1985 und gewann zwei NCAA Division I Basketball Championships 1990 und 1992. Mit dem Team USA gewann sie 1996 Gold in Atlanta. Sie wurde 2002 in die Women’s Basketball Hall of Fame und 2020 in die FIBA Hall of Fame aufgenommen und hatte im Jahr 2017 eine Gesamt-Bilanz von 1012–231 Siegen (81,4 %). | [ 355 ] |
| L. Margaret Wade     | 1985 | Vereinigte Staaten                        | 1912 | 1995 | 40 Jahre nachdem Lily Margaret Wade in ihrem Junior-Jahr mit ihren Teammates ihre Delta State University-Uniform verbrannt hatte, weil diese das Basketball-Programm als zu „anstrengend für Frauen“ eingestellt hatte, wurde sie unmittelbar nach dessen Wiederaufnahme im Zuge von Title IX des Education Amendments von 1972 gegen sexuelle Diskriminierung Coach ihrer Alma Mater und gewann drei AIAW-Meisterschaften hintereinander von 1975 bis 1977. Die Cleveland [Mississippi] High School, die sie von 1935 bis 1954 zu einer Bilanz von 453–89–6 geführt hatte, benannte ihre Turnhalle nach Wade und 1999 wurde sie mit der Gründungsklasse in die Women’s Basketball Hall of Fame aufgenommen. Die Women’s Basketball Coaches Association verleiht ihr zu Ehren die Wade Trophy an die beste NCAA-College-Spielerin. | [ 356 ] |
| Stanley Watts        | 1986 | Vereinigte Staaten                        | 1911 | 2000 | Stanley H. „Stan“ Watts war 23 Jahre Head Coach der Brigham Young University in Utah und gewann 1951 und 1966 das National Invitation Tournament. Seine Bilanz betrug 371–254 Siege (59,4 %). Auch mit der Gründungsklasse von 2006 in die College Basketball Hall of Fame aufgenommen. | [ 357 ] |
| Lenny Wilkens*       | 1998 | Vereinigte Staaten                        | 1937 |      | Wilkens war drei Jahre mit Seattle und ein Jahr mit den Portland Trail Blazers Spielertrainer, also gleichzeitig Spieler und Coach. Er gewann 1979 als Head Coach die NBA-Meisterschaft mit den Seattle SuperSonics und war viermaliger NBA-All-Star als Coach. Wilkens wurde unter die 10 Greatest Coaches in NBA History gewählt. Er gewann 1992 und 1996 die olympische Goldmedaille und wurde als Assistenz-Trainer des Dream Teams 1992 zum insgesamt dritten Mal Mitglied der Hall of Fame. | [ 358 ] |
| Gary Williams        | 2014 | Vereinigte Staaten                        | 1945 |      | Seit 1978 Head Coach an American University, Boston College, Ohio State University und der University of Maryland, mit deren Terrapins er 2002 den NCAA-Division 1-Titel gewann. Seine Bilanz beträgt 452–242 Siege (65,1 %). Williams wurde 2014 auch gleichzeitig in die College Basketball Hall of Fame aufgenommen. Heute arbeitet er als Assistent des Sportdirektors und als Berater des Big Ten-Networks. | [ 359 ] |
| Roy Williams         | 2007 | Vereinigte Staaten                        | 1950 |      | Roy Allen Williams war zwischen 1988 und 2021 Head Coach, zunächst an der University of Kansas, ab 2003 der University of North Carolina, für die er zehn Jahre lang Assistenzcoach war und in deren Junior Varsity-Programm er einst selbst spielte. Mit deren Tar Heels gewann er 2005, 2009 und 2017 die NCAA-Division 1-Meisterschaft. Allein er gewann mit zwei Schulen jeweils über 400-mal. Auch mit der Gründungsklasse von 2006 in die College Basketball Hall of Fame aufgenommen und erneut 2022. | [ 360 ] |
| Tex Winter           | 2011 | Vereinigte Staaten                        | 1922 | 2018 | Morice Fredrick „Tex“ Winter erfand die Dreiecksoffensive, war Coach an zahlreichen Colleges und erzielte eine Bilanz von 486–235 Siegen (67,4 %). Seit 2010 Mitglied der College Basketball Hall of Fame. Er war Head Coach der Houston Rockets von 1971 bis 1973 und von 1985 bis 2008 Assistenz-Coach bei den Chicago Bulls und den Los Angeles Lakers. | [ 361 ] |
| John Wooden*         | 1973 | Vereinigte Staaten                        | 1910 | 2010 | Wooden gewann mit den Bruins der UCLA zwischen 1948 und 1975 insgesamt zehn NCAA-Meisterschaften und hatte dabei vier perfekte Spielzeiten. Wooden war der erste, der insgesamt zweimal, als Spieler wie als Coach, in die Hall of Fame aufgenommen wurde. Seit 2003 Träger der Presidential Medal of Freedom. | [ 362 ] |
| Phil Woolpert        | 1992 | Vereinigte Staaten                        | 1915 | 1987 | Woolpert spielte zwischen 1936 und 1940 an der Loyola University. Er coachte die University of San Francisco ab 1950, mit der er zwei NCAA-Titel 1955 und 1956 gewann. Auf eine Saison bei den San Francisco Saints in der American Basketball League 1961/62 folgte sein Engagement bei der University of San Diego. Auch mit der Gründungsklasse von 2006 in die College Basketball Hall of Fame aufgenommen. | [ 363 ] |
| Morgan Wootten       | 2000 | Vereinigte Staaten                        | 1931 | 2020 | Morgan Bayard Wootten coachte 44 Jahre lang die DeMatha Catholic High School von 1956 bis 2002 und kam auf eine Bilanz von 1274–192 Siegen (86,9 %). Es gibt keine nationalen High-School-Meisterschaften, aber DeMatha gewann auf kirchlicher Ebene fünf nationale Meisterschaften. Wootten hatte häufig Angebote im College-Basketball zu coachen, lehnte diese aber ab. | [ 364 ] |
| Jay Wright           | 2021 | Vereinigte Staaten                        | 1961 |      | Der Associated Press-Coach der vergangenen Dekade (2010er Jahre) begann seine Coaching-Karriere als Assistent in einem Division III-Programm direkt nach seiner eigenen College-Basketball-Spielerkarriere an der Bucknell University. 1986 wurde Jerold Taylor „Jay“ Wright Jr, Assistenzcoach in der NCAA Division I. 1994 wurde er Head Coach der Hofstra University und übernahm 2001 die Wildcats der Villanova University, mit denen er 14-mal das Turnier der NCAA Division I Basketball Championship (Stand: 2021) erreichte und es in den Jahren 2016 und 2018 gewann. | [ 365 ] |
| Kay Yow              | 2002 | Vereinigte Staaten                        | 1942 | 2009 | Sandra Kay Yow coachte bis zu ihrem Tod 34 Jahre lang die North Carolina State University, neben Basketball auch im Volleyball und im Softball, und hatte über 700 Siege. Das Basketballfeld des Reynolds Coliseums ist nach ihr benannt. Yow gewann 1984 als Assistenz-Coach Gold und führte Team USA 1986 als Head Coach zur Weltmeisterschaft und 1988 zu Gold in Söul. Seit 2000 ist Yow auch Mitglied der Women’s Basketball Hall of Fame und seit 2009 der FIBA Hall of Fame. | [ 366 ] |

* auch als Spieler aufgenommen

** auch als Förderer aufgenommen

## Teams
| Name                                                        | Jahr | Erfolge | Quelle  |
| ----------------------------------------------------------- | ---- | --- | ------- |
| All American Red Heads                                      | 2012 | Eines der frühen professionellen Damen-Teams, das 1936 als tingelndes Herausforderungsteam („barnstorming challenge team“) gegründet wurde und bis 1986 existierte. Die Red Heads spielten üblicherweise nach Männerregeln und dabei auch gegen Herrenmannschaften. | [ 367 ] |
| Buffalo Germans                                             | 1961 | 1895 gegründet, waren die Germans das dominierende Team zu Beginn des 20. Jahrhunderts. Sie wurden 1903 Panamerikanischer Meister, 1904 Olympiasieger und blieben zwischen 1908 und 1910 in 111 aufeinanderfolgenden Spielen siegreich. | [ 368 ] |
| Original Celtics                                            | 1959 | Die Celtics waren die dominierende Mannschaft der 1920er Jahre. Sie machten teilweise mehr als 200 Spiele im Jahr und gewannen durchschnittlich 90 % davon. 1926 und 1927 wurden sie souverän Champion der American Basketball League. Die Celtics banden als erstes Team ihre Spieler mit Exklusivverträgen an sich. Sie gelten als Erfinder der Zonenverteidigung, der Manndeckung mit Übergabe und des Post Plays. | [ 369 ] |
| The First Team                                              | 1959 | James Naismith und das First Team gelten als Erfinder des Basketballs. Am 21. Dezember 1891 machten sie das erste Spiel und legten damit den Grundstein für die Entwicklung des Basketballs. | [ 370 ] |
| Harlem Globetrotters                                        | 2002 | 1926 als Savoy Big Five gegründet, entwickelten sich die Globetrotters in den 1960er Jahren endgültig zu jener Mannschaft, die heute mit sportlichen Höchstleistungen weltweit Menschen unterhält. Bis heute absolvierten sie über 22.000 Spiele in 122 Ländern. 1951 spielten sie im Berliner Olympiastadion vor über 75.000 Zuschauern. | [ 371 ] |
| 1972-73-74 Immaculata College                               | 2014 | Heute Immaculata University. Erstes College-Damen-Team, das im Fernsehen übertragen wurde und im Madison Square Garden spielte. Die Geschichte des Teams wurde verfilmt und Head Coach Cathy Rush ist ebenfalls Mitglied der Hall of Fame. | [ 372 ] |
| New York Renaissance                                        | 1963 | 1923 gegründet, waren die nur aus schwarzen Spielern bestehenden New York Rens das dominierende Team der Dreißiger und frühen Vierziger Jahre. 1939 gewannen sie das World Professional Basketball Tournament gegen den amtierenden National-Basketball-League-Champion, die Oshkosh All-Stars. | [ 373 ] |
| Tennessee Agricultural & Industrial State College 1957–1959 | 2019 | Gegründet als Tennessee Normal School for Negroes war die spätere Tennessee State University eines der größten und das einzig staatlich geförderte Historisch schwarze College. Ihm ist mit den Tigerbelles auch eine schwarze Leichtathletik-Dynastie zahlreicher Olympiasiegerinnen entsprungen. Nachdem die National Association of Intercollegiate Athletics (NAIA) 1952 erfolgreich integriert wurde, traten Präsident und Sportdirektor der Schule an einen der maßgeblichen Aktivisten dieser Integration heran und verpflichteten ihn als Head Coach. John McLendon führte sein Werk fort und sorgte mit seinem Team in seinem ersten Jahr am Rande des NAIA-Turniers von 1954 gegen große Widerstände für die Abschaffung der Rassentrennung in den örtlichen Hotels. 1957 hatte er endlich eine stabile Startformation aus späteren NBA-Spielern gefunden und gewann mit ihnen als erstem schwarzen College eine College-Meisterschaft und als erstem College-Team überhaupt drei Meisterschaften hintereinander. Die Tennessee State Tigers waren mit ihrer Full-court press derartig überlegen, dass sie in den Jahren zwischen 1957 und 1959 vermutlich auch den Meister der National Collegiate Athletic Association (NCAA) hätten schlagen können.                      | [ 374 ] |
| Texas Western 1966                                          | 2007 | Die heute University of Texas at El Paso genannte Hochschule, auch Mitglied der College Basketball Hall of Fame, gewann mit ihren Texas Western Miners 1966 als erstem Team mit fünf schwarzen Spielern in der Startformation die NCAA Division I Basketball Championship. Coach Don Haskins wurde mit zwei nach ihm benannten Straßen in El Paso geehrt. Zum einen mit der Don-Haskins-Street, zum anderen mit der nach seiner von Walt Disney verfilmten Autobiographie benannten Glory Road zwischen dem Don Haskins Center und einer zweiten Basketballhalle. Haskins ist als Coach ebenfalls Mitglied der Hall of Fame. | [ 375 ] |
| 1960 United States Olympic Team                             | 2010 | Die Olympiaauswahl des Jahres 1960 gilt als besonders talentiert und erlitt seine einzige Niederlage (die einzige einer US-Olympiaauswahl gegen Amateure) gegen eine der besten Amateurmannschaften aller Zeiten, die von John McLendon gecoachten Cleveland Pipers. Das Team gewann die Goldmedaille mit acht Siegen in acht Spielen, die überdies alle mit beträchtlichen Vorsprüngen herausgespielt wurden und wurde damit 1984 Mitglied der United States Olympic & Paralympic Hall of Fame. Der Kader umfasste zehn zukünftige NBA-Spieler, von denen Jerry Lucas, Oscar Robertson und Jerry West zu den 50 Greatest Players in NBA History gewählt werden sollten. | [ 376 ] |
| 1992 United States Olympic Team                             | 2010 | Durch den Wegfall der Amateur-Regel bei den Olympischen Spielen 1992 konnte das Dream Team erstmals mit Spielern aus der NBA antreten, welche in überlegener Manier die Goldmedaille gewinnen konnten. Die Mannschaft gilt als größte Ansammlung individueller Talente in der Basketballgeschichte und das olympische Basketballturnier zudem als „internationaler Urknall des Basketball“, welches dem Basketballsport zu einem enormen weltweiten Popularitätsschub verhalf. Auch als Team 2009 in die United States Olympic & Paralympic Hall of Fame aufgenommen und seit 2017 in der FIBA Hall of Fame. | [ 377 ] |
| 2008 United States Olympic Men's Basketball Team            | 2025 | Das sogenannte Redeem Team holte mit 8–0 Siegen 2008 Gold in Peking nach der Bronzemedaille von 2004. Manager und Hall of Famer Jerry Colangelo hatte die Olympiaauswahl mit langfristigen Verträgen behutsam aufgebaut und sich die Dienste von Head Coach Mike Krzyzewski sowie Spielern wie Kobe Bryant, Jason Kidd, Dwyane Wade, LeBron James, Carmelo Anthony, Carlos Boozer, Chris Paul, Dwight Howard und Chris Bosh gesichert. | [ 378 ] |
| 1976 United States Olympic Women’s Team                     | 2023 | Coach Billie Moore führte die Damen-Basketballnationalmannschaft der Vereinigten Staaten bei den 21. olympischen Spielen von Montreal mit einem nur aus College-Basketball-Spielerinnen wie Lusia Harris, Pat Head, Nancy Lieberman und Ann Meyers bestehenden Team zur Silbermedaille. | [ 379 ] |
| Wayland Baptist University 1948–1982                        | 2019 | Die Flying Queens waren ein semiprofessioneller Hybrid aus College- und Werksteam. Seit 1910 wird an der Hochschule in Plainview, Texas (seit 1951 integriert und seit 1981 mit Universitätswürde) Damenbasketball gespielt. 1947 wurde der Club in eine Athletikabteilung mit Stipendien umgewandelt und ab 1951 von Claude und Wilda Hutchersons Luftfahrtgesellschaft gesponsert. Sie sind das einzige College-Team, das zu sämtlichen Auswärtsspielen geflogen wurde. Obwohl sie landesweit gegen Amateur-Athletic-Union-Werksteams antraten, spielten sie im Halbfeld nach Damenregeln. Erst 1970 wurde die Anzahl der startenden Spielerinnen auf fünf reduziert und das Ganzfeldspiel zugelassen. Die Flying Queens wurden zwischen 1954 und 1975 zehnmal AAU-Meister, haben die meisten Siege aller Damen-College-Teams errungen und hatten zwischen 1953 und 1958 die längste Siegesserie aller College-Teams – der Männer wie der Frauen. Seit sie mit den Harlem Globetrotters im selben Hotel untergebracht waren, wärmen sie sich mit deren Magic Circle auf. Die Flying Queens schlossen sich 1974 der Association for Intercollegiate Athletics for Women (AIAW) an und sind seit deren Auflösung 1982 in der National Association of Intercollegiate Athletics (NAIA). | [ 380 ] |

## Schiedsrichter
| Name     | Vollständiger Name des Schiedsrichters. Die Sortierung erfolgt anhand des Familiennamens. |
| Jahr     | Jahr der Aufnahme in die Naismith Memorial Basketball Hall of Fame.                       |
| Nat.     | Die Nationalität des Schiedsrichters.                                                     |
| *        | Das Geburtsjahr des Schiedsrichters.                                                      |
| †        | Bei bereits verstorbenen Schiedsrichtern das Todesjahr.                                   |
| Karriere | Zusammenfassung der Leistungen, die zur Aufnahme in die Hall of Fame führten.             |

| Name                   | Jahr | Nat.               | *    | †    | Karriere | Quelle  |
| ---------------------- | ---- | ------------------ | ---- | ---- | --- | ------- |
| Dick Bavetta           | 2015 | Vereinigte Staaten | 1939 |      | NBA-Rekordschiedsrichter mit über 2600 Spielen in seiner 39-jährigen Karriere. | [ 381 ] |
| Danny Crawford         | 2025 | Vereinigte Staaten | 1953 |      | Danny Crawford spielte Basketball an der Northeastern Illinois University und schloss 1976 in Sport ab. Zur selben Zeit begann er als Schiedsrichter zu arbeiten und brachte es bald zu einem Referee in der NCAA Division I. Zwischen 1985 und 2017 pfiff er über 2000 NBA-Spiele, 300 Play-offs und 30 Finalspiele. | [ 382 ] |
| James E. Enright       | 1979 | Vereinigte Staaten | 1910 | 1981 | Jim Enright leitete in seiner 30-jährigen Karriere unter anderem Spiele in der Olympiaqualifikation 1948 und 1952 sowie in der NCAA bei regionalen Turnieren 1952 und 1953 sowie im Halbfinale 1954. Vor und nach seiner Schiedsrichtertätigkeit machte er sich als Journalist um den Sport verdient. | [ 383 ] |
| Hugh Evans             | 2022 | Vereinigte Staaten | 1940 | 2022 | Hubert Evans, ein Starspieler der North Carolina Agricultural and Technical State University Aggies in Basketball und Baseball, wurde 1963 in der zwölften Runde von den St. Louis Hawks gedraftet. Er verzichtete auf eine Profikarriere und pfiff zwischen 1973 und 2001 über 1900 Spiele, 170 Playoff-Spiele und 35 Finalspiele. Er ist Mitglied der New York City Basketball Hall of Fame sowie der Ruhmeshalle seiner Alma Mater. | [ 384 ] |
| Darell Garretson       | 2016 | Vereinigte Staaten | 1938 | 2008 | Gründer des NBRA-Vorgängers National Association of Basketball Referees und Leiter des NBA-Schiedsrichterkomitees. In dieser Funktion setzte er sich für die Einführung des dritten Offiziellen im Jahr 1988 ein. | [ 385 ] |
| George T. Hepbron      | 1960 | Vereinigte Staaten | 1863 | 1946 | George Hepbron war einer der ersten Schiedsrichter und Autor des ersten Basketballbuchs „How to Play Basketball“. Er war maßgeblich an der Entwicklung des Regelwerks der Amateur Athletic Union beteiligt und half so, die übertriebene Härte aus dem Spiel zu verbannen. | [ 386 ] |
| George H. Hoyt         | 1961 | Vereinigte Staaten | 1883 | 1962 | In seiner 34 Jahre andauernden Karriere leitete George Hoyt High-School- und College-Begegnungen und war der bedeutendste Schiedsrichter Neuenglands. Er beeinflusste die Entwicklung des Spiels, indem er das Festhalten der Angreifer konsequent unterband und so mehr Spielfluss in der Offensive zuließ. Hoyt war Autor des Buches „The Theory and Practice of Basketball Officiating“.                                            | [ 387 ] |
| Matthew P. Kennedy     | 1959 | Vereinigte Staaten | 1908 | 1957 | Pat Kennedy leitete in seiner Laufbahn fast 4000 Spiele der Ivy League, American Basketball League, Metropolitan Basketball League, National Basketball League, BAA sowie der Harlem Globetrotters. Bekannt wurde er vor allem durch die extravagante Art, seine Spiele zu leiten. Er ist der vermutlich einzige Schiedsrichter, dessen Name auf den Werbeplakaten je über denen der teilnehmenden Teams stand.                        | [ 388 ] |
| Lloyd R. Leith         | 1983 | Vereinigte Staaten | 1902 | 1979 | Ursprünglich als Trainer tätig, wechselte Leith in das Lager der Schiedsrichter, weil er von der Qualität der Unparteiischen nicht überzeugt war. Zwischen 1940 und 1965 bildete er selbst Schiedsrichter aus. Leigh pfiff über 16 Jahre die Endrundenspiele der NCAA. | [ 389 ] |
| Zigmund „Red“ Mihalik  | 1986 | Vereinigte Staaten | 1916 | 1996 | Mihalik war über 40 Jahre lang als Schiedsrichter aktiv. Er wurde 1951 zum besten Basketball-Schiedsrichter der USA gewählt und pfiff in sechs Finalspielen der NCAA-Meisterschaften. | [ 390 ] |
| Hank Nichols           | 2012 | Vereinigte Staaten | 1936 |      | Nichols leitete sechs Finalspiele und zehn Halbfinalspiele der NCAA Division I. Er nahm als Schiedsrichter an den Olympischen Spielen 1976 und 1984 teil. Ab 1986 leistete er als Schiedsrichterkoordinator der NCAA seinen Beitrag zur landesweiten Vereinheitlichung der Regeln. | [ 391 ] |
| John P. Nucatola       | 1978 | Vereinigte Staaten | 1907 | 2000 | Ab 1946 gehörte Nucatola zu den ersten Schiedsrichtern in der Basketball Association of America und späteren National Basketball Association. Er stand als Unparteiischer bei 18 NCAA-Meisterschaften sowie 18 National Invitation Tournaments auf dem Platz. Nutocola war als Schiedsrichter auch bei den Olympischen Spielen 1952 und 1956 im Einsatz.                                                                               | [ 392 ] |
| Ernest C. Quigley      | 1961 | Vereinigte Staaten | 1880 | 1960 | In seiner über 40-jährigen Karriere pfiff Quigley 1.500 Spiele. 1940–1942 überwachte er die Leistung der Unparteiischen beim NCAA-Turnier. Quigley war außerdem 25 Jahre lang ebenfalls Schiedsrichter im Major League Baseball. | [ 393 ] |
| Marvin „Mendy“ Rudolph | 2007 | Vereinigte Staaten | 1926 | 1979 | „Mendy“ Rudolph galt unter seinen Kollegen als einer der besten Schiedsrichter der Geschichte. Er pfiff neben 2.112 NBA-Spielen auch acht NBA All-Star Games sowie über 22 Jahre lang mindestens ein Spiel der NBA Finals. | [ 394 ] |
| J. Dallas Shirley      | 1980 | Vereinigte Staaten | 1913 | 1994 | Shirley blickte auf eine 33-jährige Karriere mit über 2.000 Spielen als Schiedsrichter zurück. Er spielte auch international als Unparteiischer eine große Rolle. So war er unter anderem Schiedsrichter bei den Olympischen Spielen 1960 und veranstaltete Schiedsrichter-Ausbildungen in 14 verschiedenen Ländern. | [ 395 ] |
| Earl Strom             | 1995 | Vereinigte Staaten | 1927 | 1994 | Earl Strom war über 32 Spielzeiten als Schiedsrichter tätig, davon 1967 und 1968 in der Position des leitenden Offiziellen. Er pfiff über 2400 Saisonspiele und insgesamt 295 Play-off-Spiele in sowohl National Basketball Association wie auch American Basketball Association. Strom wurde 2008 posthum in die International Jewish Sports Hall of Fame aufgenommen.                                                                | [ 396 ] |
| David Tobey            | 1961 | Vereinigte Staaten | 1898 | 1988 | Zwischen 1918 und 1925 leitete Dave Tobey jedes wichtige Basketballspiel in New York. Von Sportjournalisten wurde er nach seinem Rücktritt 1945 in die Riege der besten Schiedsrichter der Zeit gewählt. | [ 397 ] |
| David H. Walsh         | 1962 | Vereinigte Staaten | 1889 | 1975 | Walshs Karriere umfasste beinahe fünf Jahrzehnte und begann 1911. Er leitete Spiele sowohl mit High School- als auch mit Collegeteams sowie Profimannschaften. Walsh war Co-Autor des ersten offiziellen Handbuchs für Schiedsrichter. | [ 398 ] |

## Förderer
| Name       | Name des Förderers. Die Sortierung erfolgt anhand des Familiennamens.                              |
| Jahr       | Jahr der Aufnahme in die Naismith Memorial Basketball Hall of Fame (für Förderer ohne Sperrfrist). |
| Nat.       | Die Nationalität des Förderers.                                                                    |
| *          | Das Geburtsjahr des Förderers.                                                                     |
| †          | Bei bereits verstorbenen Förderern das Todesjahr.                                                  |
| Verdienste | Zusammenfassung der Verdienste die zur Aufnahme in die Hall of Fame führten.                       |

000Weibliche Förderer sind farblich hervorgehoben.
| Name                     | Jahr | Nat.                                               | *    | †    | Verdienste | Quelle  |
| ------------------------ | ---- | -------------------------------------------------- | ---- | ---- | --- | ------- |
| Senda Berenson Abbott    | 1985 | Russland Vereinigte Staaten                        | 1868 | 1954 | Veranstaltete 1893 das erste Basketballspiel zwischen reinen Frauenteams am Smith College, wo sie leitende Sportlehrerin war. Berenson Abbott wandelte die Regeln des Spiels für Frauen um und gab sie in gedruckter Form heraus. Außerdem war sie zwischen 1901 und 1917 Herausgeberin eines Fachmagazins für Frauenbasketball. Sie gilt in Anspielung auf James Naismith, den Erfinder des Basketballs, als „Mutter des Frauenbasketballs“ und ist seit 1987 auch Mitglied der International Jewish Sports Hall of Fame und seit 1999 der Women’s Basketball Hall of Fame mit der Gründungsklasse. | [ 399 ] |
| Val Ackerman             | 2021 | Vereinigte Staaten                                 | 1959 |      | Valerie B. Ackerman war auf der High School eine überragende Athletin im Leichtathletik-, Feldhockey- und Basketball-Team. Als eine der ersten Frauen mit einem Sportstipendium startete sie an der University of Virginia vier Jahre lang, war in drei Jahren Kapitän und wurde zweimal zum All-American gewählt. Ackerman spielte ein Jahr professionell in Frankreich, danach erwarb sie einen Titel als Juris Doctor an der UCLA und wurde 1988 von der NBA in ihrer Funktion als Anwältin eingestellt. Sie diente als Verbindungsbeauftragte zwischen NBA und dem nationalen Verband USA Basketball während der olympischen Spiele 1992 und 1996 sowie der Basketball-Weltmeisterschaft 1994. 1996 wurde sie erste Präsidentin der Women’s National Basketball Association (WNBA). Nach ihrem Rücktritt 2005 stand sie bis 2008 USA Basketball vor. Sie war zwei Amtsperioden lang US-Delegierte für den Zentralvorstand der Fédération Internationale de Basketball (FIBA). Darüber hinaus ist sie im Vorstand der Naismith Memorial Basketball Hall of Fame und der Women’s Basketball Hall of Fame, in die sie 2011 aufgenommen wurde.                                                                                         | [ 400 ] |
| Micky Arison             | 2025 | Israel Vereinigte Staaten                          | 1949 |      | Seit 1995 Eigentümer der Miami Heat. Arison stellte Head Coach und späteren Teampräsidenten Pat Riley ein und leitete die erfolgreichste Phase, in der das Team drei Meisterschaften gewann, ein und etablierte die heute vorherrschende Franchise-Kultur. | [ 401 ] |
| Al Attles                | 2019 | Vereinigte Staaten                                 | 1936 | 2024 | Alvin Austin Attles Jr. war seinen Philadelphia Warriors stets treu ergeben als Spieler, Coach und Funktionär. Seit beinahe sechzig Jahren arbeitet er für die Organisation, die seine Rückennummer 16 als nur eine von fünfen in den Ruhestand versetzt hat. In seinem letzten aktiven Jahr war er Spielertrainer der San Francisco Warriors und wurde als ihr Head Coach 1975 NBA-Meister mit den nach Oakland umgezogenen Golden State Warriors. Er war zweimal Coach des NBA All-Star-Games 1975 und 1976. | [ 402 ] |
| Don Barksdale            | 2012 | Vereinigte Staaten                                 | 1923 | 1993 | Erster afro-amerikanischer NCAA-All-American, NBA-All-Star und im Jahr 1948 Gewinner einer olympischen Goldmedaille im Basketball. 1983 gründete er eine Stiftung zur Rettung des High-School-Athletik-Programms seiner Heimatstadt Oakland. | [ 403 ] |
| Patrick Baumann          | 2020 | Schweiz                                            | 1967 | 2018 | Patrick Baumann, der fünf Sprachen fließend beherrschte, war von 2003 bis zu seinem Tod im Jahr 2018 Generalsekretär der Fédération Internationale de Basketball (FIBA) und ab 2007 Mitglied des Internationalen Olympischen Komitees (IOC). Er koordinierte die Olympischen Sommerspiele 2012 in London und vertrat das IOC ab 2013 bei der Welt-Anti-Doping-Agentur (WADA). 2016 wurde er zum Vorsitzenden der Global Association of International Sports Federations (GAISF), der Dachorganisation der internationalen Sportverbände, gewählt. Seine größten Beiträge zur Modernisierung des Basketballs war sein Engagement für den Jugendsport und die Reglementierung des Pickup-Spiels unter der Bezeichnung „3×3-Basketball“. | [ 404 ] |
| Clair Bee                | 1968 | Vereinigte Staaten                                 | 1896 | 1983 | Trainierte das College-Team der Long Island University über 18 Spielzeiten und gewann 1939 und 1941 mit der Mannschaft das National Invitation Tournament. Bee gilt als Erfinder der 1-3-1 Zonenverteidigung. Bei der Einführung der 3-Sekunden-Regel spielte er eine wesentliche Rolle. Auch mit der Gründungsklasse von 2006 als Förderer in die College Basketball Hall of Fame aufgenommen. | [ 405 ] |
| Danny Biasone            | 2000 | Italien Vereinigte Staaten                         | 1909 | 1992 | Gründer und von 1946 bis 1963 Besitzer der Syracuse Nationals. Biasone führte 1954 die 24-Sekunden-Shot-Clock ein und gewann mit den Syracuse Nationals 1955 die NBA-Meisterschaft. | [ 406 ] |
| Hubie Brown              | 2005 | Vereinigte Staaten                                 | 1933 |      | Hubert Jude Brown war 1974–1976 Cheftrainer des American-Basketball-Association-Teams Kentucky Colonels, mit denen er 1975 die ABA-Meisterschaft gewann. In der NBA wurde er zweimal zum Trainer des Jahres gewählt: 1978 als Coach der Atlanta Hawks und 2004 als Coach der Memphis Grizzlies. Auch mit der Gründungsklasse von 2006 als Förderer in die College Basketball Hall of Fame aufgenommen. | [ 407 ] |
| Walter A. Brown          | 1965 | Vereinigte Staaten                                 | 1905 | 1964 | Walter A. Brown gründete die Boston Celtics 1946 und war deren langjähriger Präsident und Mitbesitzer. In diesen Funktionen konnte er zwischen 1957 und 1964 den Erfolg von sieben NBA-Meisterschaften feiern. Brown spielte eine wesentliche Rolle bei der Gründung der NBA, nachdem er schon die Vorgängerliga Basketball Association of America gegründet hatte. | [ 408 ] |
| John Bunn                | 1964 | Vereinigte Staaten                                 | 1898 | 1979 | John W. Bunn erlangte als College-Trainer Berühmtheit, unter anderem durch die Tatsache, dass von ihm trainierte Mannschaften Spiele an beiden Küsten der USA absolvierten, was zur damaligen Zeit selten war. Große Erfolge feierte Bunn als Trainer der Mannschaft der Stanford University. Bunn initiierte eine Reihe von Regeländerungen und war zwischen 1949 und 1963 Vorsitzender der Basketball Hall of Fame. Auch mit der Gründungsklasse von 2006 als Förderer in die College Basketball Hall of Fame aufgenommen. | [ 409 ] |
| Jerry Buss               | 2010 | Vereinigte Staaten                                 | 1933 | 2013 | Seit 1979 Besitzer der Los Angeles Lakers gelang es ihm, das Team zu einem der finanziell und sportlich erfolgreichsten der NBA zu machen. In die Zeit seines Besitzes fallen zehn Meisterschaften sowie zahlreiche weitere Finalteilnahmen. | [ 410 ] |
| Nathaniel „Nat“ Clifton  | 2014 | Vereinigte Staaten                                 | 1922 | 1990 | Nate „Sweetwater“ Clifton war nach Spielzeiten für die New York Renaissance, die Washington Bears und die Harlem Globetrotters Chicago einer der ersten Afro-Amerikaner in der NBA ab der NBA-Saison 1950/51 für die New York Knicks und die Fort Wayne Pistons. Die Knicks verleihen ihm zu Ehren den Sweetwater Clifton City Spirit Award für wohltätige Leistungen. | [ 411 ] |
| Jerry Colangelo          | 2004 | Vereinigte Staaten                                 | 1939 |      | Jerry Colangelo wurde 1968 im Alter von nur 29 Jahren Teammanager der Phoenix Suns. Damit ist er bis heute der jüngste Teammanager der Ligageschichte. Er erhielt 1976, 1981, 1989 und 1993 die Auszeichnung als NBA Executive of the Year. | [ 412 ] |
| Doug Collins             | 2024 | Vereinigte Staaten                                 | 1951 |      | Paul Douglas Collins spielte von 1973 bis 1981 für die Philadelphia 76ers und wurde viermal zum All-Star gewählt. Er gewann Silber 1972 in München. Nach diversen Verletzungen beendete er seine Karriere als Spieler vorzeitig und blieb dem Spiel immer wieder als TV-Kommentator treu, was ihm 2009 auch den Curt Gowdy Media Award der Naismith Memorial Basketball Hall of Fame einbringen sollte. Zwischen 1986 und 2013 war er Head Coach der Chicago Bulls, der Detroit Pistons, der Washington Wizards und der Sixers. Seit 2017 fungiert er als oberster Berater der Bulls. Der zweifache All-American ist auch Mitglied der College Basketball Hall of Fame und die Illinois State University hat ihm nicht nur eine Statue errichtet, sondern auch seine Rückennummer 20 zurückgezogen. | [ 413 ] |
| Larry Costello           | 2022 | Vereinigte Staaten                                 | 1931 | 2001 | Lawrence Ronald Costello, der letzte NBA-Spieler mit beidhändigem Standwurf, spielte an der Niagara University und wurde 1954 von den Philadelphia Warriors gedraftet. Nach drei Jahren wurde er zu den Syracuse Nationals getauscht, erlebte aber noch deren Umzug nach Philadelphia, wo er sich 1965 zur Ruhe setzte und für die Wilkes-Barre Barons in der Eastern Professional Basketball League spielte. Doch Alex Hannum überzeugte Costello noch im nächsten Jahr, in die Liga zurückzukehren und die Sixers mit Wilt Chamberlain zur Meisterschaft von 1967 zu führen. Der sechsmalige NBA All-Star, der 1961 auch in die NBA-Auswahl gewählt worden war, begann nach seinem endgültigen Rücktritt 1968 seine Coaching-Karriere zunächst an der East Syracuse-Mino High School, um im selben Jahr das Expansion Team der Milwaukee Bucks zu übernehmen, mit dem er 1971 durch Spieler wie Kareem Abdul-Jabbar und Oscar Robertson die Meisterschaft gewann. 1978 übernahm der zweimalige Coach des All-Star Games die Chicago Bulls für eine Saison, im Folgejahr die Milwaukee Does der Women’s Professional Basketball League und führte zwischen 1980 und 1987 die Utica University von der dritten in die NCAA Division I. | [ 414 ] |
| Bill Davidson            | 2008 | Vereinigte Staaten                                 | 1922 | 2009 | William Morse „Bill“ Davidson war zwischen 1974 und seinem Tod im Jahr 2009 Besitzer der Detroit Pistons. Mit den Pistons gewann Davidson drei Meisterschaften, ebenso drei WNBA-Titel mit dem Detroit Shock, dessen Besitzer er ebenfalls war. In die amerikanische Sportgeschichte ging Davidson als einziger Teambesitzer ein, dessen Vereine im gleichen Jahr Titel in der NBA und der NHL erringen konnten. | [ 415 ] |
| Bob Douglas              | 1972 | Vereinigtes Konigreich Vereinigte Staaten          | 1882 | 1979 | Robert L. Douglas, ein Einwanderer aus Britisch-Westindien, war zwischen 1923 und 1949 Besitzer und Trainer der New York Renaissance. Unter seiner Führung gewannen die Rens 1932/33 eine Rekordserie von 88 Spielen in Folge, außerdem den Titel des World Professional Basketball Tournaments 1939. Seine Erfolge brachten Douglas den Beinamen „Vater des schwarzen Profibasketballs“ ein. | [ 416 ] |
| Alva Duer                | 1982 | Vereinigte Staaten                                 | 1904 | 1987 | Von 1939 bis 1948 Head Coach des Pepperdine Colleges. Von 1949 bis 1975 als Geschäftsführer der National Association of Intercollegiate Athletics (NAIA) mitverantwortlich für die Integration der NAIA durch historisch schwarze Colleges und Universitäten. Von 1960 bis 1964 war Alva O. Duer Mitglied der Ethikkommission des US-Basketballverbandes und später leitendes Mitglied des Olympischen Komitees der USA. Auch Mitglied der College Basketball Hall of Fame und der NAIA Hall of Fame. | [ 417 ] |
| Wayne Embry              | 1999 | Vereinigte Staaten                                 | 1937 |      | Wayne Embry wurde in seiner elf Spielzeiten andauernden Karriere als Spieler fünfmal zum All-Star gewählt. Mit den Boston Celtics gewann er 1968 die Meisterschaft. Nach seiner aktiven Zeit wurde er 1971 bei den Milwaukee Bucks zum ersten afroamerikanischen General Manager der NBA und später, 1994 bei den Cleveland Cavaliers, der erste afroamerikanische Teampräsident der Liga. Als Präsident erhielt er 1992 und 1998 die Auszeichnung als NBA Executive of the Year. Auch Mitglied der College Basketball Hall of Fame. | [ 418 ] |
| Cliff Fagan              | 1984 | Vereinigte Staaten                                 | 1911 | 1995 | Clifford B. „Cliff“ Fagan wurde für seine Verdienste in den Bereichen Verwaltung im Basketball und Schiedsregeln in die Hall of Fame aufgenommen. Als leitender Direktor der National Federation of High Schools initiierte Fagan Basketballprogramme, die über 60.000 Schulen quer durch die USA erreichten. Er veröffentlichte außerdem zahlreiche Regelwerke, Basketballführer und stand für viele Richtlinien Pate. | [ 419 ] |
| Harry Fisher             | 1974 | Vereinigte Staaten                                 | 1882 | 1967 | Harry A. Fisher führte die College-Mannschaft der Columbia University 1904 und 1905 zur Meisterschaft der Helms Athletic Foundation. Ein Jahr nach seinem Abschluss wurde er als erster bezahlter Vollzeittrainer des Colleges eingestellt. Als Trainer führte er das Columbia-Team zu drei Meisterschaften in der Vorgängerliga der heutigen Ivy League. Auch Mitglied der College Basketball Hall of Fame seit 2006 als Förderer. | [ 420 ] |
| Cotton Fitzsimmons       | 2021 | Vereinigte Staaten                                 | 1946 | 2006 | Lowell Gibbs „Cotton“ Fitzsimmons spielte an der High School, dem Junior College und drei Jahre in der National Association of Intercollegiate Athletics (NAIA) an der Midwestern State University. Er war außerdem Manager und Outfielder im örtlichen Baseball-Team. Nach seinem Master ging er zurück nach Missouri und wurde Head Coach des Moberly Junior College, mit dem er 1966 und 1967 NJCAA-Meister wurde. 1967 wurde er Assistenzcoach an der Kansas State University und zwischen 1968 und 1970 Head Coach. 1970 beerbte Cotton Fitzsimmons Jerry Colangelo als Coach der Phoenix Suns. Er coachte von 1970 bis 1997 23 Jahre in der NBA und ihm wurde der Höhenflug der Phoenix Suns Ende der 1990er Jahre zugeschrieben. Er wurde 1979 und 1989 zum NBA Coach of the Year gewählt. | [ 421 ] |
| Larry Fleisher           | 1991 | Vereinigte Staaten                                 | 1930 | 1989 | Lawrence Fleisher gründete 1963 die Spielergewerkschaft der NBA und diente ihr bis 1987 als Berater. 1976 wurde auf seine Initiative hin das Free Agent-System eingeführt. Ferner verantwortete Fleisher unter anderem auch die Anti-Drogen-Vereinbarung der NBA. | [ 422 ] |
| Howard Garfinkel         | 2021 | Vereinigte Staaten                                 | 1929 | 2016 | Howard Morris Garfinkel unterhielt einen Scouting Dienst für die Region um New York City mit einem angeschlossenen Basketball-Sommercamp in Pennsylvania und Virginia. In den 42 Jahren seiner Existenz produzierten die Camps über 600 NBA-Spieler und über 10000 NCAA-Division-I-Spieler. Spieler wie LeBron James, Michael Jordan und Moses Malone durchliefen Garfinkels Five Star Camp. Er begründete die New York City Basketball Hall of Fame und wurde 2014 in die College Basketball Hall of Fame aufgenommen. | [ 423 ] |
| Dave Gavitt              | 2006 | Vereinigte Staaten                                 | 1937 | 2011 | In seiner Karriere als Trainer und Funktionär hat David Gavitt das Erscheinungsbild der NCAA entscheidend geprägt, unter anderem durch die Gründung der Big East Conference. Er führte die Providence Friars zu fünf Teilnahmen am NCAA-Turnier. 1980 war Gavitt Cheftrainer des Nationalteams der USA. Von 1995 bis 2003 war er Vorsitzender der Hall of Fame. 2006 ebenso in die College Basketball Hall of Fame eingetreten. | [ 424 ] |
| Eddie Gottlieb           | 1972 | Russland Vereinigte Staaten                        | 1898 | 1979 | Edward „Gottey“ Gottlieb war einer der Gründerväter der Basketball Association of America. Obwohl ihm auch die Philadelphia SPHAs der American Basketball League gehörten, gewann er die erste Meisterschaft der BAA in der Saison 1946/47 mit den Philadelphia Warriors, deren Besitzer, Manager, Trainer und Ticketverkäufer er in Personalunion war. Nachdem Gottlieb bei der Zusammenfügung der BAA und der National Basketball League zur NBA half, gewann er dort als Besitzer der Warriors ebenfalls einen Meistertitel (1956). In der NBA entwarf er außerdem Spielpläne und stand dem Regel-Komitee vor. Der „Mogul“ ist seit 1980 (noch vor ihrer physischen Gründung) Mitglied der International Jewish Sports Hall of Fame. | [ 425 ] |
| Russ Granik              | 2013 | Vereinigte Staaten                                 | 1948 |      | Langjähriger Vizepräsident der NBA und Unterhändler bei TV-Abschlüssen und im Arbeitskampf mit der NBA-Spielergewerkschaft. Granik hat außerdem für die Zulassung des Dream Teams bei den Olympischen Spielen 1992 gesorgt und war Präsident des US-amerikanischen Verbandes und Vorstandsmitglied der Naismith Hall of Fame. | [ 426 ] |
| Luther Gulick            | 1959 | Vereinigte Staaten                                 | 1865 | 1918 | Gulick beauftragte 1891 James Naismith damit, ein Hallenspiel für Studenten zu entwickeln. Naismith erfand daraufhin Basketball. Gulick begleitete die frühe Entwicklung des Sports und förderte dessen nationale und internationale Verbreitung. 1895 wurde Gulick Vorsitzender des Komitees für Basketballregeln. | [ 427 ] |
| Del Harris               | 2022 | Vereinigte Staaten                                 | 1937 |      | Delmer „Del“ William Harris begann seine Karriere als High-School-Basketball- und -Baseball-Coach und wurde mit seinem College-Abschluss 1965 für neun Jahre College-Basketball-Coach des Earlham Colleges in der NAIA. Es verschlug ihn auch nach Puerto Rico, wo er mit seinem Team dreimal Meister wurde, ein Jahr nach Europa und als Assistenzcoach in die ABA. 1976 kam er in die NBA, wo er die Houston Rockets, die Milwaukee Bucks und die Los Angeles Lakers betreute, teilweise als Assistenzcoach. Er war auch Assistent bei den Dallas Mavericks, den Chicago Bulls und den New Jersey Nets. Nach einem Jahr beim NBA D-League-Franchise Texas Legends wechselte Harris 2012 in die Führungsetage des Farmteams der Mavericks. Der Coach des Jahres 1995 und Preisträger des Chuck Daly Lifetime Achievement Awards 2020 führte Team USA bei der Basketball-Weltmeisterschaft 1998 zur Bronzemedaille. | [ 428 ] |
| Les Harrison             | 1980 | Vereinigte Staaten                                 | 1904 | 1997 | Lester Harrison war Vorstandsmitglied in gleich drei professionellen Basketballligen: National Basketball League, Basketball Association of America und National Basketball Association. Als Besitzer und Trainer führte er die Rochester Royals zur NBL-Meisterschaft 1946 und zur NBA-Meisterschaft 1951. Bei der Zusammenführung von NBL und BAA zur NBA spielte Harrison eine entscheidende Rolle. | [ 429 ] |
| Chick Hearn              | 2003 | Vereinigte Staaten                                 | 1916 | 2002 | Hearn wurde als Sportkommentator in die Basketball Hall of Fame aufgenommen. Für die Los Angeles Lakers kommentierte Hearn zwischen 1965 und 2001 insgesamt 3338 Spiele in Folge. Hearns farbenreiches Vokabular machte ihn in den USA landesweit bekannt. Einige der berühmtesten Kommentatorenbegriffe gehen auf Hearn zurück, zum Beispiel der Ausdruck „Slam Dunk“. | [ 430 ] |
| Edwin Bancroft Henderson | 2013 | Vereinigte Staaten                                 | 1883 | 1977 | Henderson war Athletic Trainer, Sportfunktionär und Bürgerrechtsaktivist. Er gründete einen lokalen National Association for the Advancement of Colored People - Zweig und war Präsident des Verbandes in Virginia, schrieb Bücher und Reportagen über afroamerikanische Sportler und setzte sich für ihre Gleichberechtigung ein. Er gilt als „Großvater des schwarzen Basketballs“. | [ 431 ] |
| Ferenc Hepp              | 1981 | Ungarn                                             | 1909 | 1980 | Ferenc Hepp war als „Vater des ungarischen Basketballs“ bekannt. Er war Präsident des ungarischen Basketballverbandes und über lange Jahre eine prägende Figur im internationalen Basketball. Zwischen 1948 und 1980 hatte Hepp leitende Funktion bei der FIBA inne. Er veröffentlichte außerdem rund 150 sportjournalistische und wissenschaftliche Artikel. Mitglied der FIBA Hall of Fame, ebenfalls als Förderer. | [ 432 ] |
| Edward J. Hickox         | 1959 | Vereinigte Staaten                                 | 1878 | 1966 | Edward J. Hickox war 16 Jahre lang College-Trainer, bevor er zu einer prägenden Figur im Komitee für die Entwicklung der Basketballregeln wurde. Er war entscheidend an der Gründung der Hall of Fame beteiligt und von 1949 bis 1963 deren ehrenamtlicher Geschäftsführer. Auch Mitglied der College Basketball Hall of Fame seit 2006. | [ 433 ] |
| Tony Hinkle              | 1965 | Vereinigte Staaten                                 | 1899 | 1992 | Paul D. „Tony“ Hinkle leitete an der Butler University gleich drei Sportmannschaften: das Football-, Baseball- und das Basketballteam. Er war 41 Jahre lang als Trainer tätig. In dieser Zeit gewann er mit Butler 1924 und 1929 zweimal die Meisterschaft der Helms Athletic Foundation. College Basketball Hall of Fame als Förderer. | [ 434 ] |
| Ned Irish                | 1964 | Vereinigte Staaten                                 | 1905 | 1982 | Sportreporter Edward S. „Ned“ Irish wurde als Promoter des Madison Square Gardens bekannt. Er war an der Gründung des National Invitation Tournaments beteiligt und spielte eine entscheidende Rolle in der Entstehung der BAA. Irish gründete ebenfalls die New York Knickerbockers. | [ 435 ] |
| Mannie Jackson           | 2017 | Vereinigte Staaten                                 | 1939 |      | Mannie Jackson war in den 1960ern Spieler der Harlem Globetrotters, bevor er 1993 das Franchise erwarb und es als Vorstandsvorsitzender in den folgenden Jahren vor dem Ruin bewahrte. Er war Vorstandsmitglied der Naismith Hall of Fame und ist Namensgeber des Mannie Jackson Basketball’s Human Spirit Award. | [ 436 ] |
| Tom Jernstedt            | 2017 | Vereinigte Staaten                                 | 1944 | 2020 | Jernstedt war ein langjähriger NCAA-Funktionär in unterschiedlichen Funktionen, der vorrangig als der Unterhändler angesehen wird, der dem Division 1-Turnier ausgesprochen lukrativ zu neuem TV-Ruhm verhalf. Auch seit 2010 als Förderer Mitglied der College Basketball Hall of Fame. | [ 437 ] |
| R. William Jones         | 1964 | Vereinigtes Konigreich                             | 1906 | 1981 | Renato William Jones wurde als erster Europäer in die Basketball Hall of Fame aufgenommen und ist auch Mitglied der FIBA Hall of Fame, deren Mitbegründer er war. Jones war eine zentrale Figur in der weltweiten Entwicklung des Sports und der FIBA. Er organisierte diverse olympische Basketballturniere sowie Welt- und Europameisterschaften. | [ 438 ] |
| J. Walter Kennedy        | 1981 | Vereinigte Staaten                                 | 1912 | 1977 | James Walter Kennedy war zwischen 1963 und 1975 Commissioner der NBA. Unter seiner strategischen Führung konnte sich die Liga von 9 auf 18 Teams vergrößern, einen ersten lukrativen TV-Vertrag unterzeichnen und die Besucherzahlen stetig erhöhen. Vor seiner Zeit in der NBA war Kennedy unter anderem PR-Leiter der Harlem Globetrotters. | [ 439 ] |
| Phil Knight              | 2012 | Vereinigte Staaten                                 | 1938 |      | Mitbegründer und ehemaliger Vorstandsvorsitzender von Nike. In dieser Funktion änderte Knight das Spiel, seine Rezeption und die emotionale Bindung seiner Fans und seiner Spieler durch geschickte Vermarktung. | [ 440 ] |
| Jerry Krause             | 2017 | Vereinigte Staaten                                 | 1939 | 2017 | Jerry Krause (nicht zu verwechseln mit dem Coach aus NAIA und College Basketball Hall of Fame) war langjähriger NBA-Scout, wechselte aber zum Baseball am Ende seiner Karriere. Nach seiner Pensionierung wurde er zum General Manager der Chicago Bulls, in dessen Verantwortung deren Dominanz in den 1990er Jahren fiel. Krause erlebte die Aufnahme in die Hall of Fame nicht mehr, da er im März 2017 verstarb. | [ 441 ] |
| Meadowlark Lemon         | 2003 | Vereinigte Staaten                                 | 1932 | 2015 | Meadowlark Lemon gilt als einer der bekanntesten Spieler, die je für die Harlem Globetrotters gespielt haben. Lemon spielte zwischen 1954 und 1978 für die Mannschaft und war deren Aushängeschild. In seiner Karriere bestritt Lemon mehr als 16.000 Basketballspiele. | [ 442 ] |
| Emil Liston              | 1975 | Vereinigte Staaten                                 | 1890 | 1949 | Emil S. Liston war erfolgreicher Trainer im College-Basketball, bekannt jedoch vor allem als Gründer des National College Basketball Tournaments 1937 in Kansas City, dem Vorläufer des National-Association-of-Intercollegiate-Athletics-Basketballturniers, und als Geschäftsführer der National Association for Intercollegiate Basketball (NAIB). Mit der Gründungsklasse von 2006 auch Mitglied der College Basketball Hall of Fame als Förderer. | [ 443 ] |
| Earl Lloyd               | 2003 | Vereinigte Staaten                                 | 1928 | 2015 | Lloyd war der erste afroamerikanische Spieler, der in einem NBA-Spiel zum Einsatz kam. Auf der Position des Power Forward zeichnete er sich durch Defensivarbeit aus und unterstützte so unter anderem das Team der Syracuse Nationals, mit denen er 1955 den Meistertitel errang. Nach seiner Spielerkarriere wurde Lloyd 1968 durch eine Anstellung bei den Detroit Pistons erster afroamerikanischer Assistenzcoach der Liga und drei Jahre später erster afroamerikanischer Head Coach der Pistons. | [ 444 ] |
| Rebecca Lobo             | 2017 | Vereinigte Staaten                                 | 1973 |      | Rebecca Rose Lobo-Rushin spielte für die ungeschlagenen U-Conn Huskies der Saison 1995. Sie gewann die Goldmedaille 1996 in Atlanta und schloss sich 1997 der New York Liberty an. Sie blieb sechs Jahre in der WNBA, bevor sie Expertin beim ESPN wurde. Seit 1999 auch Mitglied der Women’s Basketball Hall of Fame. | [ 445 ] |
| John McLendon, Jr.**     | 1979 | Vereinigte Staaten                                 | 1915 | 1999 | John B. McLendon, Mit-Organisator des Secret Game, ist für die Abschaffung der Rassentrennung der Kansas City-Hotels und des NAIA-Meisterschaftsturniers verantwortlich, gewann dieses dreimal hintereinander von 1957 bis 1959 und übernahm im Jahr 1959 den Trainerposten der Cleveland Pipers und wurde damit 1961 erster afroamerikanischer Cheftrainer eines US-amerikanischen professionellen Integrationsteams in der ABL. Als Markenbotschafter von Converse und als Beauftragter des US-Außenministeriums hielt McLendon Basketball-Kliniken in 58 Ländern ab. Er war Mitglied des US-Olympic Committee, Präsidiumsmitglied der Amateur Athletic Union und der NAIA und der erste afroamerikanische Coach an einer vornehmlich weißen Universität. John McLendon wurde 2016 auch als Coach in die Naismith Hall of Fame aufgenommen, seine Tennessee State Tigers 2020. | [ 446 ] |
| Bill Mokray              | 1965 | Vereinigte Staaten                                 | 1907 | 1974 | William G. Mokray wurde Zeit seines Lebens als einer der größten Experten zur Geschichte des Basketballs anerkannt. Er verfasste Statistiken und Artikel für diverse Basketball-Chroniken und Jahrbücher, war außerdem Vorsitzender des Ehrenkomitees der Hall of Fame und PR-Leiter der Boston Celtics. Mokrays persönliche Fachbibliothek galt als umfangreichste der Welt. | [ 447 ] |
| Ralph Morgan             | 1959 | Vereinigte Staaten                                 | 1884 | 1965 | Ralph Morgan war zwischen 1905 und 1958 Mitglied beziehungsweise Gründer diverser Regelausschüsse des US-amerikanischen Basketballs. Er gründete außerdem die Eastern Intercollegiate Basketball League, Vorläufer der heutigen Ivy League. Auch Mitglied der College Basketball Hall of Fame als Förderer seit 2006. | [ 448 ] |
| Frank Morgenweck         | 1962 | Vereinigte Staaten                                 | 1875 | 1941 | Als Trainer erreichte Frank Morgenweck mehr als 500 Karrieresiege mit einer Reihe von Mannschaften. Er war einer der bedeutendsten Förderer des Sports in der Frühphase seiner Professionalisierung. Morgenweck betreute als Trainer und Besitzer Teams aus insgesamt 18 Städten in 10 verschiedenen Ligen. | [ 449 ] |
| James Naismith           | 1959 | Kanada 1921                                        | 1861 | 1939 | Ein kanadischer Arzt und Pädagoge sowie Erfinder der Sportart Basketball. Auch Mitglied der FIBA Hall of Fame und der College Basketball Hall of Fame mit der Gründungsklasse von 2006 als Förderer. | [ 450 ] |
| Pete Newell              | 1979 | Vereinigte Staaten                                 | 1915 | 2008 | Peter F. „Pete“ Newell ist einer von nur drei Trainern, die in ihrer Karriere sowohl einen Titel beim National Invitation Tournament (1949), in der NCAA (1959) und bei einem Basketballturnier der Olympischen Spiele (1960) errungen haben. Seit 2006 und 2009 Mitglied der College Basketball Hall of Fame und der FIBA Hall of Fame als Coach. Mit der Olympiaauswahl von 1960 ein zweites Mal Mitglied der Hall of Fame. | [ 451 ] |
| Charles Martin Newton    | 2000 | Vereinigte Staaten                                 | 1930 | 2018 | „C. M.“ Newton wurde mit diversen Auszeichnungen als Trainer des Jahres im College-Basketball ausgezeichnet und ist als Förderer Mitglied der College Basketball Hall of Fame seit 2006. Als Spieler war er Teil des Teams der University of Kentucky, das 1951 mit dem außergewöhnlichen Siegverhältnis von 32 Siegen aus 34 Spielen überlegen NCAA-Meister wurde. Von 1992 bis 1996 war Newton Präsident von USA Basketball und eine treibende Kraft in der Auswahl des Dream Teams. | [ 452 ] |
| John O’Brien             | 1961 | Vereinigte Staaten                                 | 1888 | 1967 | John J. O’Brien gilt als Modernisierer des frühen Profi-Basketballs. Er gründete die Metropolitan Basketball League, die das Team der Original Celtics hervorbringen sollte. O’Brien war außerdem mehr als zwanzig Jahre lang Präsident der ursprünglichen American Basketball League. Auch in der College Basketball Hall of Fame. | [ 453 ] |
| Larry O’Brien            | 1991 | Vereinigte Staaten                                 | 1917 | 1990 | O’Brien war vor seiner Ernennung zum Commissioner der NBA im Jahr 1975 Politiker. Er trieb unter anderem die Vereinigung der Liga mit der American Basketball Association voran und erhöhte die Zahl der Mannschaften von 18 auf 23. Die Meisterschaftstrophäe der NBA trägt seinen Namen. | [ 454 ] |
| Harold Olsen             | 1959 | Vereinigte Staaten                                 | 1895 | 1953 | Harold G. Olson spielte eine entscheidende Rolle bei der Einführung der Playoffs (heute: NCAA-Turnier) in der NCAA. Als Trainer gewann er mit seinen Mannschaften diverse Meisterschaften der Big Ten Conference. Außerdem geht die Einführung der 10-Sekunden-Regel auf Olson zurück. Auch Mitglied der College Basketball Hall of Fame. | [ 455 ] |
| Maurice Podoloff         | 1974 | Russland Vereinigte Staaten                        | 1890 | 1985 | Erster Commissioner der NBA, damals noch „Präsident“ genannt, weil Commissionar zu sehr nach Kommissar klang. Als Anwalt leitete er die Vereinigung der Basketball Association of America und der National Basketball League im Jahr 1949. Er blieb bis 1963 an der Spitze der Liga. Seit 1989 auch Mitglied der International Jewish Sports Hall of Fame. Die MVP-Trophäe war nach Podoloff benannt, heute ist es die Trophäe für das punktbeste Team der Vorrunde. | [ 456 ] |
| Henry V. Porter          | 1960 | Vereinigte Staaten                                 | 1891 | 1975 | „H. V.“ Porter war verantwortlich für zahlreiche technische Neuerungen im modernen Basketball, darunter eine Überarbeitung des Spielballes im Jahr 1938. Porter erarbeitete eine Reihe von Spielregeln und gab diese in gedruckter Form für den High-School-Bereich heraus. Die Verwendung von Videomaterial zu Trainingszwecken geht auf ihn zurück. | [ 457 ] |
| George Raveling          | 2015 | Vereinigte Staaten                                 | 1937 |      | Nikes globaler Vermarktungschef und ehemaliger Fox-Kommentator. Raveling war College-Spieler und -Coach und als Co-Trainer Mitglied der olympischen Medaillen-Teams von 1984 und 1988. Auch seit 2013 Mitglied der College Basketball Hall of Fame als Förderer. | [ 458 ] |
| William Reid             | 1963 | Vereinigte Staaten                                 | 1893 | 1955 | William A. Reid war eine bekannte Figur des frühen College-Basketballs. Als Trainer der Colgate University erzielte er zwischen 1919 und 1928 die damals außergewöhnliche Bilanz von 135 Siegen zu 52 Niederlagen. | [ 459 ] |
| Jerry Reinsdorf          | 2016 | Vereinigte Staaten                                 | 1936 |      | Besitzer und Vorstandsvorsitzender der Chicago Bulls und der Chicago White Sox. Er war federführend bei der Einführung der Gehaltskappung (Salary cap) im Basketball und der Ertragsteilung (Revenue Sharing) im Baseball. Er führte die White Sox 2005 zum Gewinn der ersten World Series seit 1917 und die Bulls zu sechs Meisterschaften in den 1990er Jahren. | [ 460 ] |
| Elmer Ripley             | 1973 | Vereinigte Staaten                                 | 1891 | 1982 | Elmer H. Ripley war zwanzig Jahre und bei diversen Profimannschaften als Spieler aktiv, bevor er 26 Jahre als Coach arbeitete. Als Trainer gewann er mit der Georgetown University zwei Meisterschaften der NCAA und führte unter anderem kanadische und die israelische Olympiamannschaften an. | [ 461 ] |
| Lynn St. John            | 1962 | Vereinigte Staaten                                 | 1876 | 1950 | Lynn W. St. John trat 1912 in das Regelkomitee der NCAA ein und wirkte dort für 25 Jahre, unter anderem zusammen mit dem Erfinder des Basketballs, James Naismith. Er trat über mehrere Jahrzehnte für ein formales Regelwerk im Amateursport ein. Auch Mitglied der College Basketball Hall of Fame seit 2006. | [ 462 ] |
| Tom Sanders              | 2011 | Vereinigte Staaten                                 | 1938 |      | Thomas Ernest „Satch“ Sanders gewann mit den Boston Celtics in den 1960er Jahren als Spieler acht NBA-Meisterschaften. Er war Vizepräsident der National Basketball Association und stieß ihr Anti-Drogen-Programm an. | [ 463 ] |
| Abe Saperstein           | 1971 | Russland Vereinigtes Konigreich Vereinigte Staaten | 1902 | 1966 | Saperstein war Besitzer und Trainer der Harlem Globetrotters und machte die Mannschaft international bekannt. Saperstein führte die Globetrotters zum Gewinn des World Professional Tournament im Jahr 1940. 1961 gründete er die American Basketball League (1961–1963), in der erstmals die Dreipunktelinie eingeführt wurde. Auch Mitglied der International Jewish Sports Hall of Fame seit 1979. | [ 464 ] |
| Arthur Schabinger        | 1961 | Vereinigte Staaten                                 | 1889 | 1972 | Arthur A. Schabinger war über zwanzig Jahre lang als erfolgreicher Trainer im College-Basketball tätig. Er war Mitbegründer der National Association of Basketball Coaches und mit der Gründungsklasse von 2006 auch Mitglied der College Basketball Hall of Fame als Förderer. | [ 465 ] |
| Herb Simon               | 2024 | Vereinigte Staaten                                 | 1934 |      | Herbert Simon erwarb 1983 zusammen mit seinem Bruder Mel die Indiana Pacers. Er ist der langjährigste Teameigner der National Basketball Association (NBA). Neben seinen wohltätigen Leistungen im Staate Indiana geht die Basketball-Kultur des Franchises auf ihn zurück. Er besitzt auch das WNBA-Franchise des Indiana Fever. | [ 466 ] |
| Amos Alonzo Stagg        | 1959 | Vereinigte Staaten                                 | 1862 | 1965 | Stagg brachte nach der Erfindung des Basketballs durch James Naismith das neue Spiel an die University of Chicago und hatte große Bedeutung in der frühen Verbreitung des Sports. | [ 467 ] |
| Borislav Stanković       | 1991 | Serbien                                            | 1925 | 2020 | Boris Stanković betrieb als Generalsekretär der FIBA die Internationalisierung des Basketballs. Zu seinen Verdiensten gehört unter anderem die Durchsetzung der Dreipunktelinie im internationalen Spielbetrieb. Er ist auch Mitglied der FIBA Hall of Fame als Förderer und seit 2010 der Women’s Basketball Hall of Fame. | [ 468 ] |
| Ed Steitz                | 1984 | Vereinigte Staaten                                 | 1920 | 1990 | Edward S. Steitz war zwischen 1965 und 1990 Mitglied des Regelkomitees der NCAA. Er hatte prägenden Einfluss auf die Regelgestaltung des US-amerikanischen Amateurbasketballs. Auch Mitglied der FIBA Hall of Fame und mit ihrer Gründung als Spieler der College Basketball Hall of Fame. | [ 469 ] |
| David Stern              | 2014 | Vereinigte Staaten                                 | 1942 | 2020 | Commissioner der NBA 1984 bis 2014 und als Gründer der Women’s National Basketball Association seit 2020 Mitglied der Women’s Basketball Hall of Fame, seit 2016 der FIBA Hall of Fame als Förderer und seit 1998 der International Jewish Sports Hall of Fame. Hat die NBA in seiner Amtszeit zu substantiellem wirtschaftlichen Wohlstand gebracht, internationalisiert und zu einem globalen Phänomen gemacht. Auf Sterns Initiative geht auch der Antritt des Dream Teams bei den Olympischen Spielen zurück. | [ 470 ] |
| Chuck Taylor             | 1969 | Vereinigte Staaten                                 | 1901 | 1969 | Charles Taylor, besser bekannt als „Chuck“ Taylor, entwickelte den ursprünglich als reinen Sportschuh konzipierten Chuck Taylor All Star. Neben anderen basketballbezogenen Aktivitäten wurde Taylor vornehmlich als Bewerber dieser Schuhe bekannt und als Basketballbotschafter wahrgenommen. | [ 471 ] |
| Bertha Teague            | 1985 | Vereinigte Staaten                                 | 1906 | 1991 | Bertha F. Teague war seit den 1920er Jahren bis 1969 Cheftrainerin auf High-School-Ebene. Sie gewann mit ihren Teams acht Oklahoma-State Championships und konnte zum Ende ihrer über vier Jahrzehnte andauernden Karriere die außergewöhnliche Siegesquote von 91 Prozent aufweisen. Sie wurde 1999 mit der Gründungsklasse in die Women’s Basketball Hall of Fame aufgenommen. | [ 472 ] |
| Rod Thorn                | 2018 | Vereinigte Staaten                                 | 1941 |      | Rodney King Thorn spielte von 1963 bis 1971 in der NBA, war zweimaliger All-American an der West Virginia University und kurzzeitig Assistenz- und Head Coach in ABA und NBA. Thorn war Sportdirektor der Chicago Bulls, der New Jersey Nets und der Philadelphia 76ers, deren Präsident er kurzzeitig war. 2002 wurde er bei den Nets mit dem NBA Executive of the Year Award ausgezeichnet. Seit 2013 ist er NBA-Präsident für das operative Geschäft. | [ 473 ] |
| Oswald Tower             | 1959 | Vereinigte Staaten                                 | 1883 | 1968 | Tower war bis 1960 insgesamt 50 Jahre lang Mitglied des landesweiten Regelkomitees für US-amerikanischen Basketball. Er spielte eine zentrale Rolle in der Entwicklung des Sports über die erste Hälfte des 20. Jahrhunderts. | [ 474 ] |
| Arthur Trester           | 1961 | Vereinigte Staaten                                 | 1878 | 1944 | Arthur L. Trester wurde als treibende Kraft hinter der Entwicklung der Indiana High School Athletic Association (IHSAA) bekannt, die großen Anteil auch an der überregionalen Bekanntwerdung von High-School-Basketball in den Vereinigten Staaten hatte. | [ 475 ] |
| Jim Valvano              | 2023 | Vereinigte Staaten                                 | 1946 | 1993 | James Thomas Anthony „Jimmy V“ Valvano spielte als Point Guard für die Rutgers University Knights. Nach seinem Abschluss in Englisch begann er seine Coaching-Karriere als Coach der Junior Varsity und Assistenzcoach an seiner Alma Mater. Neben einem Assistenz-Coach-Job an der University of Connecticut war er Head Coach der Johns Hopkins University, der Bucknell University, der Iona University und der North Carolina State University, die er 1983 zum Gewinn der NCAA Division I Basketball Championship führte. Nach dem Ende seiner Trainerlaufbahn arbeitete Valvano als Kommentator für ESPN und ABC. Krebskrank gründete er kurz vor seinem Tod die V Foundation for Cancer Research. 1996 wurde sein Leben mit Never Give Up: The Jimmy V Story für das Fernsehen verfilmt. | [ 476 ] |
| Dick Vitale              | 2008 | Vereinigte Staaten                                 | 1939 |      | Vitale ist nach einer kurzen Trainerkarriere als Sportreporter tätig. Bis heute kommentierte er fast 1.000 Spiele für ESPN, größtenteils im Bereich des College-Basketballs der NCAA. Seit 2007 Mitglied der College Basketball Hall of Fame als Förderer. | [ 477 ] |
| Cliff Wells              | 1972 | Vereinigte Staaten                                 | 1896 | 1977 | Als High-School-Trainer trainierte W. R. Clifford „Cliff“ Wells in 30 Jahren Mannschaften, die zusammen über 50 Turniere gewannen. 18 Jahre lang trainierte er ebenfalls das Team der Tulane University. Er war als Geschäftsführer der Basketball Hall of Fame sowie in zahlreichen anderen Verwaltungsaufgaben u. a. der NABC tätig. Seit 2006 auch Mitglied der College Basketball Hall of Fame als Förderer. | [ 478 ] |
| Rick Welts               | 2018 | Vereinigte Staaten                                 | 1953 |      | Rick Welts begann seine Karriere bei den Seattle SuperSonics als Direktor der Öffentlichkeitsarbeit. Zwischen 1982 und 1999 arbeitete er für die NBA und arbeitete kurzzeitig das Konzept des NBA All-Star Weekends aus, vermarktete für den US-Basketballverband das Dream Team und legte die Weichen für den Start der WNBA. Welts war Präsident der Phoenix Suns und bekleidet diese Position seit 2011 bei den Golden State Warriors. Er ist Berater und Vorstandsmitglied der „You Can Play“-Kampagne gegen Schwulendiskriminierung im Sport. | [ 479 ] |
| Jerry West*              | 2024 | Vereinigte Staaten                                 | 1938 | 2024 | Jerome Alan West, Träger der Presidential Medal of Freedom, ist auch als Spieler und als Olympiasieger von 1960 Mitglied der Hall of Fame. Nach seinem Karriereende war er zwischen 1976 und 1979 zunächst Head Coach der Los Angeles Lakers, dann deren Scout, bevor er 1982 zum General Manager des Franchise wurde. Er prägte nicht nur die Showtime-Dynastie der 1980er Jahre und zeichnete damit für fünf Meistertitel verantwortlich, ihm gelang auch noch der Wiederaufbau der Lakers Mitte der 1990er Jahre, der eine neue Dynastie etablieren sollte, nämlich die des Three-peats von 2000 bis 2002 um Kobe Bryant, Shaquille O’Neal und Coach Phil Jackson. Das NBA-Logo verließ L.A. 2000, um ein Franchise von ganz unten aufbauen zu können. Als GM der Memphis Grizzlies gewann er seinen zweiten NBA Executive of the Year Award. Zwischen 2011 und 2017 managte er die Golden State Warriors, was ihm zwei weitere NBA-Meisterschaften als Funktionär einbringen sollte. Seit 2017 ist er Berater und Vorstandsmitglied der Los Angeles Clippers. | [ 480 ] |
| Louis Wilke              | 1983 | Vereinigte Staaten                                 | 1896 | 1962 | Louis G. Wilke war Trainer eines High-School-Teams, einer College-Mannschaft und eines Teams der Amateur Athletic Union. Später war er Präsident des AAU Basketball Committee. Er war an der Schlichtung des Streits zwischen NCAA und AAU um die Vertretung der Vereinigten Staaten bei internationalen Wettbewerben beteiligt. | [ 481 ] |
| Fred Zollner             | 1999 | Vereinigte Staaten                                 | 1901 | 1982 | Zollner spielte eine wichtige Rolle bei der Fusion der Basketball Association of America und der National Basketball League zur NBA. Er unterstützte die neue Liga finanziell, logistisch und mit Personal. Er setzte sich für Regeländerungen wie die Einführung von Wurfuhr und Sechs-Foul-Regel ein. Von 1941 bis 1974 gehörte ihm zuletzt unter dem Namen Detroit Pistons ein NBL-, dann BAA/NBA-Team, das als Fort Wayne Zollner Pistons 1944 und 1945 den NBL-Titel und von 1944 bis 1946 das World Professional Tournament gewann. | [ 482 ] |

* auch als Spieler aufgenommen

** auch als Coach aufgenommen